# Liste der Biografien/Schro
Liste der Biografien |
Portal Biografien |
Personensuche
# |
A |
B |
C |
D |
E |
F |
G |
H |
I |
J |
K |
L |
M |
N |
O |
P |
Q |
R |
S |
T |
U |
V |
W |
X |
Y |
Z |
?
 
Sa |
Sb |
Sc |
Sd |
Se |
Sf |
Sg |
Sh |
Si |
Sj |
Sk |
Sl |
Sm |
Sn |
So |
Sp |
Sq |
Sr |
Ss |
St |
Su |
Sv |
Sw |
Sy |
Sz
 
Sca–Sce |
Sch |
Sci–Scz
 
Scha |
Schc |
Schd |
Sche |
Schg |
Schi |
Schj |
Schk |
Schl |
Schm |
Schn |
Scho |
Schp |
Schr |
Schs |
Scht |
Schu |
Schv |
Schw |
Schy
 
Schra |
Schre |
Schri |
Schro |
Schru |
Schry
Die Liste der Biografien führt alle Personen auf, die in der deutschsprachigen Wikipedia einen Artikel haben. Dieses ist eine Teilliste mit 1046 Einträgen von Personen, deren Namen mit den Buchstaben „Schro“ beginnt.

## Schro
- Schro, Peter, deutscher Bildhauer und Bildschnitzer

### Schrob
- Schrobenhauser, Anton (1955–2022), deutscher Fußballtorhüter
- Schröber, Nicole (* 1988), deutsche Volleyballspielerin
- Schrobitz, Louis (1809–1882), deutscher Architekt und preußischer Baubeamter
- Schröbler, Manfred (1934–2015), deutscher Fußballtorhüter
- Schrobsdorff, Alfred (1861–1940), deutscher Architekt und Immobilien-Unternehmer
- Schrobsdorff, Angelika (1927–2016), deutsche SchriftstellerinAngelika Schrobsdorff (1927–2016)

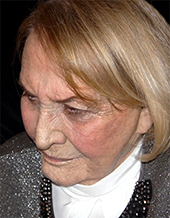
Angelika Schrobsdorff (1927–2016)

- Schrobsdorff, Hermann (1839–1892), deutscher Gutsbesitzer

### Schroc
- Schröck, Carsten (1923–1973), deutscher Architekt
- Schrock, Ed (* 1941), US-amerikanischer Politiker
- Schröck, Evelin (* 1961), deutsche Medizinerin und Hochschullehrerin
- Schröck, Lukas (1646–1730), deutscher Mediziner und Naturforscher
- Schröck, Marie-Christine (* 1972), deutsche Jazzmusikerin (Saxophon, Klarinette, Komposition)
- Schröck, Martina (* 1977), österreichische Politikerin (SPÖ), Landtagsabgeordnete
- Schrock, Richard R. (* 1945), US-amerikanischer Chemiker
- Schröck, Ruth (1931–2023), deutsche Pflegewissenschaftlerin und Hochschullehrerin
- Schröck, Stephan (* 1986), deutscher Fußballspieler
- Schröck, Tobias (* 1992), deutscher Fußballspieler
- Schrock, U. E. G. (* 1956), deutscher Schriftsteller und Numismatiker
- Schröcke, Helmut (1922–2018), deutscher Mineraloge und Publizist aus dem rechtsextremen Spektrum
- Schrocke, Kathrin (* 1975), deutsche Kinder- und Jugendbuchautorin
- Schröckenfuchs, Gottfried (* 1947), österreichischer Militär und Politiker (ÖVP), Landtagsabgeordneter in Vorarlberg
- Schröcker, Alfons (* 1941), österreichischer Politiker (SPÖ), Abgeordneter zum Salzburger Landtag und Bürgermeister
- Schröcker, Kilian (* 2001), österreichischer Fußballspieler
- Schröckert, Daniel (* 1976), deutscher Moderator und Filmjournalist
- Schröckert, Silke (* 1983), deutsche Journalistin und Moderatorin
- Schröckh, Johann Matthias (1733–1808), deutscher Historiker und Literaturwissenschaftler
- Schröcksnadel, Peter (* 1941), österreichischer Unternehmer und Präsident des Österreichischen SkiverbandesPeter Schröcksnadel (* 1941)

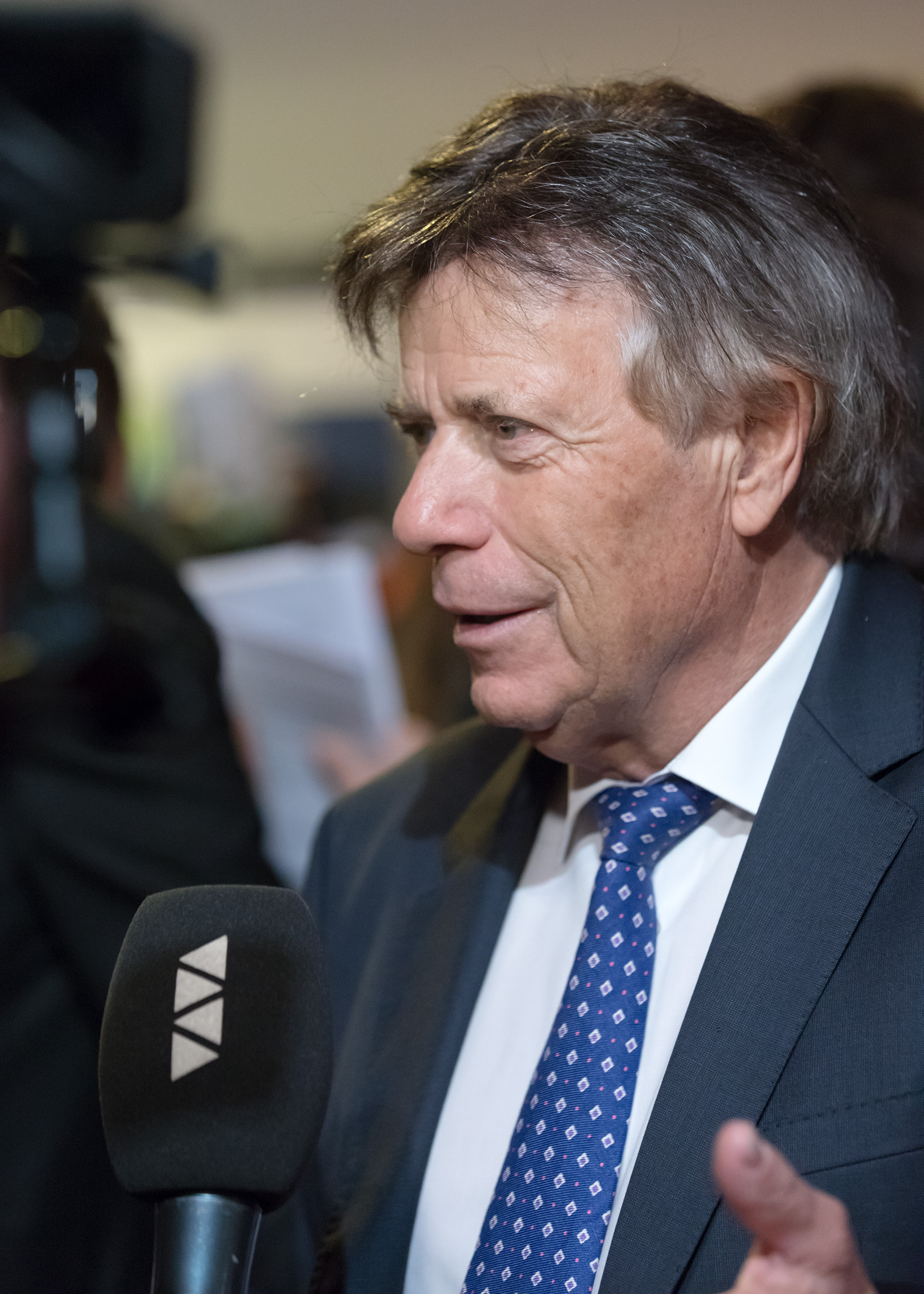
Peter Schröcksnadel (* 1941)

### Schrod
- Schrod, Karl Ernst (1841–1914), deutscher römisch-katholischer Weihbischof

#### Schrode

##### Schrodel
- Schrödel, Thilo Henrik (* 1973), deutsch-schwedischer Schauspieler, Moderator, Sprecher und Autor
- Schrödel, Tobias (* 1971), deutscher Autor und IT-Sicherheitsfachmann

##### Schroder

###### Schroder S
- Schröder Sonnenstern, Friedrich (1892–1982), deutscher Zeichner und Maler

###### Schroder V
- Schröder von Lilienhof, Wilhelm (1719–1800), k. k. Feldzeugmeister und Inhaber des Infanterie-Regiments No. 26

###### Schroder, A
- Schröder, Adolf (1885–1945), deutscher sozialdemokratischer Widerstandskämpfer gegen den Nationalsozialismus
- Schröder, Adolf (1938–2008), deutscher Autor und Taxifahrer
- Schröder, Albert (* 1898), deutscher Kunsthistoriker
- Schröder, Albert Friedrich (1854–1939), deutscher Genremaler
- Schröder, Alena (* 1979), deutsche Journalistin, Kolumnistin und Buchautorin
- Schröder, Alexander (1806–1877), deutscher Architekt
- Schröder, Alfred (1865–1935), deutscher katholischer Historiker
- Schröder, Alina (* 1985), deutsche Journalistin
- Schröder, Allard (* 1946), niederländischer Schriftsteller
- Schröder, Alois (* 1942), deutscher Geistlicher
- Schröder, André (* 1969), deutscher Politiker (CDU), MdLAndré Schröder (* 1969)

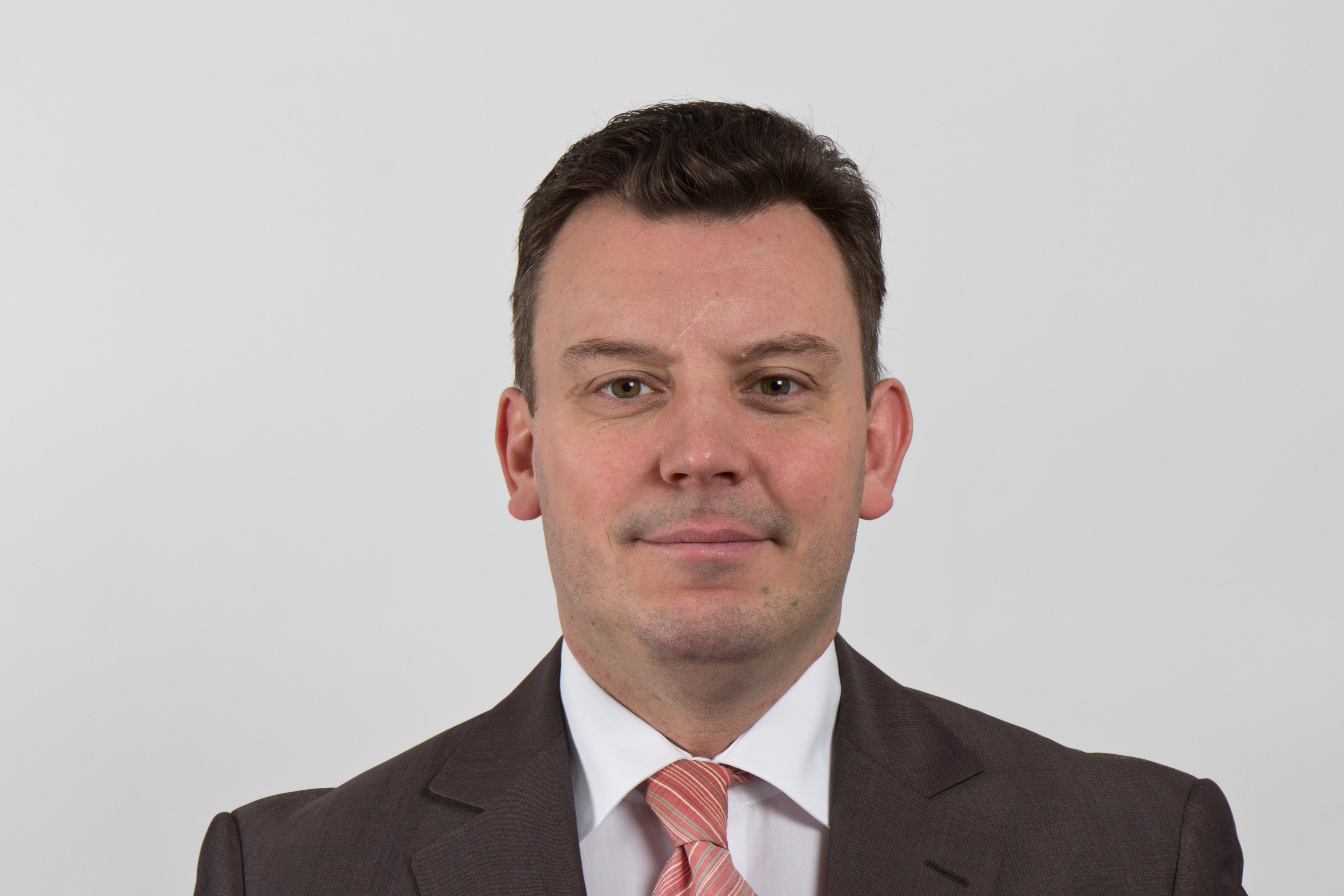
André Schröder (* 1969)

- Schröder, Andreas (1628–1677), deutscher Zimmermeister
- Schröder, Andreas (1939–2025), deutscher Organist
- Schröder, Andreas (* 1960), deutscher Ringer
- Schröder, Andreas (* 1991), deutscher Handballspieler
- Schröder, Anette (* 1955), deutsche Keramikerin und Bildhauerin
- Schröder, Angelika (* 1955), deutsche Autorin
- Schröder, Anja (* 1967), deutsche Cellistin
- Schröder, Anke (* 1957), deutsche Basketballspielerin
- Schröder, Ann-Katrin (* 1973), deutsche Journalistin und Fernsehmoderatorin
- Schröder, Anna Christina (1755–1829), deutsche Schauspielerin
- Schröder, Anna-Konstanze (* 1980), deutsche Politikerin (SPD), MdL
- Schröder, Anne (* 1994), deutsche Hockeyspielerin
- Schröder, Anneliese (1924–2013), deutsche Kunsthistorikerin und Museumsleiterin
- Schröder, Antje (* 1963), deutsche Mittelstreckenläuferin
- Schröder, Anton Diedrich (1779–1855), Hamburger Kaufmann und Oberalter
- Schröder, Arno (1867–1925), deutscher Pfarrer und Prähistoriker
- Schröder, Arnold Dietrich (1770–1831), deutscher Pastor
- Schröder, Arnulf (1903–1960), deutscher Schauspieler
- Schröder, Arthur (1892–1986), deutscher Schauspieler
- Schröder, Arthur (* 1936), deutscher Tennisspieler
- Schröder, Astrid (* 1962), deutsche Malerin und Grafikerin
- Schröder, August (1800–1883), deutscher Altphilologe
- Schröder, August (1908–1993), deutscher Landesarchivar

###### Schroder, B
- Schröder, Babette (* 1968), deutsche Literaturübersetzerin
- Schröder, Benjamin (* 2003), deutscher Basketballspieler
- Schröder, Bernd, deutscher Journalist und Moderator
- Schröder, Bernd (* 1942), deutscher FußballtrainerBernd Schröder (* 1942)

Bernd Schröder (* 1942)

- Schröder, Bernd (1950–2013), deutscher Politiker (SPD), MdL
- Schröder, Bernd (* 1965), deutscher evangelischer Theologe und Hochschullehrer
- Schröder, Bernd (* 1966), deutscher Unternehmensmanager und Fußballfunktionär
- Schröder, Bernhard (* 1965), deutscher Germanist
- Schröder, Bernt (* 1933), deutscher Geologe
- Schröder, Betty (1806–1887), deutsche Schauspielerin und Sopranistin
- Schröder, Bianca-Jeanette, deutsche Altphilologin
- Schröder, Birgit (* 1965), deutsche FDJ-Vorsitzende
- Schröder, Björn (* 1980), deutscher Radrennfahrer
- Schröder, Boris (* 1968), deutscher Geoökologe und Professor
- Schröder, Brigitte (1917–2000), deutsche Ehefrau von Gerhard Schröder (CDU)Brigitte Schröder (1917–2000)

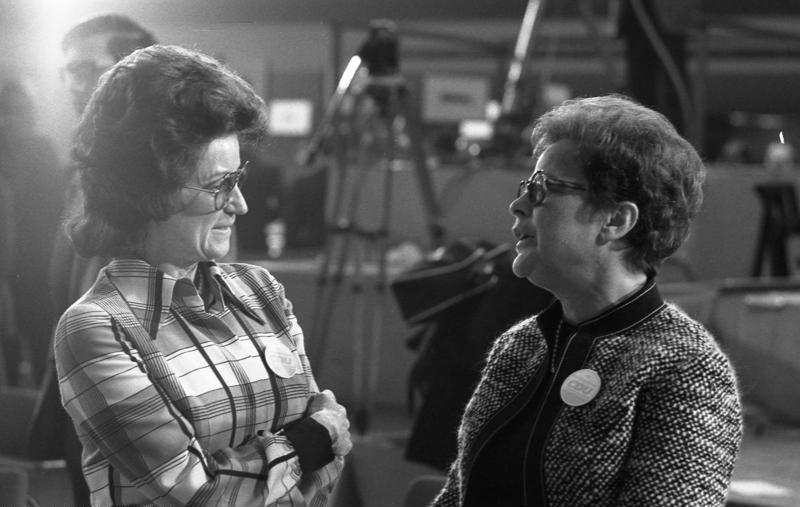
Brigitte Schröder (1917–2000)

- Schröder, Bruno (1867–1928), deutscher Lehrer, Botaniker und Phykologe
- Schröder, Bruno (1867–1940), deutsch-britischer Bankier, Kunstsammler und Mäzen
- Schröder, Bruno (1878–1934), deutscher Klassischer Archäologe
- Schröder, Bruno (1894–1968), deutscher Politiker (FDP), MdL
- Schroder, Bruno (1933–2019), britischer Bankier
- Schröder, Burkhard (* 1952), deutscher Journalist, Schriftsteller, Science-Fiction-Autor und Chefredakteur
- Schröder, Burkhard (* 1957), deutscher Basketballspieler

###### Schroder, C
- Schröder, Carl (1802–1867), deutscher Genremaler, Porträtmaler und Lithograf
- Schröder, Carl (1897–1973), deutscher Pädagoge, Studienrat und Organisator von Motorradrennen
- Schröder, Carl (1904–1997), deutscher Puppenspieler, Puppengestalter und Regisseur
- Schröder, Carl August (1819–1902), deutscher Jurist und Politiker, MdHB
- Schröder, Carl August (1855–1945), deutscher Politiker, MdHB, Hamburger Bürgermeister
- Schröder, Carl Gustav Theodor (1840–1916), deutscher Bibliothekar und Germanist
- Schröder, Caroline (* 1962), deutsche Schauspielerin
- Schröder, Carsten († 1615), deutscher Bauer und Chronist
- Schröder, Chantal (* 2000), deutsche Kickboxerin
- Schröder, Christel Matthias (1915–1996), deutscher Pastor und Religionswissenschaftler
- Schröder, Christian (1655–1702), deutscher Maler; Hofmaler am böhmischen Königshof
- Schröder, Christian (* 1953), deutscher Fernseh-JournalistChristian Schröder (* 1953)

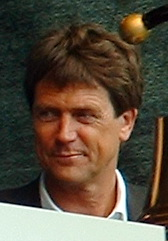
Christian Schröder (* 1953)

- Schröder, Christian (* 1958), deutscher Rechtswissenschaftler
- Schröder, Christian Friedrich (1750–1800), deutscher Schriftsteller
- Schröder, Christian Matthias (1742–1821), Hamburger Kaufmann, Senator und Bürgermeister
- Schröder, Christian Matthias (1778–1860), Hamburger Senator und Kaufmann
- Schröder, Christiane (1942–1980), deutsche Schauspielerin
- Schröder, Christina (* 1954), deutsche Psychologin
- Schröder, Christina-Johanne (* 1983), deutsche Politikerin (Grüne) und Mitglied des Bundestags
- Schröder, Claudia (* 1953), deutsche Filmproduzentin und Filmregisseurin
- Schröder, Claudia (* 1987), deutsche Kamerafrau
- Schröder, Clemens August (1824–1886), deutscher Jurist, MdHdA, MdR
- Schröder, Conrad (1854–1923), Bürgermeister und Mitglied des Provinziallandtages der Provinz Hessen-Nassau
- Schröder, Corina (* 1986), deutsche Fußballspielerin

###### Schroder, D
- Schröder, Daniel (* 1990), deutscher Koch
- Schröder, David (* 1985), deutscher Slalom-Kanute
- Schröder, Dennis (* 1993), deutscher BasketballspielerDennis Schröder (* 1993)

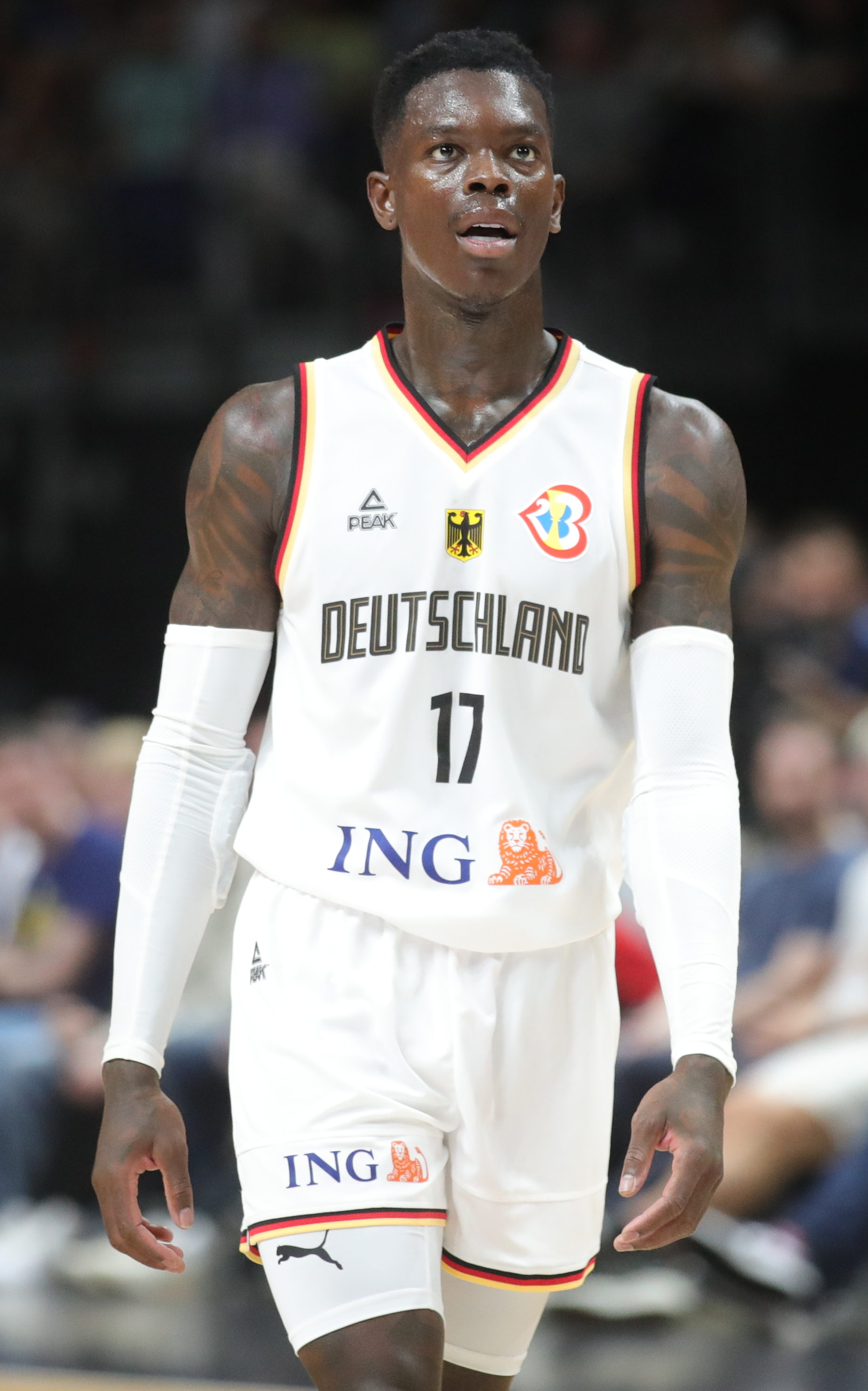
Dennis Schröder (* 1993)

- Schröder, Diedrich (1922–2009), deutscher Landwirt, Politiker (CDU), MdB
- Schröder, Dieter (1931–2021), deutscher Journalist, Publizist und Autor
- Schröder, Dieter (* 1935), deutscher Jurist, Politikwissenschaftler und Politiker (SPD), Oberbürgermeister von Rostock
- Schröder, Diethelm (* 1930), deutscher Journalist
- Schröder, Dietrich (* 1961), deutscher Journalist
- Schröder, Dominik (1910–1974), deutscher Ethnologe und Mongolist
- Schröder, Dorothea (* 1957), deutsche Musikwissenschaftlerin

###### Schroder, E
- Schröder, Eberhard (1933–1974), deutscher Regieassistent und Regisseur, Kostüm- und Szenenbildner
- Schröder, Ed (* 1950), niederländischer Softwareentwickler und Unternehmer
- Schröder, Edward (1858–1942), deutscher Germanist
- Schröder, Elisabeth (1877–1953), deutsche Schriftstellerin
- Schröder, Elisabeth (1899–1996), deutsche Turnerin
- Schröder, Emil Ludwig Philipp (1764–1835), deutscher evangelischer Geistlicher und Jugendschriftsteller
- Schröder, Emil W. (1896–1977), deutscher Journalist und Schriftsteller
- Schröder, Emilie, deutsche Schriftstellerin, Übersetzerin, Sängerin und Schauspielerin
- Schröder, Erich (1893–1968), deutscher Mediziner
- Schröder, Erich (1898–1975), deutscher Fußballspieler
- Schröder, Erich (1903–1989), deutscher Polizeibeamter
- Schröder, Erich Christian (1925–2013), deutscher Philosoph und Hochschulrektor
- Schröder, Ernst (1841–1902), deutscher Mathematiker und Logiker
- Schröder, Ernst (1889–1951), deutscher Journalist
- Schröder, Ernst (1893–1976), deutscher Gartenarchitekt und Politiker (DVP, FDP), MdL, MdR
- Schröder, Ernst (1907–1999), deutscher Historiker, Archivar und Bibliothekar
- Schröder, Ernst (1915–1994), deutscher Schauspieler und Regisseur
- Schröder, Ernst Christian (1675–1758), deutscher Mathematiker
- Schröder, Esther (* 1969), deutsche Politikerin (PDS, SPD), MdL

###### Schroder, F
- Schröder, Felix (1876–1966), deutscher Kirchenmusiker und Komponist
- Schröder, Ferdel (1947–2013), belgischer Politiker (PFF, MR)
- Schröder, Ferdinand (1812–1884), deutscher Theologe und Pädagoge
- Schröder, Ferdinand (1818–1857), deutscher Mediziner, Politiker und Karikaturist
- Schröder, Ferdinand (1892–1978), deutscher Theologe (evangelisch), Oberkirchenrat
- Schröder, Flora-Elisa (* 1988), deutsche Politikerin (SPD), MdL
- Schröder, Florian (* 1975), deutscher Politiker (AfD), MdL
- Schröder, Frank (* 1962), deutscher Skilangläufer
- Schröder, Frank (* 1963), deutscher Snookerspieler
- Schröder, Frank (* 1964), deutscher Schauspieler und Sänger
- Schröder, Frank (* 1966), deutscher Synchron- und Hörspielsprecher, Synchronregisseur und Dialogbuchautor
- Schröder, Frank Leo (* 1961), deutscher Schauspieler
- Schröder, Franz (* 1884), deutscher Handwerker und Politiker (SPD)
- Schröder, Franz Rolf (1893–1979), deutscher Germanist und Ethnologe
- Schröder, Friedrich (1775–1835), deutscher Kaufmann und Reeder
- Schröder, Friedrich (1872–1943), deutscher Pastor und schleswig-holsteinischer Heimatforscher
- Schröder, Friedrich (1910–1972), deutscher Komponist
- Schröder, Friedrich Joseph Wilhelm (1733–1778), deutscher Mediziner und Hochschullehrer
- Schröder, Friedrich Ludwig (1744–1816), deutscher Schauspieler, Theaterdirektor, Dramatiker und FreimaurerFriedrich Ludwig Schröder (1744–1816)

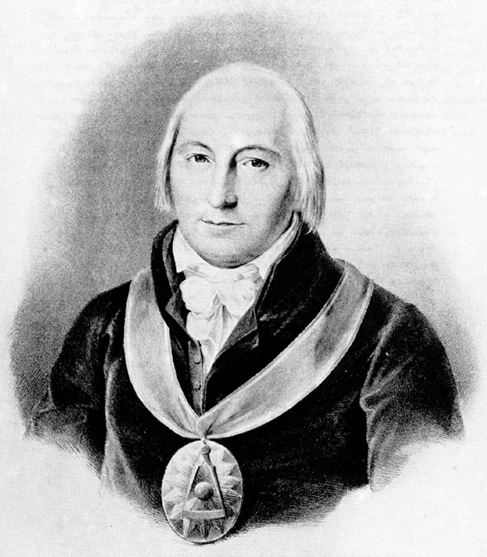
Friedrich Ludwig Schröder (1744–1816)

- Schröder, Fritz (1887–1973), deutscher Generalmajor der Wehrmacht
- Schröder, Fritz (1891–1937), deutscher Politiker (SPD), MdR
- Schröder, Fritz (1915–2001), deutscher stellvertretender Minister für Staatssicherheit der DDR
- Schröder, Fritz H. (* 1937), deutscher Onkologe
- Schröder, Fritz-Gerald (* 1961), deutscher Gartenbauwissenschaftler und Professor für Gemüsebau
- Schröder, Fynn Malte (* 1997), deutscher Handballspieler

###### Schroder, G
- Schröder, Georg (* 1875), deutscher Kryptoanalytiker
- Schröder, Georg (1904–1944), deutscher Arbeiter und Gegner des Nationalsozialismus
- Schröder, Georg (1905–1987), deutscher Journalist
- Schröder, Georg (1905–1983), deutscher Jurist und Richter am Bundesarbeitsgericht
- Schröder, Georg (* 1971), deutscher Rechtsanwalt und Autor
- Schröder, Georg Engelhard (1684–1750), schwedischer Porträt- und Historienmaler
- Schröder, Georg Heinrich (1745–1815), deutscher Provisor und Abgeordneter
- Schröder, Georg Hermann (1832–1911), deutscher Lehrer und Schulrat
- Schröder, Georg Philipp (1729–1772), deutscher Mediziner, Naturwissenschaftler und Hochschullehrer
- Schröder, George von (1867–1940), deutscher Verwaltungsbeamter
- Schröder, Gerald (* 1976), deutscher Fußballspieler
- Schröder, Gerco (* 1978), niederländischer Springreiter
- Schröder, Gerd (1959–2008), deutscher Unternehmer, Aufsichtsratsvorsitzender der Deutschen Eishockey Liga
- Schröder, Gerhard († 1601), deutscher evangelisch-lutherischer Geistlicher, Hauptpastor der Lübecker Petrikirche und Senior des Geistlichen Ministeriums
- Schröder, Gerhard (1659–1723), deutscher Jurist und Bürgermeister der Hansestadt Hamburg
- Schröder, Gerhard (1908–1944), deutscher Historiker
- Schröder, Gerhard (1910–1989), deutscher Politiker (CDU), MdB
- Schröder, Gerhard (1914–2010), deutscher Funktionär
- Schröder, Gerhard (1921–2012), deutscher Rundfunkintendant
- Schröder, Gerhard (1929–2015), deutscher Chemiker und Hochschullehrer
- Schröder, Gerhard (* 1944), deutscher Politiker (SPD), MdL, MdB, Bundeskanzler der Bundesrepublik Deutschland (1998–2005)Gerhard Schröder (* 1944)

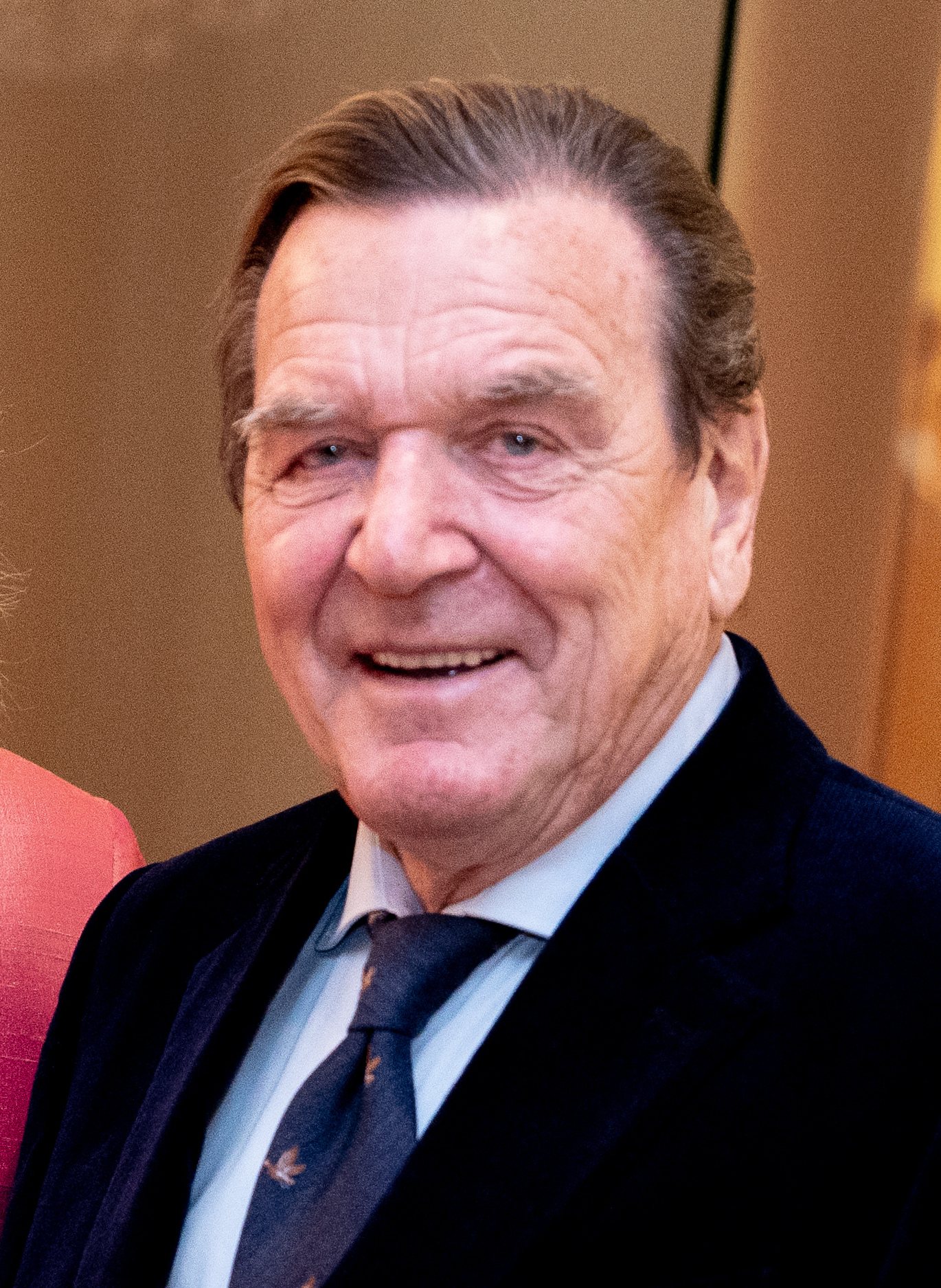
Gerhard Schröder (* 1944)

- Schröder, Gerhart (1934–2023), deutscher Romanist
- Schröder, Gertrud Wiebke (1897–1977), deutsche Bildhauerin und Kunstgewerblerin
- Schröder, Gesine (* 1957), deutsche Musiktheoretikerin und Hochschullehrerin
- Schröder, Gesine (* 1976), deutsche literarische Übersetzerin
- Schröder, Gottfried von († 1807), k. k. Feldmarschall-Lieutenant und Ritter des Maria Theresia-Ordens
- Schröder, Greta (1892–1980), deutsche Stummfilm- und Theaterschauspielerin
- Schröder, Grete (1904–1987), österreichische Autorin
- Schröder, Günter (1929–2020), deutscher Pflanzenbauwissenschaftler
- Schröder, Günter (1937–2025), deutscher ehemaliger Polizist Gewerkschaftsfunktionär
- Schröder, Günter (1940–2023), deutscher Fußballspieler
- Schröder, Gustav (1885–1959), deutscher Kapitän und Gerechter unter den VölkernGustav Schröder (1885–1959)

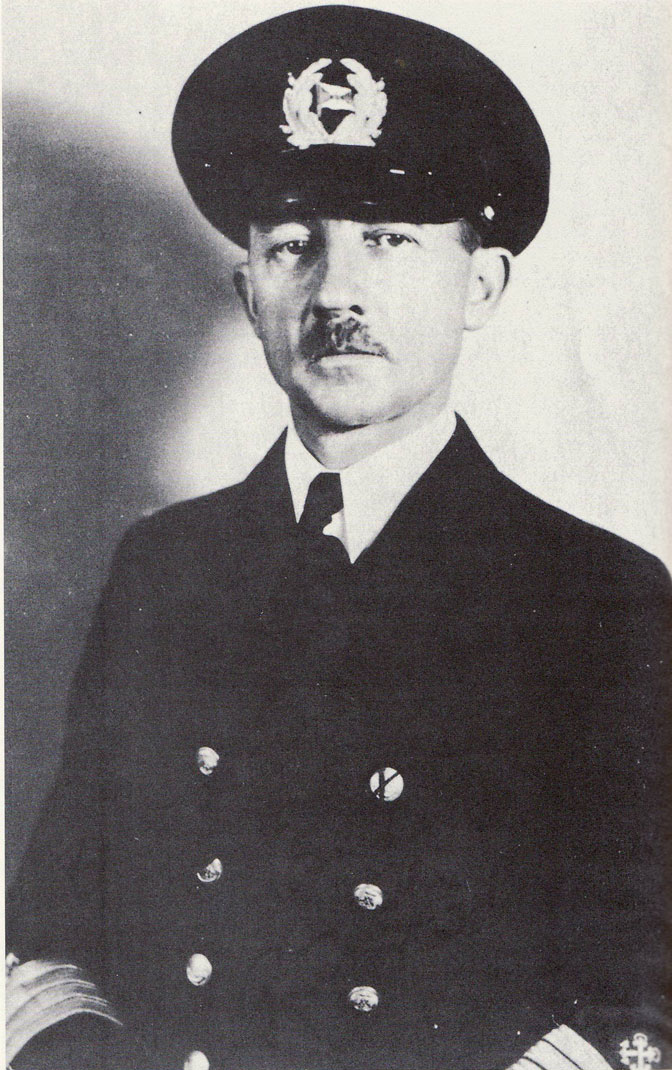
Gustav Schröder (1885–1959)

- Schröder, Gustav Adolf (* 1943), deutscher Manager

###### Schroder, H
- Schröder, Hannelore (1935–2023), deutsche Patriarchatsforscherin und feministische Theoretikerin
- Schröder, Hanning (1896–1987), deutscher Komponist
- Schröder, Hans (1796–1855), deutscher Privatgelehrter und Lexikograf
- Schröder, Hans (1868–1938), deutscher Gynäkologe und Hochschullehrer
- Schröder, Hans (1887–1954), deutscher Kunsthistoriker und Museumsdirektor in Lübeck
- Schröder, Hans (1899–1965), deutscher Diplomat in der Zeit des Nationalsozialismus
- Schröder, Hans (1902–1971), deutscher Politiker (SPD), MdL
- Schröder, Hans (1906–1970), deutscher Fußballspieler
- Schröder, Hans (1929–1997), deutscher Chirurg und Urologe, Hochschullehrer in Jena
- Schröder, Hans (1930–2010), deutscher Bildhauer und Maler
- Schröder, Hans Eggert (1905–1985), deutscher Autor, Privatgelehrter, Verlagsberater und Herausgeber
- Schröder, Hans Joachim (* 1944), deutscher Biografieforscher
- Schröder, Hans-Christoph (1933–2019), deutscher Historiker
- Schröder, Hans-Günter (* 1943), deutscher Fußballspieler
- Schröder, Hans-Henning (* 1949), deutscher Politikwissenschaftler
- Schröder, Hans-Jürgen (* 1938), deutscher Historiker und Hochschullehrer
- Schröder, Harald (* 1966), deutscher Grafiker und Comiczeichner
- Schröder, Harry (* 1941), deutscher Psychotherapeut und Hochschullehrer
- Schröder, Hartmut (* 1954), deutscher Hochschullehrer
- Schröder, Heino (1900–2000), deutscher Landrat im Kreis Flensburg-Land (1938–1941) und Gebietskommissar im Reichskommissariat Ostland
- Schröder, Heinrich (1850–1883), deutscher Missionar und Märtyrer
- Schröder, Heinrich (1857–1917), deutscher Jurist und Oberamtmann
- Schröder, Heinrich (1863–1937), deutscher Sprachwissenschaftler, Lehrer und Herausgeber
- Schröder, Heinrich (1873–1945), deutscher Hochschullehrer für Botanik, Rektor der Landwirtschaftlichen Hochschule Hohenheim
- Schröder, Heinrich (1881–1942), deutscher Maler
- Schröder, Heinrich (1909–1989), deutscher Landwirt und Politiker (DP, CDU), MdL, MdB
- Schröder, Heinrich (1912–1975), deutscher Politiker (SRP), MdBB
- Schröder, Heinrich Georg Friedrich (1810–1885), deutscher Naturforscher, Physiker, Mathematiker und Pädagoge
- Schröder, Heinrich Otto (1906–1987), deutscher Klassischer Philologe
- Schröder, Heinrich Robert (* 1882), Mitglied des Provinziallandtages der Provinz Hessen-Nassau
- Schröder, Heinz (1910–1997), deutscher Widerstandskämpfer
- Schröder, Heinz (1921–2018), deutscher Schauspieler
- Schröder, Heinz (1928–2009), deutscher PuppenspielerHeinz Schröder (1928–2009)

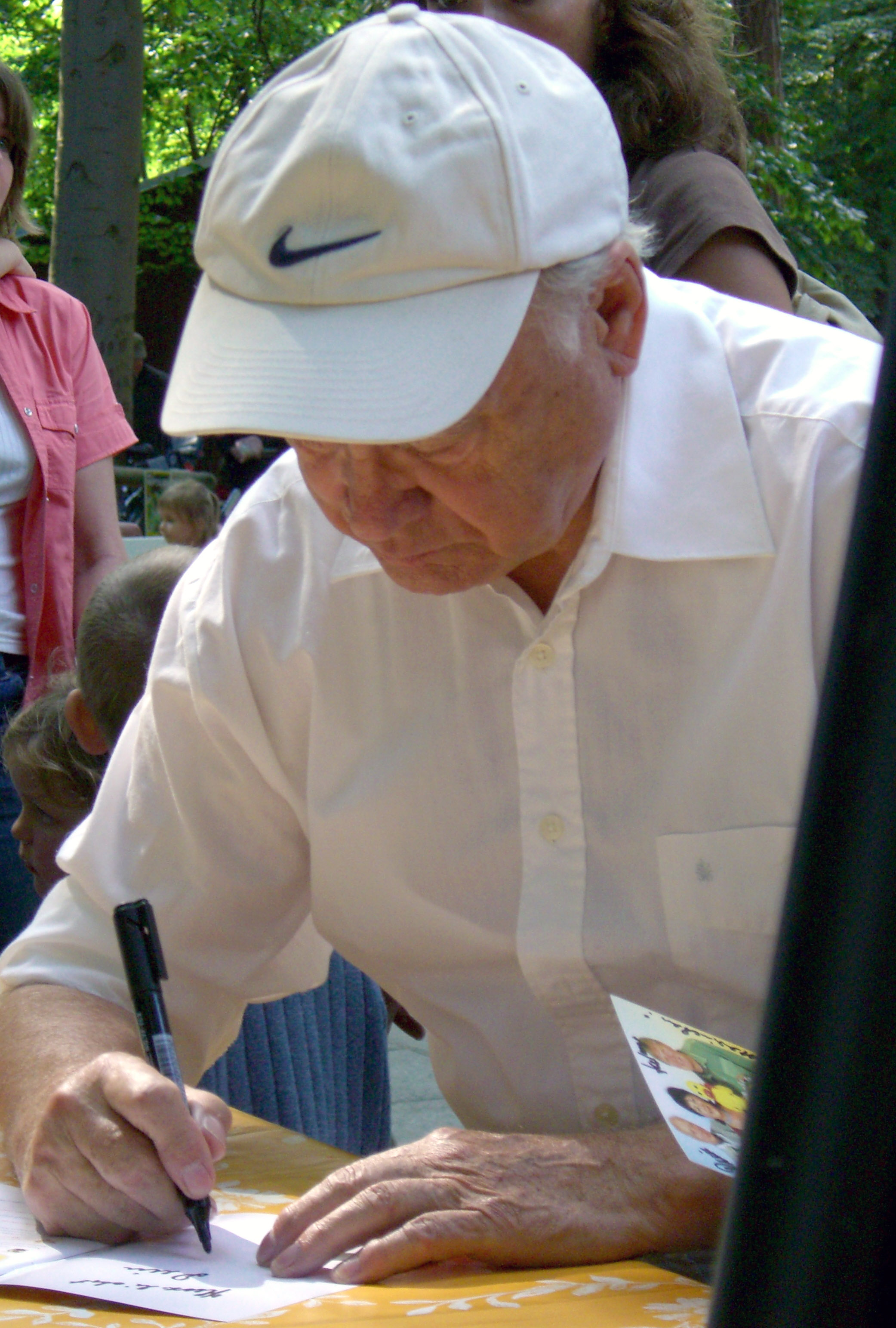
Heinz Schröder (1928–2009)

- Schröder, Heinz-Jürgen (1939–2023), deutscher Chirurg
- Schrøder, Helge Muxoll (1924–2012), dänischer Ruderer
- Schröder, Helmut (1910–1974), deutscher Maler und Grafiker
- Schröder, Helmut (* 1949), deutscher Organist, Pianist und Musikpädagoge
- Schröder, Helmut (* 1958), deutscher Fußballspieler
- Schröder, Helmuth (1842–1909), deutscher Lehrer und niederdeutscher Dichter
- Schröder, Hendrik (* 1959), deutscher Ökonom, Professor für Betriebswirtschaftslehre
- Schröder, Henning (1945–2012), deutscher Physiker
- Schröder, Henry (1859–1927), deutscher Geologe und Paläontologe
- Schröder, Herbert (1945–2000), deutscher Fußballspieler
- Schröder, Hermann (1798–1856), deutscher Jurist, Kaufmann und Historiker
- Schröder, Hermann (1876–1942), deutscher Zahnmediziner
- Schröder, Hermann (1928–2016), deutscher Architekt und Hochschullehrer
- Schröder, Hermine (1911–1978), deutsche Leichtathletin
- Schröder, Hinrich (1906–1992), deutscher Politiker (FDP), MdL
- Schröder, Horst (1913–1973), deutscher Strafrechtler
- Schröder, Horst (1938–2022), deutscher Politiker (CDU), MdHB, MdB
- Schröder, Hugo (1834–1902), Optiker in Hamburg

###### Schroder, I
- Schröder, Ilka (* 1978), deutsche Politikerin (ehemals Bündnis 90/Die Grünen), MdEP
- Schröder, Ingrid (* 1960), deutsche Germanistin
- Schröder, Inti (* 1989), chilenischer Fußballspieler
- Schröder, Iris (* 1966), deutsche Historikerin
- Schröder, Ivonne (* 1988), deutsche Eishockeytorhüterin
- Schröder, Iwan Nikolajewitsch (1835–1908), russischer Bildhauer

###### Schroder, J
- Schröder, Jaap (1925–2020), niederländischer Violinist und Dirigent
- Schröder, Jan (1800–1885), niederländischer Marineoffizier
- Schröder, Jan (1941–2007), niederländischer Radsportler
- Schröder, Jan (* 1943), deutscher Rechtswissenschaftler
- Schröder, Jan (* 1976), deutscher Politiker (SPD), MdL
- Schröder, Jan-Christian (* 1998), deutscher Schachspieler
- Schröder, Janina Agnes (* 1988), deutsche Schauspielerin
- Schröder, Jens-Michael (* 1949), deutscher Biochemiker und Hochschullehrer
- Schröder, Jeremias (* 1964), deutscher Benediktiner und Abtprimas
- Schröder, Joachim (1613–1677), deutscher lutherischer Theologe
- Schröder, Joachim (1891–1976), deutscher Paläontologe und Geologe
- Schröder, Joachim (1925–1989), deutscher Mediziner und Politiker (SPD), MdL
- Schröder, Joachim Hermann Ernst (1940–1991), deutscher Meteorologe
- Schröder, Jochen (1927–2023), deutscher Schauspieler und Synchronsprecher
- Schröder, Jochen (1933–1987), deutscher Rechtswissenschaftler
- Schröder, Johann, deutscher Mediziner
- Schröder, Johann (1925–2007), deutscher Mathematiker
- Schröder, Johann Caspar (1695–1759), niederländischer Klassischer Philologe
- Schröder, Johann Christian (1760–1809), deutscher Advokat und Ratsherr der Hansestadt Rostock
- Schröder, Johann Friedrich (1879–1933), deutscher Bankkaufmann
- Schröder, Johann Heinrich (1666–1699), deutscher evangelischer Pfarrer und Kirchenlieddichter
- Schröder, Johann Heinrich (1757–1812), deutscher Porträtmaler
- Schröder, Johann Heinrich (1779–1848), Kaufmann und Ratsherr der Hansestadt Lübeck
- Schröder, Johann Heinrich (1784–1883), deutscher KaufmannJohann Heinrich Schröder (1784–1883)

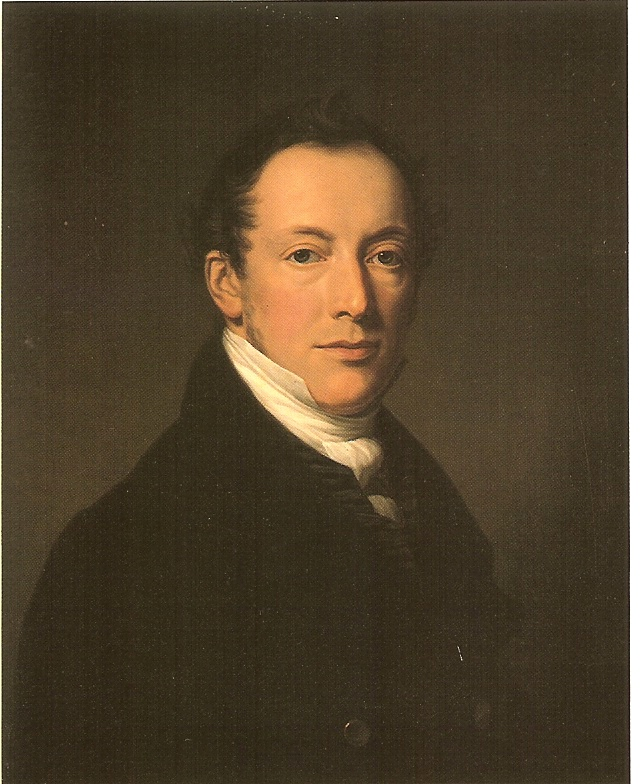
Johann Heinrich Schröder (1784–1883)

- Schröder, Johann Joachim (1680–1756), deutscher Orientalist, Bibliothekar, reformierter Theologe und Kirchenhistoriker
- Schröder, Johann Lucas (1760–1813), deutscher Kaufmann und Abgeordneter der Reichsstände des Königreichs Westphalen
- Schröder, Johann Michael (* 1937), deutscher Mediziner und emeritierter Professor für Neuropathologie
- Schröder, Johann Wilhelm (1726–1793), deutscher Orientalist
- Schröder, Johannes (1858–1933), deutscher Vizeadmiral der Kaiserlichen Marine
- Schröder, Johannes (1879–1942), deutscher Chemiker, Professor, Autor und Diplomat
- Schröder, Johannes (1909–1990), deutscher evangelischer Theologe und Widerstandskämpfer
- Schröder, Johannes (* 1974), deutscher Comedian, Kabarettist und Gymnasiallehrer
- Schröder, Johannes Friedrich Ludwig (1774–1845), deutscher lutherischer Theologe und Mathematiker
- Schröder, Johannes M. (* 1991), deutscher Komponist
- Schröder, Johannes von (1793–1862), dänisch-deutscher Offizier und Topograph
- Schröder, John (* 1964), deutscher Jazz-Gitarrist und -Schlagzeuger
- Schröder, John Henry (1825–1910), deutsch-britischer Kaufmann, Privatbankier, Kunstsammler und Mäzen
- Schröder, Jonas (* 1991), deutscher Volleyball- und Beachvolleyballspieler
- Schröder, Jörg (1938–2020), deutscher Schriftsteller, Verleger, Übersetzer, Buchgestalter, Grafik-DesignerJörg Schröder (1938–2020)

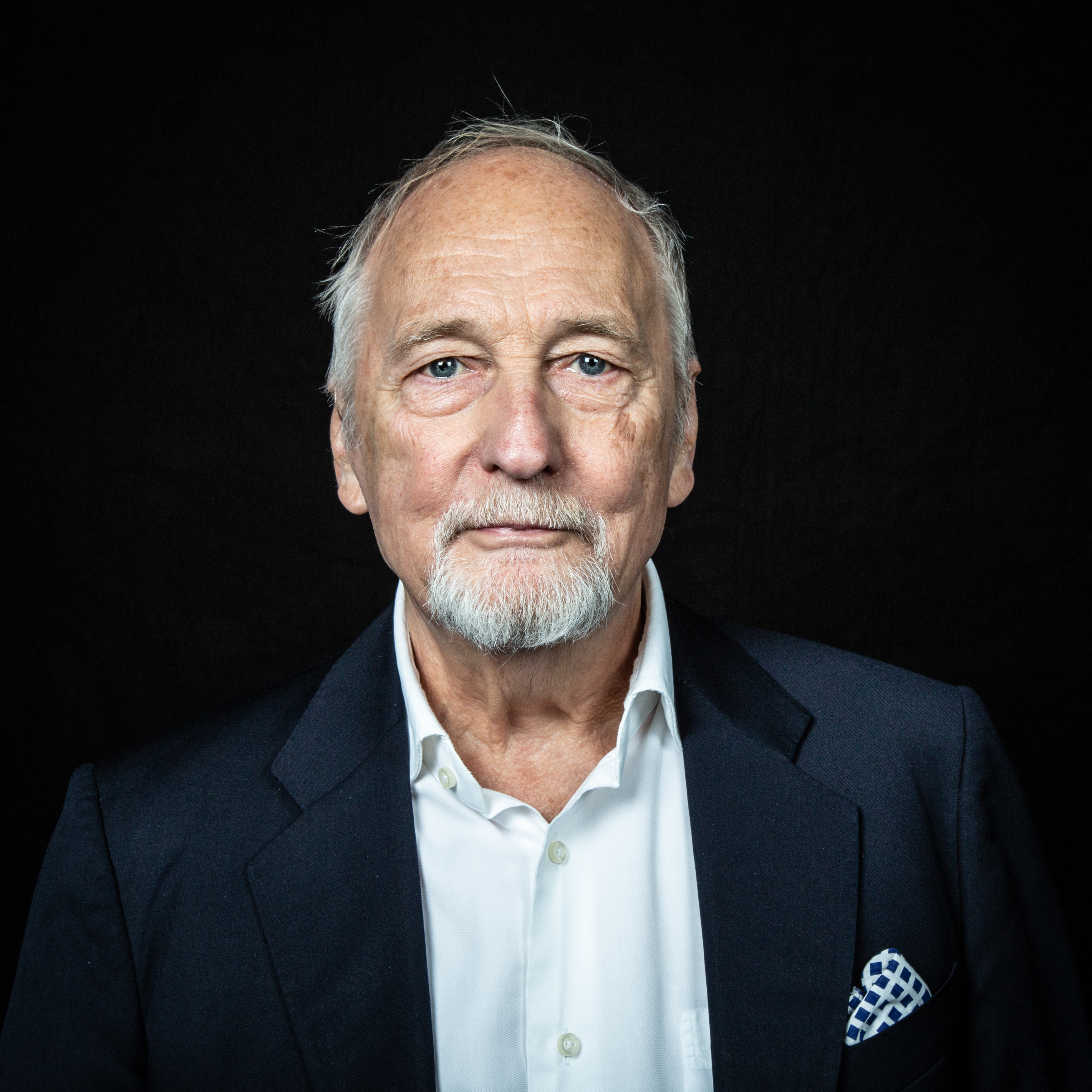
Jörg Schröder (1938–2020)

- Schröder, Jörg (* 1964), deutscher Bauingenieur und Hochschullehrer
- Schröder, Jörg-Uwe (* 1961), deutscher Theaterschauspieler
- Schröder, Joseph (1849–1903), deutscher katholischer Theologieprofessor in Lüttich, Washington, D.C. und Münster
- Schröder, Jürgen (* 1935), deutscher Philologe, Hochschullehrer
- Schröder, Jürgen (* 1937), deutscher Fußballspieler
- Schröder, Jürgen (* 1940), deutscher Ruderer
- Schröder, Jürgen (* 1940), deutscher Politiker (CDU), MdV, MdEP
- Schröder, Jürgen (* 1941), deutscher Konzertpianist
- Schröder, Jürgen (* 1960), deutscher Wasserballspieler

###### Schroder, K
- Schröder, Kai-Uwe (* 1973), deutscher Bauingenieur und Hochschullehrer
- Schröder, Kara (* 1990), deutsche Schauspielerin
- Schröder, Karin (* 1942), deutsche Schauspielerin
- Schröder, Karl (1760–1844), deutscher Kupferstecher und Zeichner
- Schröder, Karl (1866–1940), deutscher Politiker (SPD), MdL
- Schröder, Karl (1876–1960), deutscher Bankbeamter und Amateur-Zauberkünstler
- Schröder, Karl (1884–1950), deutscher Politiker und Schriftsteller
- Schröder, Karl (1890–1966), deutscher Politiker (SPD), MdL
- Schröder, Karl (* 1893), deutscher Jurist
- Schröder, Karl (* 1897), deutscher Politiker (NSDAP), MdR
- Schröder, Karl (1912–1996), deutscher Kameramann
- Schröder, Karl (1913–1971), deutscher Politiker (SPD), MdL
- Schröder, Karl (1935–2015), deutscher Heimatforscher
- Schröder, Karl Friedrich von († 1809), k.k. Feldmarschallleutnant, General-Verpflegungsinspektor und Inhaber des Infanterie-Regiments No.7
- Schröder, Karl Heinz (1914–2006), deutscher Geograph, Professor für Geographie
- Schröder, Karl Heinz (1929–2008), deutscher Verleger und Parteifunktionär der DKP
- Schröder, Karl-Heinz (1919–2012), deutscher Fußballspieler
- Schröder, Karl-Heinz (1922–1979), deutscher Fußballspieler
- Schröder, Katrin (* 1967), deutsche Ruderin
- Schröder, Katrin (* 1975), deutsche Biologin und Physiologin
- Schröder, Klaus (* 1954), deutscher Fußballspieler
- Schröder, Klaus Albrecht (* 1955), österreichischer Kunsthistoriker und Museumsdirektor der Wiener Albertina
- Schröder, Klaus Theo (1948–2012), deutscher Politiker (SPD)
- Schröder, Konrad (* 1941), deutscher Fremdsprachendidaktiker
- Schröder, Kristina (* 1977), deutsche Politikerin (CDU), MdB, Bundesministerin für Familie, Senioren, Frauen und JugendKristina Schröder (* 1977)

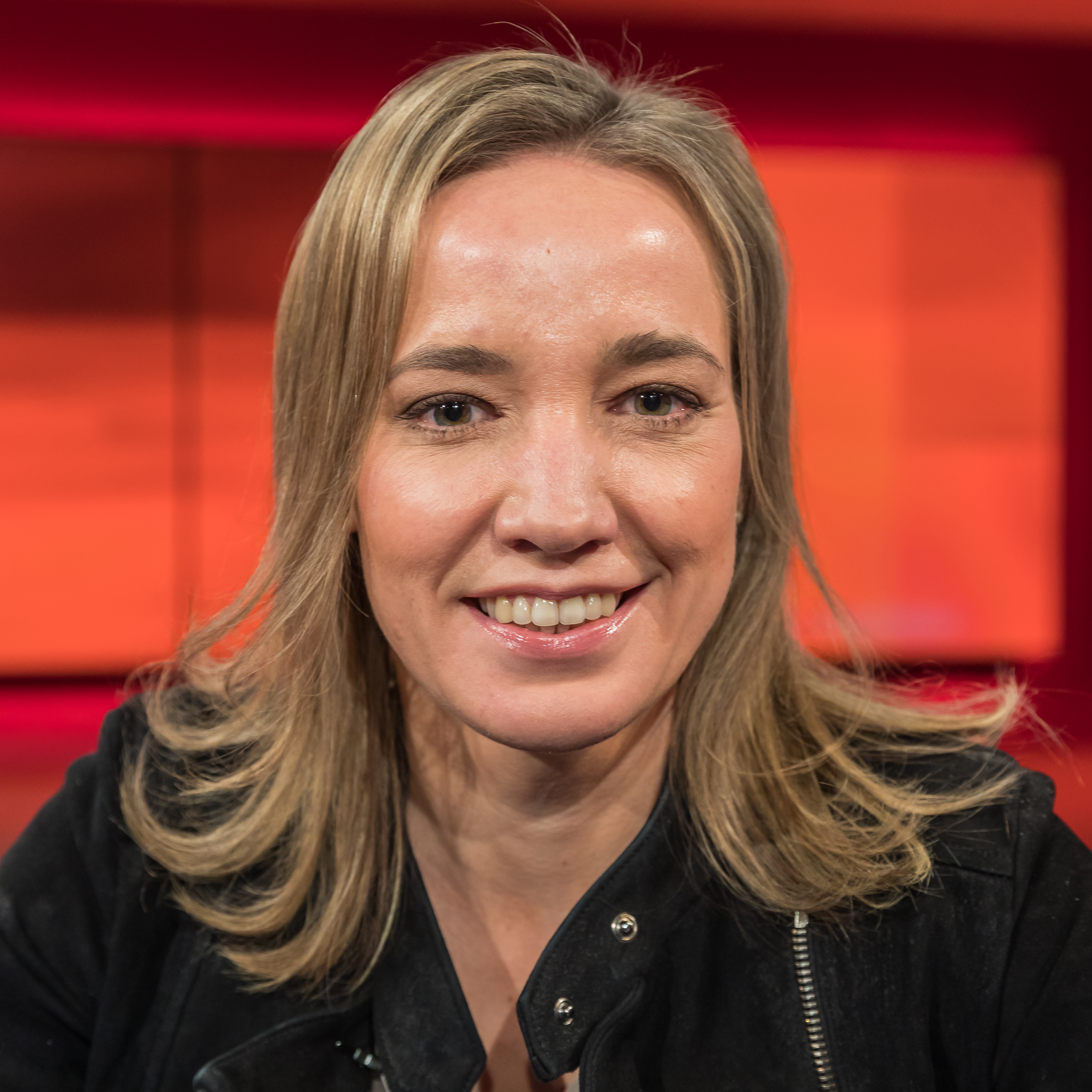
Kristina Schröder (* 1977)

- Schröder, Kurt (1888–1962), deutscher Dirigent und Filmkomponist
- Schröder, Kurt (1902–1979), deutscher Hals-Nasen-Ohren-Arzt
- Schröder, Kurt (1906–1964), deutscher Verwaltungsbeamter und Politiker (SPD), MdB
- Schröder, Kurt (1909–1978), deutscher Mathematiker
- Schröder, Kurt Freiherr von (1889–1966), deutscher Großbankier und SS-Brigadeführer

###### Schroder, L
- Schröder, León (* 1987), deutscher Schauspieler
- Schroder, Leonie (* 1974), britische Milliardenerbin
- Schröder, Lilly von (1844–1901), deutsche Schriftstellerin
- Schröder, Lothar (1925–1991), deutscher Tiermediziner, Anatom und Hochschullehrer
- Schröder, Lothar (* 1927), deutscher Fußballspieler
- Schröder, Lothar (* 1959), deutscher Gewerkschafter und stellvertretender Aufsichtsratsvorsitzender
- Schröder, Ludwig (1863–1934), deutscher Lehrer und niederdeutscher Schriftsteller
- Schröder, Ludwig von (1854–1933), deutscher AdmiralLudwig von Schröder (1854–1933)

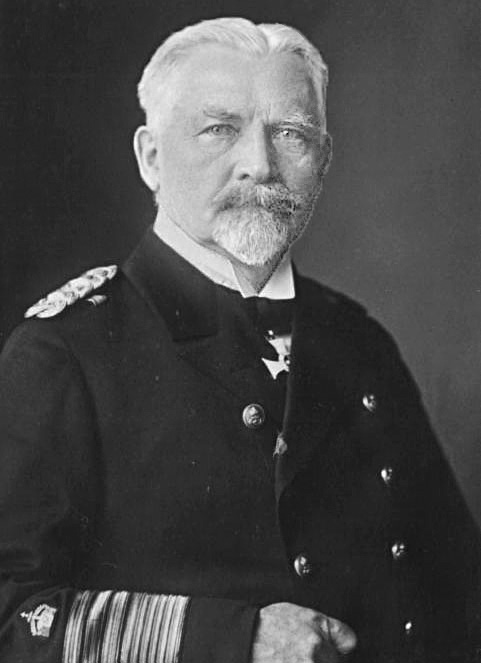
Ludwig von Schröder (1854–1933)

- Schröder, Ludwig von (1884–1941), deutscher Marineoffizier, General der Flakartillerie und Militärbefehlshaber Serbien im Zweiten Weltkrieg
- Schröder, Lukas (* 1986), österreichischer Handballspieler

###### Schroder, M
- Schröder, Malte (* 1987), deutscher Handballspieler
- Schröder, Manfred (* 1940), deutscher Politiker (NDPD), Abgeordneter der Volkskammer
- Schröder, Manfred F. (1936–2018), deutscher Journalist und Autor
- Schröder, Marc (* 1990), deutscher Bahnradfahrer
- Schröder, Marcel (* 1995), deutscher Politiker (FDP), MdBB
- Schröder, Mario (* 1965), deutscher Tänzer, Choreograf und Ballettdirektor
- Schröder, Marion von (1886–1976), deutsche Verlegerin
- Schröder, Marko (* 1966), deutscher Fußballspieler
- Schröder, Marlies (* 1938), deutsche Katholikin, Vorsitzende des Diözesanrats im Bistum Essen
- Schröder, Martin (1895–1979), deutscher Politiker (SPD), MdBB
- Schröder, Martin (* 1981), deutscher Soziologe
- Schröder, Martin Z. (* 1967), deutscher Schriftsteller, Buchdrucker und Schriftsetzer
- Schröder, Mathias (1941–2023), deutscher Schriftsteller und praktischer Arzt
- Schröder, Max (1862–1922), deutscher Architekt
- Schröder, Max (1900–1958), deutscher Journalist und Verlagslektor
- Schröder, Max (* 1974), deutscher MusikerMax Schröder (* 1974)

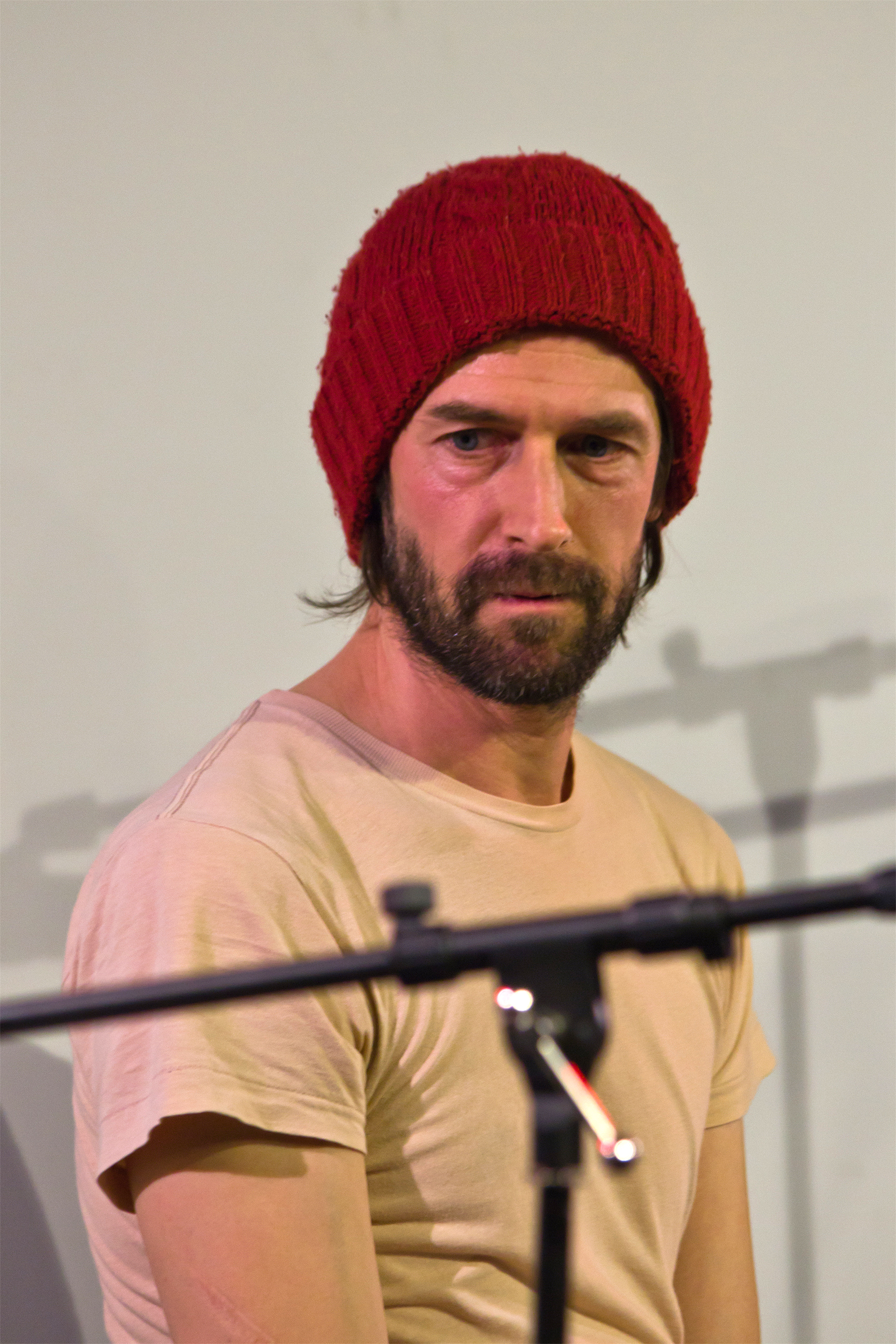
Max Schröder (* 1974)

- Schröder, Max Otto (1858–1926), sächsischer Politiker, Bürgermeister und Minister
- Schröder, Mechtild (1932–2010), deutsche Ärztin und baptistische Diakonisse
- Schröder, Meinhard (* 1942), deutscher Rechtswissenschaftler und Hochschullehrer
- Schröder, Meinhard (* 1978), deutscher Jurist und Hochschullehrer
- Schröder, Michael (1893–1962), deutscher Politiker (SPD, SED), MdL, MdV
- Schröder, Michael (* 1959), deutscher Fußballspieler
- Schröder, Michael (* 1984), deutscher Basketballspieler
- Schröder, Minna (1878–1965), deutsche Politikerin (SPD), MdHB
- Schröder, Monique (* 2003), deutsche FilmschauspielerinMonique Schröder (* 2003)

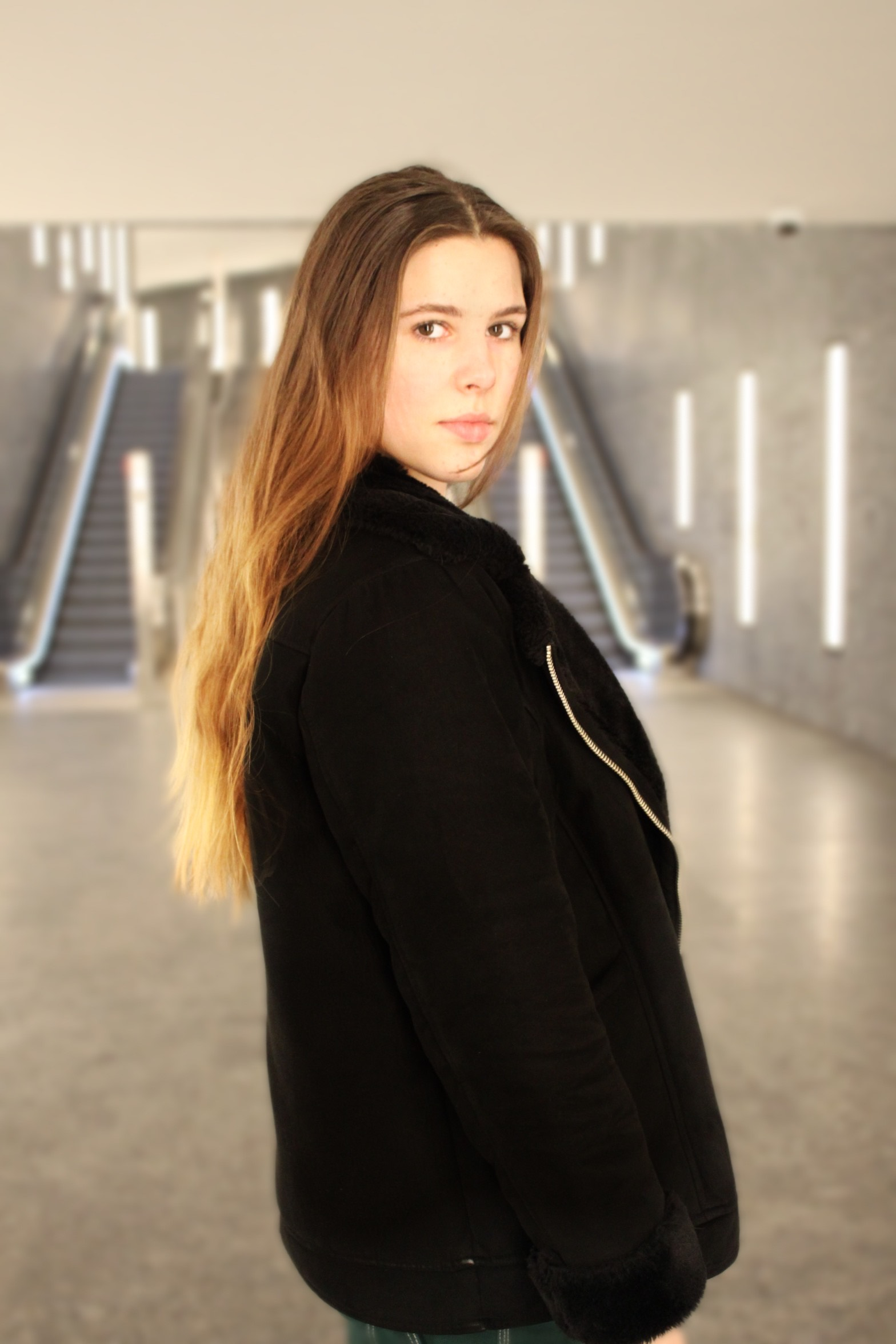
Monique Schröder (* 2003)

- Schröder, Myriam (* 1972), deutsche Schauspielerin

###### Schroder, N
- Schröder, Nikolaus Wilhelm (1721–1798), deutscher Orientalist und Bibliothekar

###### Schroder, O
- Schröder, Ole (* 1971), deutscher Politiker (CDU), MdB
- Schröder, Ole (* 1985), deutscher Fußballspieler
- Schröder, Oliver (* 1980), deutscher Fußballspieler
- Schröder, Oskar (1891–1959), deutscher Sanitätsoffizier und HNO-Arzt; Hauptangeklagter im Nürnberger Ärzteprozess
- Schröder, Otto (1851–1937), deutscher Klassischer Philologe und Gymnasiallehrer
- Schröder, Otto (1860–1946), deutscher Musiker, Kantor sowie Komponist
- Schröder, Otto (1887–1928), deutscher Assyriologe
- Schröder, Otto (* 1902), deutscher Fechter und Olympiateilnehmer

###### Schroder, P
- Schröder, Patricia (* 1960), deutsche Jugendbuchautorin
- Schröder, Patrick (* 1978), deutscher Synchronsprecher und Schauspieler
- Schröder, Patrick, deutscher Aktivist
- Schröder, Paul (1844–1915), deutscher Semitist, Orientalist und Konsul
- Schröder, Paul (1873–1941), deutscher Psychiater, Neurologe und Hochschullehrer
- Schröder, Paul (1875–1932), deutscher Pädagoge und Politiker (SPD)
- Schröder, Paul, deutscher Fußballschiedsrichter
- Schröder, Paul (1887–1930), deutscher Politiker (DNVP, DVFP), MdR
- Schröder, Paul (* 1896), Wirtschaftswissenschaftler und Privatdozent
- Schröder, Paul (* 1982), deutscher Schauspieler und Synchronsprecher
- Schröder, Paul Friedrich (1869–1921), deutscher Journalist und Schriftsteller
- Schröder, Peer (1956–2019), deutscher Dichter
- Schrøder, Peter (* 1946), dänischer Schauspieler, Regisseur und Theaterleiter
- Schröder, Peter (1964–2025), österreichischer Filmregisseur, -editor und Musiker
- Schröder, Peter (* 1965), deutsch-britischer Historiker und Hochschullehrer

###### Schroder, R
- Schröder, Rainer (1947–2016), deutscher Rechtswissenschaftler und Hochschullehrer
- Schröder, Rainer J. (1964–2024), deutscher Jurist
- Schröder, Rainer M. (* 1951), deutscher Autor
- Schröder, Ralf (1927–2001), deutscher Slawist
- Schröder, Rayk (* 1974), deutscher Fußballspieler
- Schröder, Reinhold (1932–2024), deutscher Bildhauer
- Schröder, Ria (* 1992), deutsche Politikerin (FDP), JuLi-Bundesvorsitzende
- Schröder, Richard (1838–1917), deutscher Rechtswissenschaftler und Rechtshistoriker
- Schröder, Richard (* 1943), deutscher Philosoph, Theologe und Politiker (SPD), MdV, MdB
- Schroder, Ricky (* 1970), US-amerikanischer Schauspieler, Regisseur, Drehbuchautor und ProduzentRicky Schroder (* 1970)

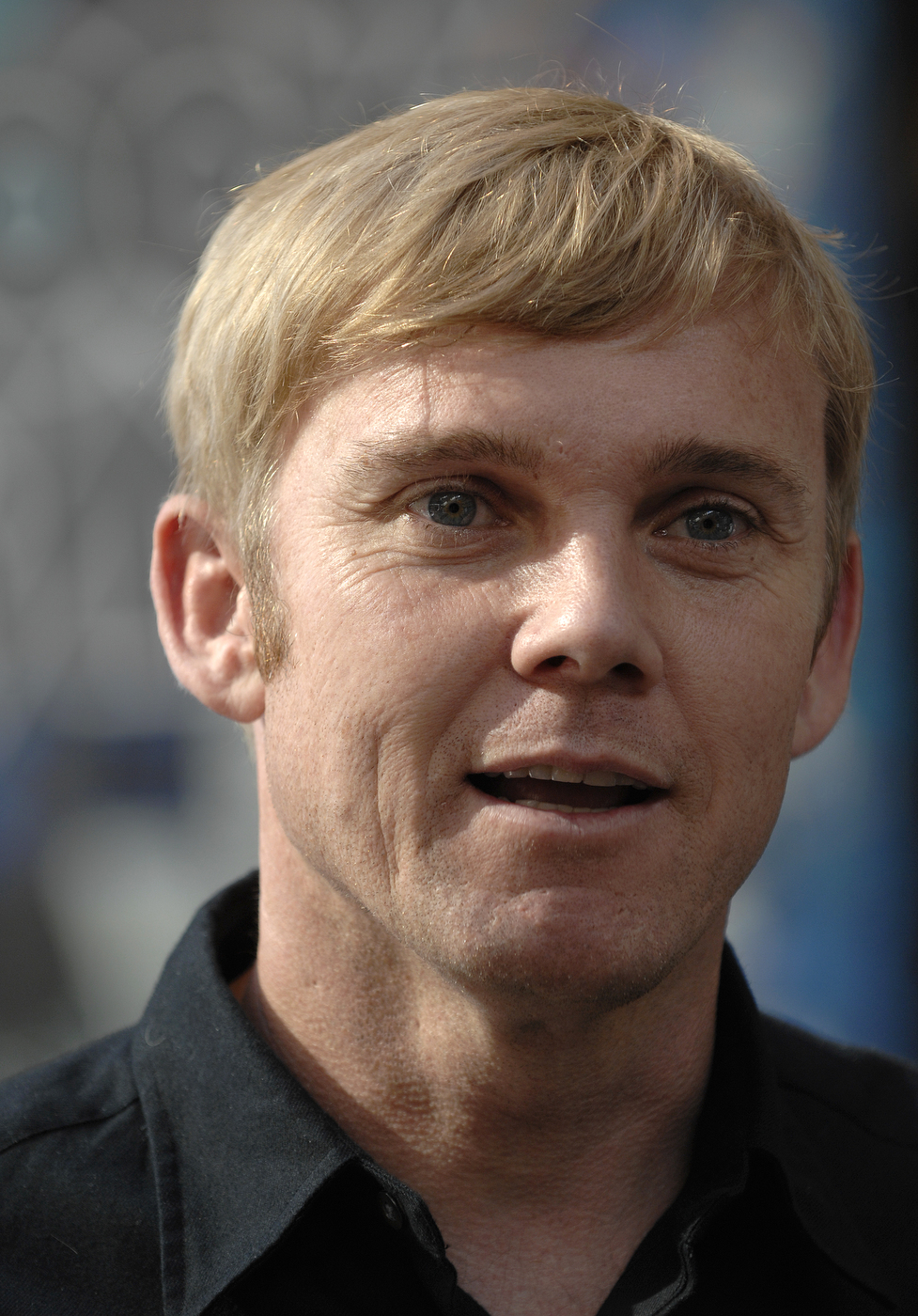
Ricky Schroder (* 1970)

- Schröder, Robert (1884–1959), deutscher Gynäkologe
- Schröder, Robert (* 1985), deutscher Fußballschiedsrichter
- Schröder, Robert von (1807–1894), deutscher Rittergutsbesitzer und Politiker
- Schröder, Roderich (1907–1997), deutscher Architekt, Redakteur und Autor
- Schröder, Roland (* 1962), deutscher Olympiasieger im Rudern
- Schröder, Roland (* 1963), deutscher Kommunalpolitiker (parteilos), Medienwissenschaftler und Hochschuldozent
- Schröder, Rolf (1928–2013), deutscher Kardiologe
- Schröder, Rolf-Helmut (1921–2011), deutscher Offizier
- Schröder, Rouven (* 1975), deutscher Fußballspieler und -trainerRouven Schröder (* 1975)

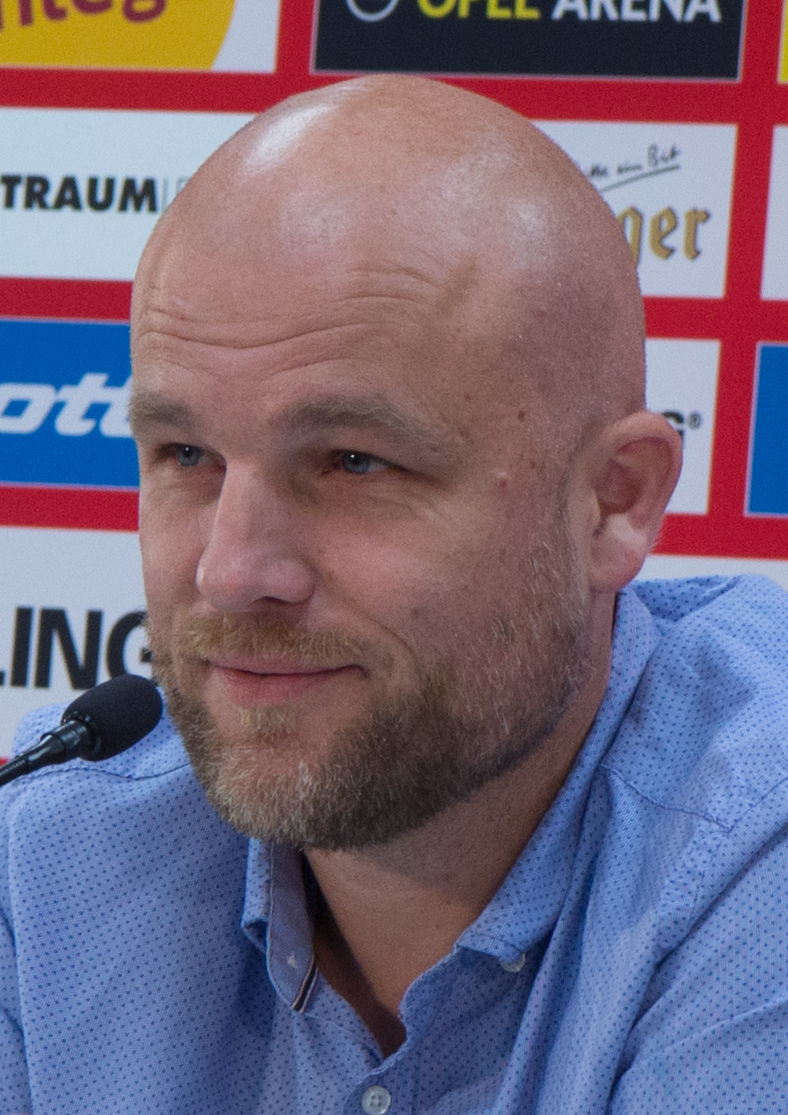
Rouven Schröder (* 1975)

- Schröder, Rudolf (1874–1929), deutscher Architekt
- Schröder, Rudolf (* 1876), deutscher Förster und Politiker, MdR
- Schröder, Rudolf (1885–1960), deutscher Schauspieler und Regisseur
- Schröder, Rudolf (1903–1981), deutscher Gestapooffizier
- Schröder, Rudolf (1926–2016), deutscher Musikproduzent
- Schröder, Rudolf (* 1965), deutscher Ökonom und Wirtschaftsdidaktiker
- Schröder, Rudolf Alexander (1878–1962), deutscher Schriftsteller, Übersetzer und Dichter sowie Architekt und Maler

###### Schroder, S
- Schröder, Sabine (* 1942), deutsche Politikerin (SPD), MdL
- Schröder, Sam (* 1999), niederländischer Rollstuhltennisspieler
- Schröder, Sarah (* 1991), deutsche Fußballspielerin
- Schröder, Sebastian (* 1964), deutscher Politiker (SPD), Staatssekretär in Mecklenburg-Vorpommern
- Schröder, Sebastian (* 1988), deutscher Basketballspieler
- Schröder, Simone (* 1964), deutsche Opernsängerin der Stimmlage Alt
- Schröder, Sophie (1781–1868), deutsche Sängerin und Schauspielerin
- Schröder, Sören (* 2000), deutscher Volleyballspieler
- Schröder, Stefan (* 1975), Historiker und Hochschullehrer
- Schröder, Stefan (* 1981), deutscher Handballspieler und -trainerStefan Schröder (* 1981)

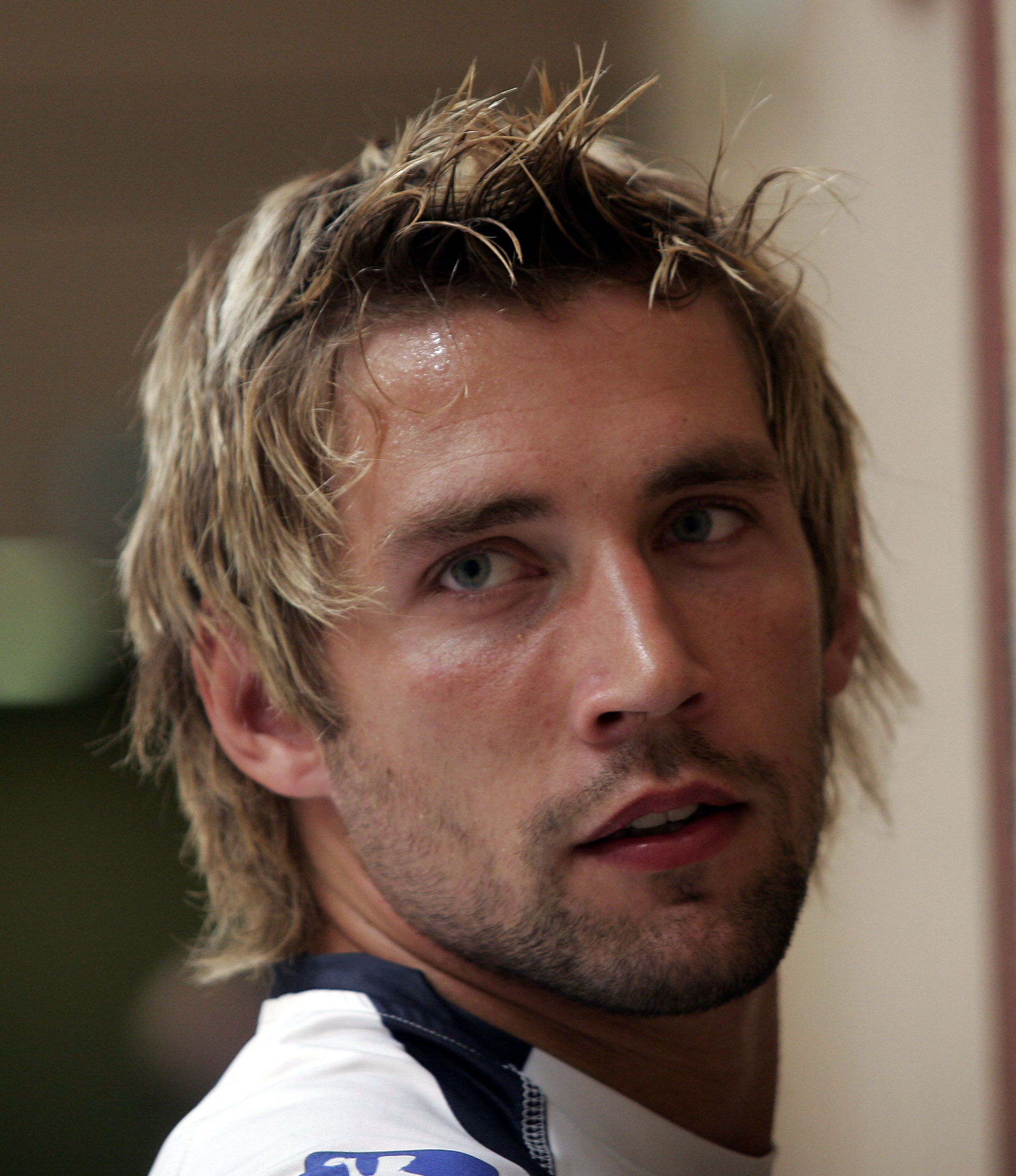
Stefan Schröder (* 1981)

- Schröder, Stefan (* 1981), deutscher Eishockeyspieler
- Schröder, Stefan (* 1983), deutscher Politiker (AfD), MdL
- Schröder, Stephan (* 1962), deutscher Altphilologe und Hochschullehrer
- Schröder, Stephan F. (* 1962), deutscher Klassischer Archäologe und Kurator am Prado
- Schröder, Stephan Michael (* 1962), deutscher Skandinavist
- Schröder, Sven (* 1964), deutscher Politiker (parteilos, AfD)

###### Schroder, T
- Schröder, Theodor (1860–1951), deutscher Verwaltungsjurist und Politiker (Nationalliberale Partei, DDP)
- Schröder, Theodor Adolf Wilhelm (1890–1981), deutscher Schriftsteller, Redakteur und kaufmännischer Angestellter
- Schröder, Thomas (1941–2020), deutscher Journalist
- Schröder, Thomas (* 1954), deutscher Politiker (Bündnis 90/Die Grünen), MdL
- Schröder, Thomas (* 1962), deutscher Leichtathlet
- Schröder, Thomas (* 1965), deutscher Tierschützer und Präsident des Deutschen Tierschutzbundes
- Schröder, Thomas (* 1977), deutscher Tischtennisnationalspieler
- Schröder, Thomas, deutscher Poolbillardspieler
- Schröder, Thorsten (* 1967), deutscher Journalist, Sprecher und ModeratorThorsten Schröder (* 1967)

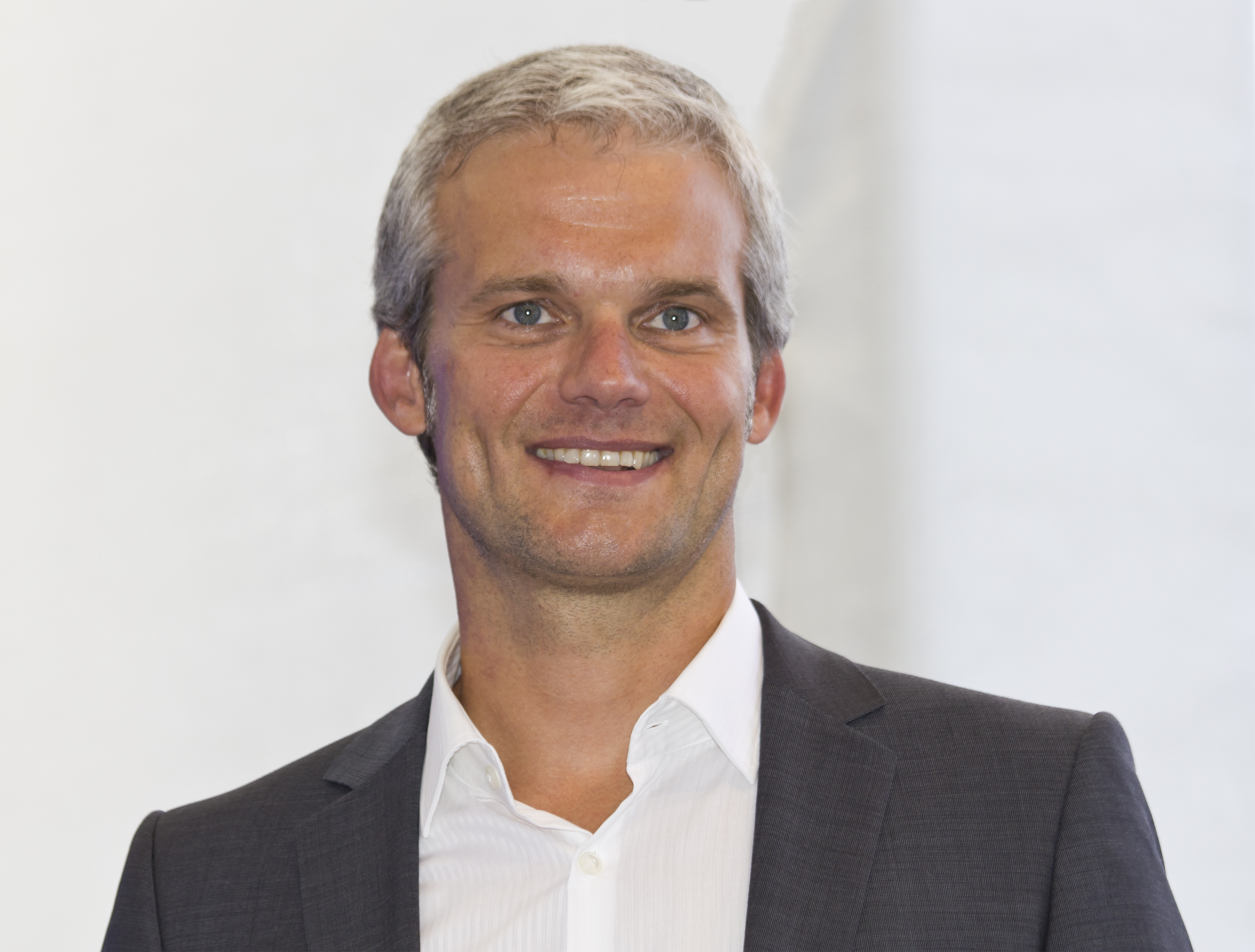
Thorsten Schröder (* 1967)

- Schröder, Titus (1686–1726), deutscher Geistlicher und Theologe
- Schröder, Tobias (* 1981), deutscher Handballspieler und -trainer
- Schröder, Tobias (* 1989), deutscher Crosslauf-Sommerbiathlet
- Schröder, Tomma (* 1980), deutsche Journalistin für Wissenschaft und Gesellschaft
- Schröder, Toni (1932–2011), deutscher Politiker (CDU), MdL
- Schröder, Toon (1893–1976), niederländischer Fußballfunktionär

###### Schroder, U
- Schröder, Udo (* 1950), deutscher Ringer
- Schröder, Ulfert (1933–1988), deutscher Sportjournalist
- Schröder, Ulrich (1935–2010), deutscher Theoretischer Physiker und Hochschullehrer
- Schröder, Ulrich (1941–2010), deutscher Filmarchitekt und Szenenbildner
- Schröder, Ulrich (1952–2018), deutscher Jurist, Betriebswirt und Bankmanager
- Schröder, Ulrich (* 1961), deutscher Fußballspieler
- Schröder, Ulrich (* 1964), deutscher Grafiker und ComiczeichnerUlrich Schröder (* 1964)

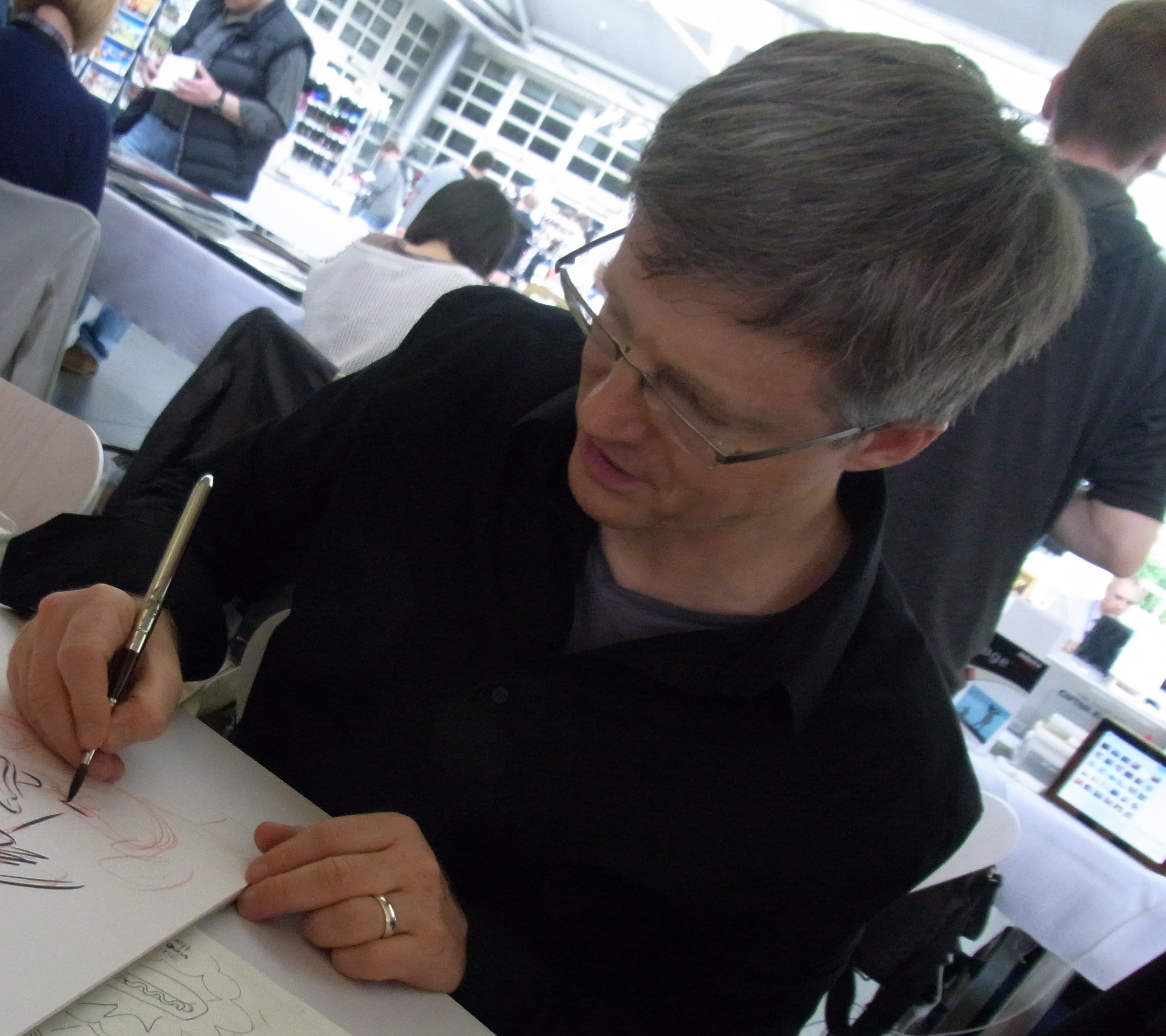
Ulrich Schröder (* 1964)

- Schröder, Ulrich E. (* 1929), deutscher theoretischer Physiker
- Schröder, Ulrike (* 1944), deutsche Politikerin (CDU), MdL
- Schröder, Ursula, deutsche Politologin
- Schröder, Uwe (* 1946), deutscher Politiker (FDP), MdBB
- Schröder, Uwe (* 1953), deutscher Historiker
- Schröder, Uwe (* 1957), deutscher Verwaltungsjurist
- Schröder, Uwe (* 1964), deutscher Architekt und Universitätsprofessor an der Rheinisch-Westfälischen Technischen Hochschule in Aachen

###### Schroder, V
- Schröder, Volker (* 1942), deutscher Politiker (Bündnis 90/Die Grünen)

###### Schroder, W
- Schröder, Walter (1884–1955), deutscher evangelischer Geistlicher und Schriftsteller
- Schröder, Walter (* 1907), deutscher Politiker (SED)
- Schröder, Walter (1932–2022), deutscher Ruderer und Olympiasieger
- Schröder, Walter Johannes (1910–1984), deutscher Philologe, Schriftsteller und Hochschullehrer
- Schröder, Walther (1902–1973), deutscher Politiker (NSDAP), MdR, Verantwortlicher für den Judenmord im Reichskommissariat Ostland, SS-BrigadeführerWalther Schröder (1902–1973)

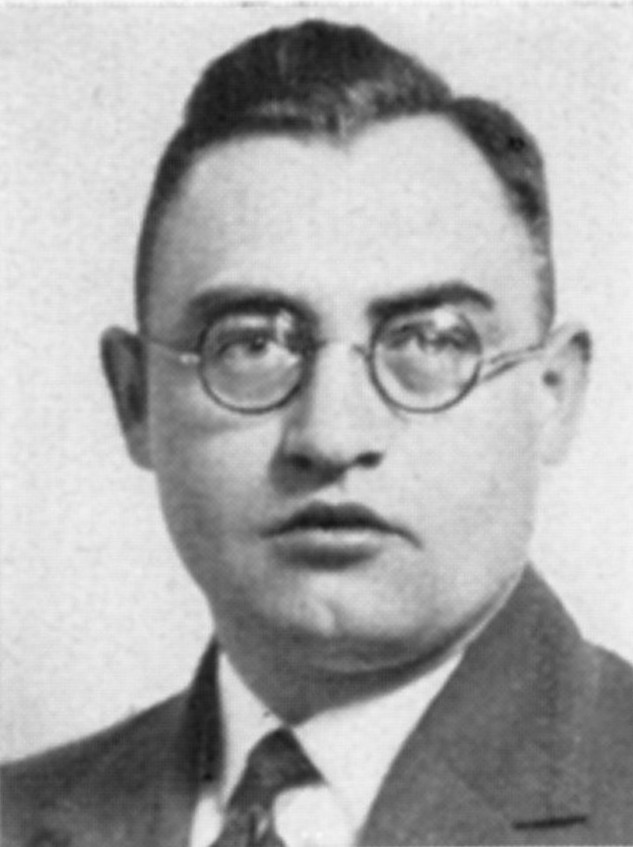
Walther Schröder (1902–1973)

- Schröder, Werner (1907–1985), deutscher Zoologe und Direktor des Berliner Aquariums
- Schröder, Werner (1914–2010), deutscher Philologe und Germanist
- Schröder, Werner (1916–2010), deutscher Jurist, Richter am Bundessozialgericht
- Schröder, Werner (1924–2019), deutscher lutherischer Theologe
- Schröder, Werner (1929–1991), deutscher Geheimdienstler und AG-Leiter des MfS
- Schröder, Wiebke (1934–2018), deutsche Bryologin
- Schröder, Wilhelm (1808–1842), deutscher Unternehmer und Mitglied der kurhessischen Ständeversammlung
- Schröder, Wilhelm (1808–1878), niederdeutscher Schriftsteller und Verleger
- Schröder, Wilhelm (1841–1896), deutscher Jurist
- Schröder, Wilhelm (1842–1908), deutscher Konteradmiral der Kriegsmarine
- Schröder, Wilhelm (1853–1939), deutscher Politiker und Landtagspräsident in Oldenburg
- Schröder, Wilhelm (1865–1957), deutscher Politiker (SPD), Mitglied der Bremer Bürgerschaft
- Schröder, Wilhelm (1869–1947), deutscher Fotograf
- Schröder, Wilhelm (* 1870), deutscher Lehrer und Politiker
- Schröder, Wilhelm (1890–1972), deutscher Postbeamter, Hochschullehrer und Politiker (SED)
- Schröder, Wilhelm (1894–1972), deutscher Politiker (SPD)
- Schröder, Wilhelm (1908–1971), deutscher Politiker (CDU)
- Schröder, Wilhelm (1913–1967), deutscher Funktionär und Politiker (DBD), Minister für Land- und Forstwirtschaft der DDR
- Schröder, Wilhelm Heinz (* 1946), deutscher Historiker und Hochschullehrer
- Schröder, Wilhelm von (1640–1688), deutscher Merkantilist und Kameralist am Hof Kaiser Leopolds I. in Wien
- Schröder, Willi (1894–1967), deutscher Leichtathlet
- Schröder, Willi (1897–1944), deutscher Politiker (USPD, KPD), MdL Mecklenburg-Schwerin
- Schröder, Willi (1927–2012), deutscher Sportwissenschaftler und Sporthistoriker an der Friedrich-Schiller-Universität Jena
- Schröder, Willi (1928–1999), deutscher Fußballspieler
- Schröder, Willy (* 1890), deutscher Radrennfahrer
- Schröder, Willy (1912–1990), deutscher Leichtathlet
- Schröder, Wilt Aden (* 1942), deutscher Klassischer Philologe
- Schröder, Winfried (* 1956), deutscher Philosophiehistoriker
- Schröder, Wolf Christian (* 1947), deutscher Schriftsteller, Dramatiker, Lyriker, Übersetzer und Drehbuchautor
- Schröder, Wolf-Niclas (* 1996), deutscher Ruderer
- Schröder, Wolfgang (1935–2010), deutscher Historiker
- Schröder, Wolfgang (* 1941), österreichisch-deutscher Forstwissenschaftler auf dem Gebiet der Wildbiologie und Jagdkunde
- Schröder, Wolfgang (* 1945), deutscher Fußballspieler
- Schröder, Wolfgang († 2010), deutscher Kapitän der Handelsmarine
- Schröder, Wolfgang, deutscher Radrennfahrer
- Schröder, Wolfgang (* 1957), deutscher Ingenieur und Institutsleiter am Aerodynamischen Institut RWTH Aachen (AIA)
- Schröder, Wolfgang M. (* 1968), deutscher Philosoph

###### Schroder, Y
- Schröder, Yvonne (* 1988), deutsches Model

###### Schroder, Z
- Schröder, Zeha (* 1968), deutscher Bühnenautor, Regisseur und Schauspieler

###### Schroder-A
- Schröder-Auerbach, Cornelia (1900–1997), deutsch Musikpädagogin, Cembalistin, Musikwissenschaftlerin und Autorin

###### Schroder-D
- Schröder-Devrient, Wilhelmine (1804–1860), deutsche Opernsängerin (Sopran)Wilhelmine Schröder-Devrient (1804–1860)

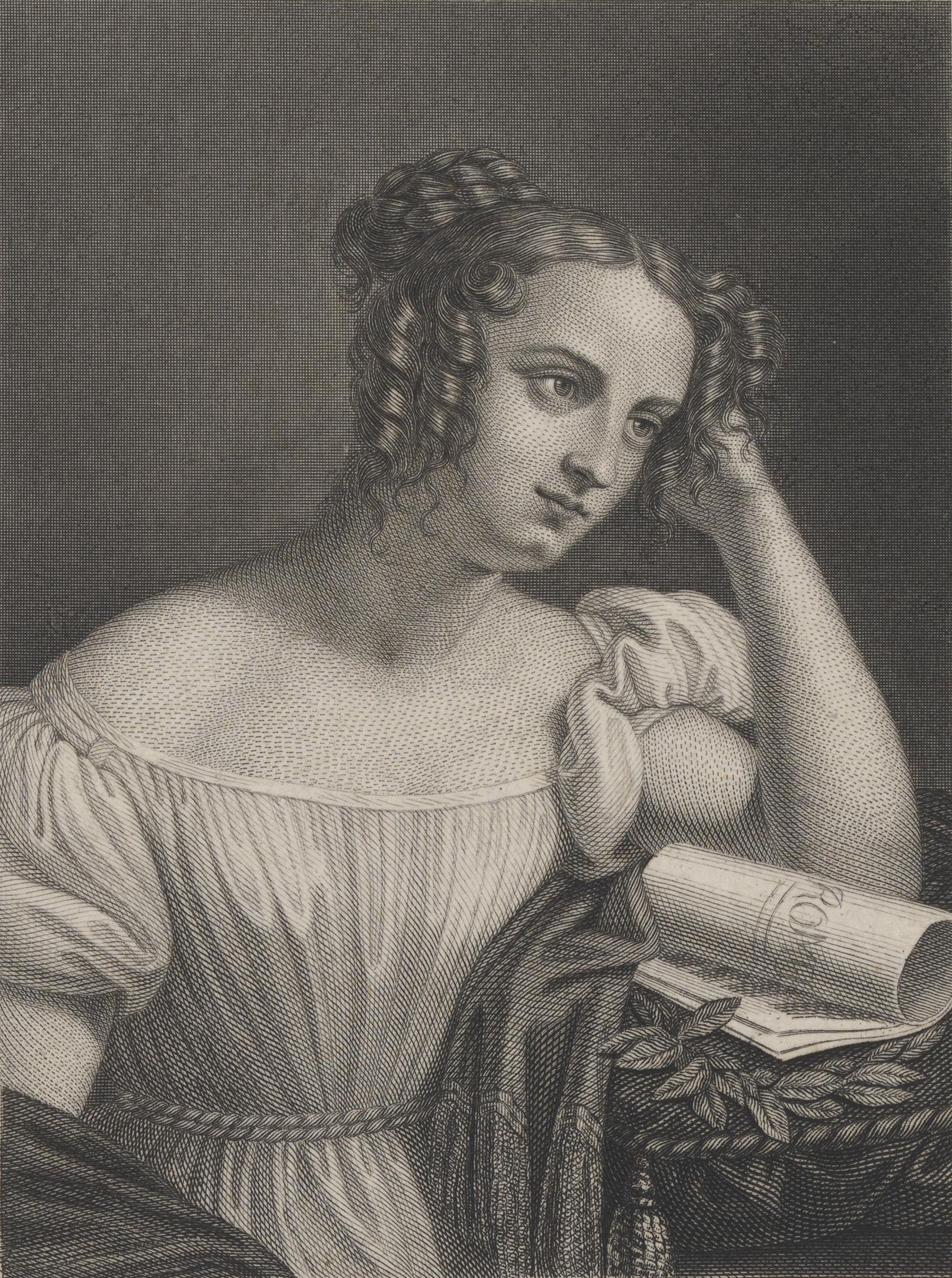
Wilhelmine Schröder-Devrient (1804–1860)

###### Schroder-E
- Schröder-Ehlers, Andrea (* 1961), deutsche Politikerin (SPD), MdL
- Schröder-Ehrenfest, Anny (1898–1972), österreichische Malerin, Grafikerin und Textilkünstlerin

###### Schroder-F
- Schröder-Feinen, Ursula (1936–2005), deutsche Opernsängerin (Sopran)

###### Schroder-G
- Schröder-Greifswald, Max (1858–1930), deutscher Landschafts- und Marinemaler
- Schröder-Griebel, Nele (* 1981), deutsche Klassische Archäologin

###### Schroder-H
- Schröder-Hanfstängl, Marie (1847–1917), deutsche Opern- und Bühnensängerin (Sopran)

###### Schroder-J
- Schröder-Jahn, Andrea (* 1958), deutsche Filmeditorin
- Schröder-Jahn, Fritz (1908–1980), deutscher Hörspielregisseur, Schauspieler und Sprecher

###### Schroder-K
- Schröder-Kim, So-yeon (* 1970), südkoreanische Dolmetscherin und Übersetzerin
- Schröder-Köpf, Doris (* 1963), deutsche Journalistin, Buchautorin und Politikerin (SPD), MdLDoris Schröder-Köpf (* 1963)

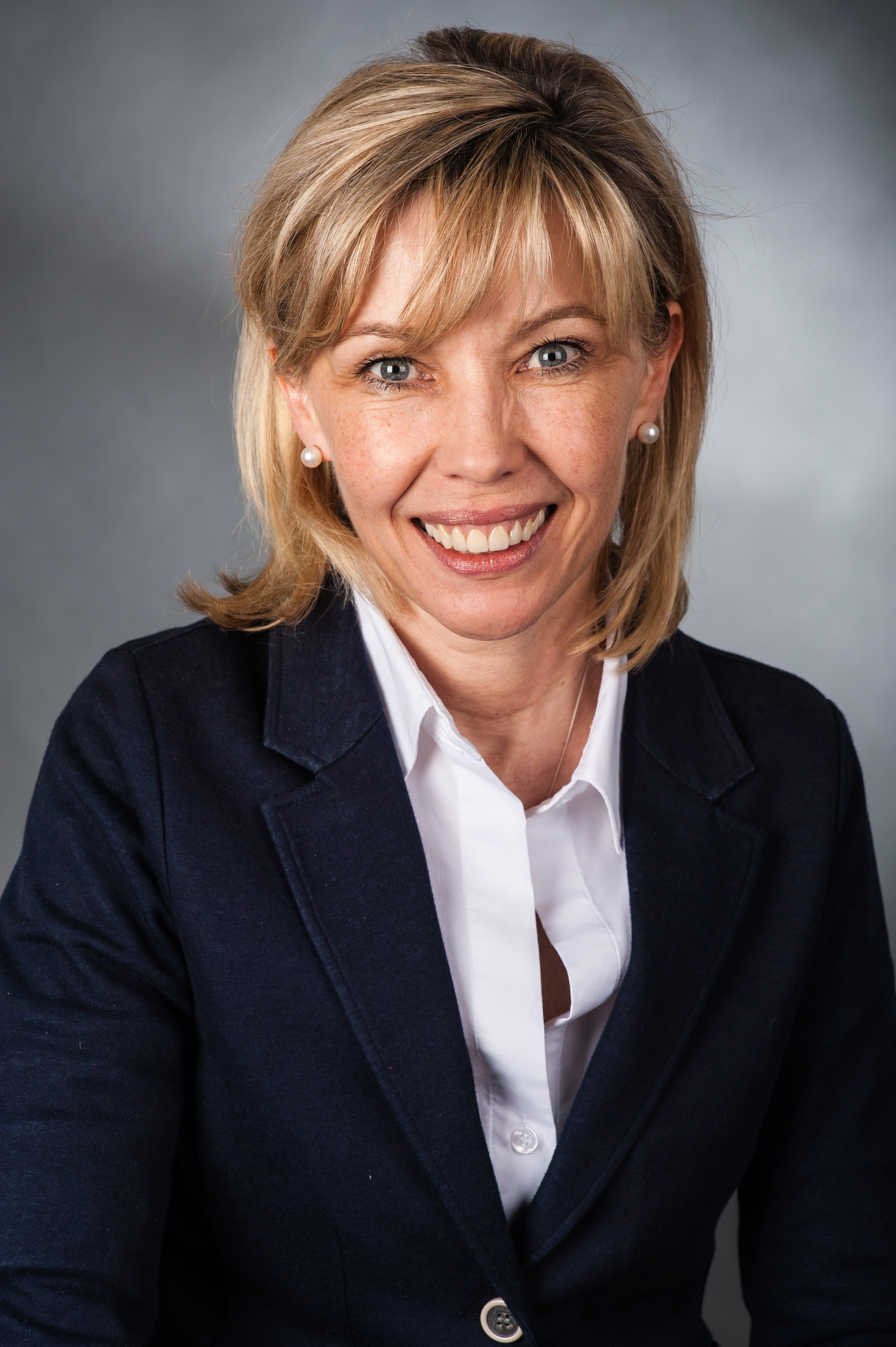
Doris Schröder-Köpf (* 1963)

###### Schroder-L
- Schröder-Lembke, Gertrud (1908–2006), deutsche Agrarhistorikerin

###### Schroder-M
- Schröder-Maler, griechischer Vasenmaler des rotfigurigen Stils

###### Schroder-S
- Schröder-Schoenenberg, Josef (1896–1948), deutscher Maler und Grafiker
- Schröder-Schräder, Truus (1889–1985), niederländische Architektin
- Schröder-Schrom, F. W. (1879–1956), deutscher Schauspieler
- Schröder-Stranz, Herbert (1884–1912), deutscher Offizier und Polarforscher

###### Schroder-T
- Schröder-Tapiau, Karl (1870–1945), deutscher Maler

###### Schroderh
- Schröderheim, Anna Charlotta (1754–1791), schwedische Adlige und Salonnière

###### Schroders
- Schröders, Andreas (* 1967), deutscher Film-, Fernseh- und Theaterschauspieler
- Schröders, Karl (1796–1867), preußischer Generalmajor

#### Schrodi
- Schrodi, Michael (* 1977), deutscher Politiker (SPD), MdB
- Schrödinger, Erwin (1887–1961), österreichischer Physiker und NobelpreisträgerErwin Schrödinger (1887–1961)

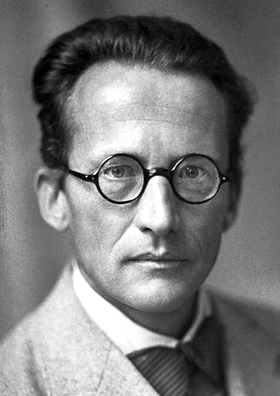
Erwin Schrödinger (1887–1961)

- Schrödinger, Rudolf (1857–1919), österreichischer Unternehmer und Botaniker

#### Schrodl
- Schrödl, Anton (1820–1906), österreichischer Maler
- Schrödl, Jürgen, deutscher Brigadegeneral der Luftwaffe
- Schrödl, Karin (* 1964), österreichische Politikerin (SPÖ), Landtagsabgeordnete und Gemeinderätin
- Schrödl, Karlheinz (* 1937), österreichischer Komponist und Richter
- Schrödl, Leopold (1841–1908), österreichischer Bildhauer
- Schrödl, Manfred (* 1958), österreichischer Universitätsprofessor für Elektrotechnik, Erfinder und Unternehmer
- Schrödl, Michael, deutscher Meeresbiologe und Buchautor
- Schrödl, Norbert (1842–1912), deutscher Maler österreichischer Herkunft

#### Schrodt
- Schrodt, Heinz (* 1944), deutscher Fußballspieler
- Schrodt, Klaus (* 1946), deutscher Kunstflieger
- Schrödter, Dirk (* 1978), deutscher Ministerialbeamter und Politiker (CDU)
- Schrödter, Emil (1855–1928), deutscher Verbandsfunktionär der Schwerindustrie
- Schrödter, Friedrich Georg Leonhard (1786–1862), deutscher Oberforstmeister
- Schrödter, Fritz (1855–1924), deutscher Operetten- und Opernsänger (Tenor)
- Schrödter, Hans (1911–1996), deutscher Jurist
- Schrödter, Hermann (* 1934), deutscher Religionsphilosoph
- Schrödter, Mark (* 1972), deutscher Erziehungswissenschaftler

### Schroe
- Schroedel, Joachim (* 1954), deutscher römisch-katholischer Geistlicher und Auslandsseelsorger
- Schroedel-Siemau, Hermann von (1931–2007), deutscher Verleger
- Schroeder, Aaron (1926–2009), US-amerikanischer Songwriter, Komponist und Herausgeber
- Schroeder, Albrecht von (1833–1910), preußischer Generalmajor
- Schroeder, Allison, US-amerikanische Drehbuchautorin
- Schroeder, André (1918–2004), Schweizer Zahnmediziner sowie Hochschullehrer
- Schroeder, Andrea, deutsche Sängerin und Songschreiberin
- Schroeder, Arthur (1875–1944), deutscher Finanzbeamter
- Schroeder, August von (1842–1915), preußischer Generalmajor
- Schroeder, Augusta (1899–1979), deutsche praktische Sozialwissenschaftlerin und Schulleiterin
- Schroeder, Barbet (* 1941), französischer Filmregisseur
- Schroeder, Benjamin (* 1986), deutscher Schauspieler
- Schroeder, Bernd (1944–2023), deutscher SchriftstellerBernd Schroeder (1944–2023)

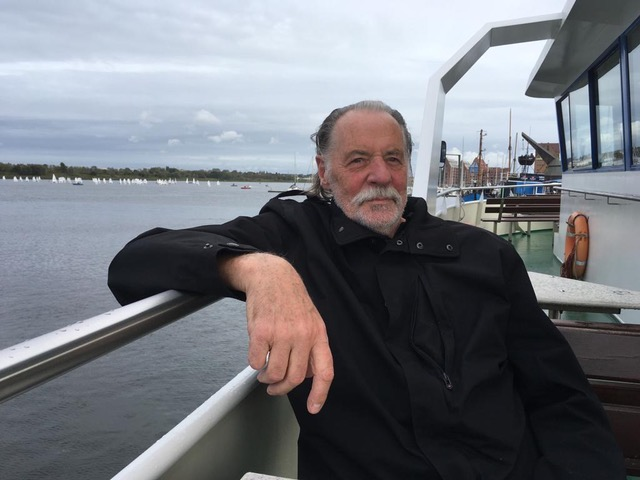
Bernd Schroeder (1944–2023)

- Schroeder, Bernhard (1832–1908), deutscher Jurist und Politiker (NLP), MdR
- Schroeder, Binette (1939–2022), deutsche Illustratorin
- Schroeder, Carl (1848–1935), deutscher Cellist, Komponist und Dirigent sowie Hofkapellmeister
- Schroeder, Carly (* 1990), US-amerikanische Schauspielerin
- Schroeder, Christa (1908–1984), deutsche Privatsekretärin Adolf Hitlers
- Schroeder, Christa (1913–1988), deutsche Politikerin (CDU), MdB
- Schroeder, Christian (* 1976), deutscher Politiker (Bündnis 90/Die Grünen)
- Schroeder, Christoph, deutscher Germanist
- Schroeder, Colin (* 2006), deutscher Basketballspieler
- Schroeder, Conrad (1933–2006), deutscher Politiker (CDU), MdL, MdB
- Schroeder, Constantin (* 1980), deutscher Maler
- Schroeder, Diedrich (1916–1988), deutscher Bodenkundler
- Schroeder, Eddie (1911–2005), US-amerikanischer Eisschnellläufer
- Schroeder, Edmund (1891–1965), deutscher Sachbuchautor
- Schroeder, Ernst (1889–1971), deutscher Kommunalpolitiker (FDP), Oberbürgermeister und Bürgermeister
- Schroeder, Ernst (1928–1989), deutscher Maler und Grafiker
- Schroeder, Florian (* 1979), deutscher Kabarettist, Autor, Kolumnist und ModeratorFlorian Schroeder (* 1979)

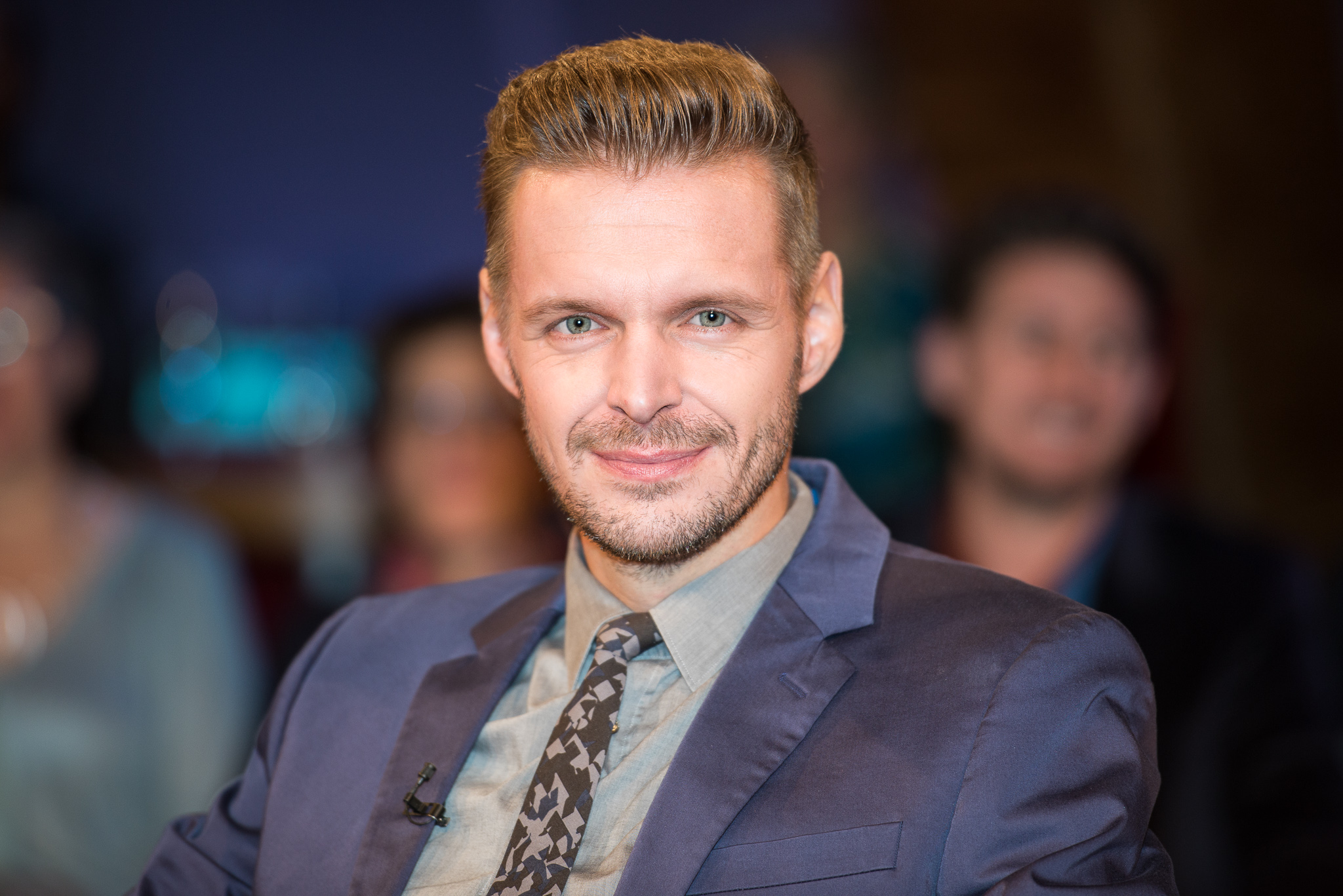
Florian Schroeder (* 1979)

- Schroeder, Franz (1874–1948), deutscher Staatssekretär im Reichsministerium der Finanzen
- Schroeder, Franz Paul (1890–1986), deutscher Politiker (CDU), MdL Rheinland-Pfalz
- Schroeder, Fred-Günter (1930–2019), deutscher Botaniker
- Schroeder, Frederick A. (1833–1899), deutsch-amerikanischer Industrieller und Politiker
- Schroeder, Friedrich-Christian (1936–2024), deutscher Strafrechtswissenschaftler
- Schroeder, Fritz (1853–1931), deutscher Turn- und Sportpädagoge
- Schroeder, Gabriel Christian Carl Hermann (1823–1883), deutscher Kaufmann und Senator der Hansestadt Lübeck
- Schroeder, Gene (1915–1975), US-amerikanischer Jazz-Pianist
- Schroeder, Georg (1898–1969), deutscher Politiker (NSDAP), MdR und SS-Führer
- Schroeder, Gerhard (1909–1963), deutscher Stahlindustrieller
- Schroeder, Germaine (1889–1983), französische Buchbinderin
- Schroeder, Glenda, US-amerikanische Informatikerin
- Schroeder, Gustav (1818–1899), preußischer Generalmajor
- Schroeder, Hans (1928–2014), deutscher Grafiker, Puppenbauer, Puppenspieler und Fernsehregisseur
- Schroeder, Hans-Julius (1930–2020), deutscher Landwirt und Politiker (CDU), MdVK
- Schroeder, Harold H., US-amerikanischer Filmtechniker, Erfinder und Manager
- Schroeder, Helmuth, deutscher Diplomat
- Schroeder, Henriette (* 1961), deutsche Übersetzerin, Journalistin, Dokumentarfilmerin und Autorin
- Schroeder, Henry (* 1963), deutscher Neurochirurg
- Schroeder, Hermann (1866–1938), nassauischer Politiker
- Schroeder, Hermann (1904–1984), deutscher Komponist und katholischer Kirchenmusiker
- Schroeder, Hildegard (1914–1978), deutsche Slawistin
- Schroeder, Hiltrud (1937–2017), deutsche Soziologin, Autorin und Herausgeberin
- Schroeder, Horst-Diether (1920–1990), deutscher Historiker und Archivar
- Schroeder, Hugo (1829–1899), deutscher Politiker (NLP), MdR
- Schroeder, Jacqueline, Schweizer Basketballspielerin
- Schroeder, Jan (1942–2019), deutscher Hornist und Hochschullehrer
- Schroeder, Jenna (* 1985), US-amerikanische Basketballschiedsrichterin
- Schroeder, Joachim (* 1961), deutscher Pädagoge und Hochschullehrer
- Schroeder, Joachim (* 1964), deutscher Filmemacher
- Schroeder, Jochen (* 1954), deutscher Schauspieler, Sänger und Intendant
- Schroeder, Johann Karl von (1923–1998), deutscher Archivar
- Schroeder, Johann Peter (1794–1876), preußischer Politiker und Landrat
- Schroeder, Johannes Herbert (1939–2018), deutscher Geologe
- Schroeder, Johannes Theodor Ludwig (1799–1879), deutscher Arzt
- Schroeder, John Ulrich (1876–1947), deutscher Jurist
- Schroeder, Jordan (* 1990), US-amerikanischer Eishockeyspieler
- Schroeder, Joseph (1879–1935), deutscher römisch-katholischer Geistlicher, Generalsekretär des Deutschen Vereins vom Heiligen Lande
- Schroeder, Karl (1838–1887), deutscher Gynäkologe und Geburtshelfer
- Schroeder, Karl (1870–1940), deutscher Verwaltungsbeamter und Landrat
- Schroeder, Kevin, deutscher Übersetzer, Liedtexter und Musicalautor
- Schroeder, Klaus (* 1949), deutscher Politikwissenschaftler und Zeithistoriker
- Schroeder, Klaus-Peter (* 1947), deutscher Jurist, Rechtshistoriker und Hochschullehrer
- Schroeder, Leopold von (1851–1920), deutschbaltischer Indologe
- Schroeder, Louise (1887–1957), deutsche Politikerin (SPD), MdR, MdBLouise Schroeder (1887–1957)

Louise Schroeder (1887–1957)

- Schroeder, Ludwig (* 1877), deutscher Offizier
- Schroeder, Manfred (1926–2009), deutscher Physiker und Hochschullehrer
- Schroeder, Margot (* 1937), deutsche Schriftstellerin
- Schroeder, Marianne (* 1945), Schweizer Pianistin und Komponistin
- Schroeder, Marieke (* 1970), deutsche Filmregisseurin, Drehbuchautorin und Filmproduzentin
- Schroeder, Martha (1857–1895), deutsche Pianistin
- Schroeder, Mathias Ludwig (1904–1950), deutscher Handwerker und Schriftsteller
- Schroeder, Max, deutscher Chemiker
- Schroeder, Michael D. (* 1945), US-amerikanischer Informatiker
- Schroeder, Michel (* 1995), deutscher Jazzmusiker (Trompete, Komposition) und Bigband-Leader
- Schroeder, Napoléon (1855–1922), deutsch-belgischer Manager
- Schroeder, Octavio (1822–1903), Hamburger Senator und Jurist
- Schroeder, Patricia (1940–2023), US-amerikanische Politikerin
- Schroeder, Paul (1894–1974), deutscher Arzt und Standespolitiker
- Schroeder, Peter (1875–1935), deutscher Schriftsteller und Heimatdichter
- Schroeder, Peter W. (1942–2024), deutscher Journalist und Autor
- Schroeder, Regine (* 1970), deutsche Schauspielerin
- Schroeder, Renée (* 1953), österreichische BiochemikerinRenée Schroeder (* 1953)

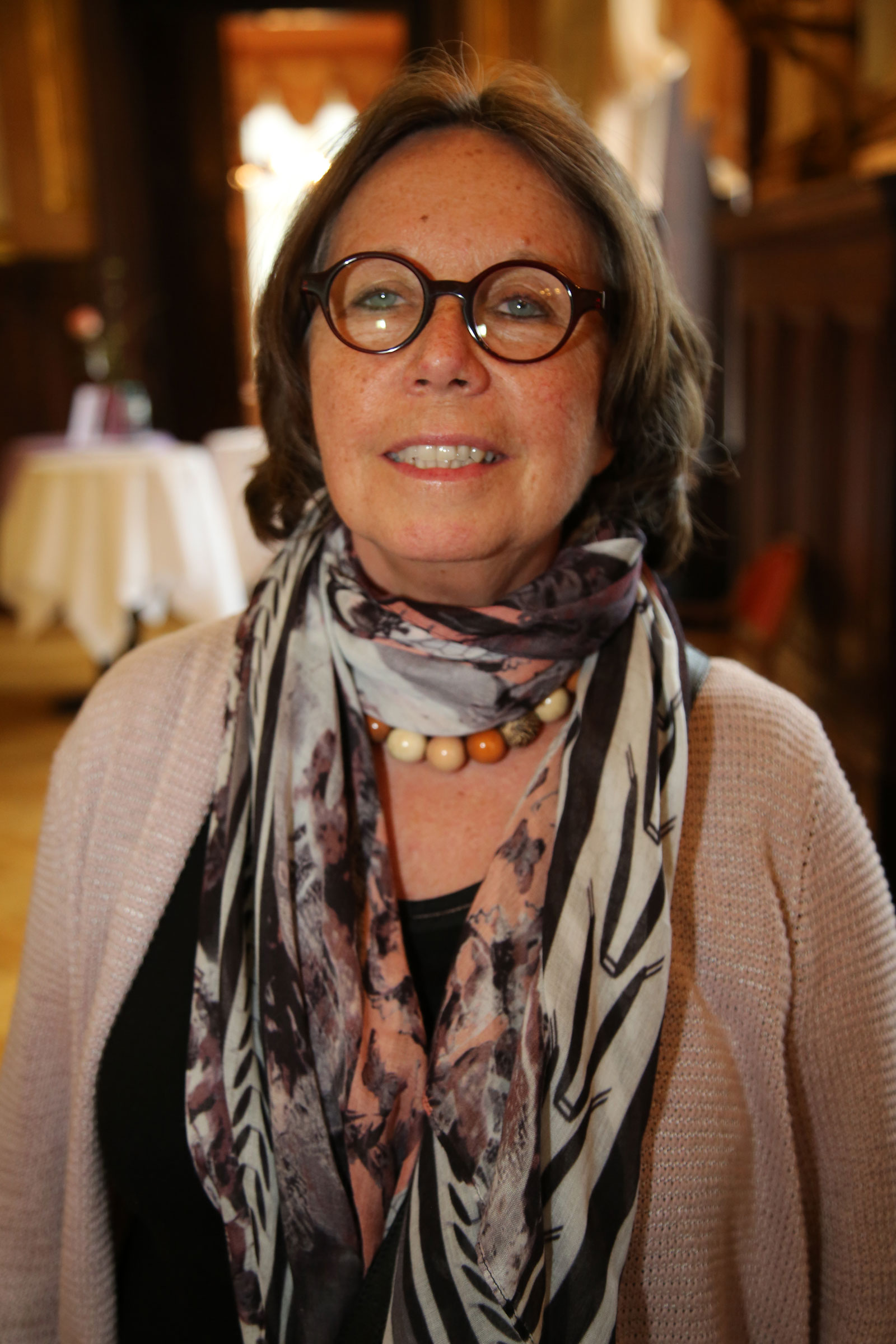
Renée Schroeder (* 1953)

- Schroeder, Richard (1856–1908), deutscher Jurist und Politiker
- Schroeder, Richard (* 1961), US-amerikanischer Schwimmer
- Schroeder, Rob (1926–2011), US-amerikanischer Autorennfahrer
- Schroeder, Robert (* 1955), deutscher Musiker und Komponist
- Schroeder, Roger P. (* 1951), US-amerikanischer Geistlicher (römisch-katholisch), Steyler Missionar und Missionswissenschaftler
- Schroeder, Rolph (1900–1980), deutscher Violinist
- Schroeder, Rudolf (1897–1965), deutscher Architekt
- Schroeder, Rudolph William (1885–1952), US-amerikanischer Pilot
- Schroeder, Stacey (* 1979), US-amerikanische Filmeditorin
- Schroeder, Steffen (* 1974), deutscher Schauspieler
- Schroeder, Ted (1921–2006), US-amerikanischer Tennisspieler
- Schroeder, Terry (* 1958), US-amerikanischer Wasserballspieler
- Schroeder, Theodor (1829–1890), deutscher Politiker (Zentrum), MdHdA, MdR
- Schroeder, Theodor (1872–1942), deutscher Politiker (Zentrum), MdL Volksstaat Hessen
- Schroeder, Tilman (1645–1706), deutscher Schöffe und Bürgermeister der Freien Reichsstadt Aachen
- Schroeder, Tom (1938–2023), deutscher Musikjournalist und Musikveranstalter
- Schroeder, Udo (1937–2010), deutscher Politiker (SPD), MdL
- Schroeder, Viktor (1922–2011), deutscher Industrieller und Mäzen
- Schroeder, Walter (1894–1976), deutscher Politiker (FDP), MdL
- Schroeder, Walter (1896–1968), deutscher Offizier der Luftwaffe der Wehrmacht im Zweiten Weltkrieg
- Schroeder, Werner (* 1962), deutscher Jurist, Rechtsanwalt, Rechtswissenschaftler und Universitätsprofessor
- Schroeder, Wilhelm (1898–1943), deutscher Politiker (NSDAP), MdR
- Schroeder, Wilhelm Heinrich (1827–1906), deutscher Textilfabrikant
- Schroeder, William Knox (1950–1970), US-amerikanischer Student, Opfer des Kent-State-Massakers
- Schroeder, Wolfgang (* 1960), deutscher Politologe und Politiker, Staatssekretär in BrandenburgWolfgang Schroeder (* 1960)

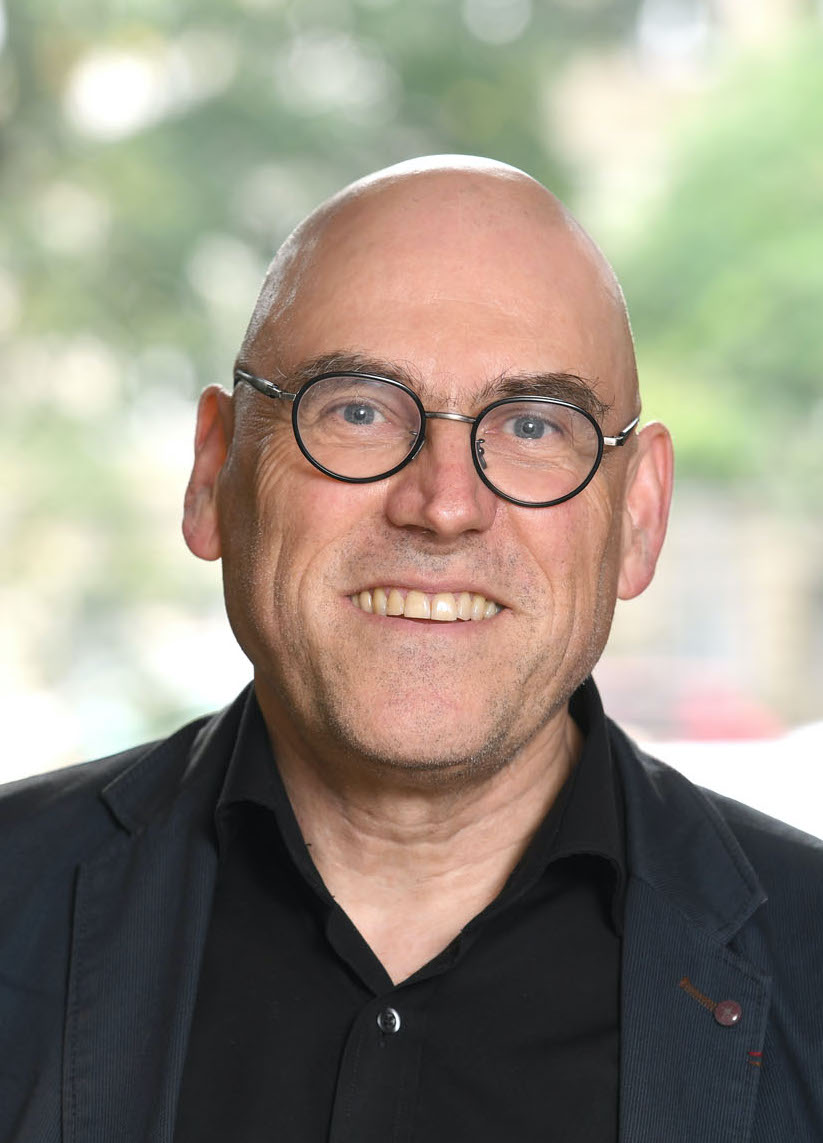
Wolfgang Schroeder (* 1960)

- Schroeder, Yannick (* 1979), französischer Rennfahrer
- Schroeder-Heister, Peter (* 1953), deutscher Logiker und Hochschullehrer, Professor für Logik
- Schroeder-Hohenwarth, Hanns Christian (1921–2011), deutscher Bankmanager und Jurist, Präsident vom Bundesverband deutscher Banken (1983–1987)
- Schroeder-Hohenwarth, Hans Hinrich (* 1944), deutscher Jurist
- Schroeder-Piller, Cornelia (* 1960), deutsche Politikerin (CDU), Hamburger Bezirksamtsleiterin
- Schroeder-Printzen, Günther (1924–2011), deutscher Jurist
- Schroeder-Zimmermann, Grete (1887–1955), deutsche Architektin und Hochschullehrerin
- Schroeders, Willy (1932–2017), belgischer Radrennfahrer
- Schroedl-Baurmeister, Beate (* 1953), deutsche Bildhauerin
- Schroedter, Adolph (1805–1875), deutscher Maler und Grafiker der Düsseldorfer Malerschule
- Schroedter, Alwine (1820–1892), deutsche Illustratorin und Malerin der Düsseldorfer Schule
- Schroedter, Elisabeth (* 1959), deutsche Politikerin (Bündnis 90/Die Grünen), MdEP
- Schroedter, Franz (1897–1968), deutscher Filmarchitekt, Filmfirmenmanager, Dokumentarfilmregisseur und -produzent
- Schroedter, Hildegard (* 1958), deutsche SchauspielerinHildegard Schroedter (* 1958)

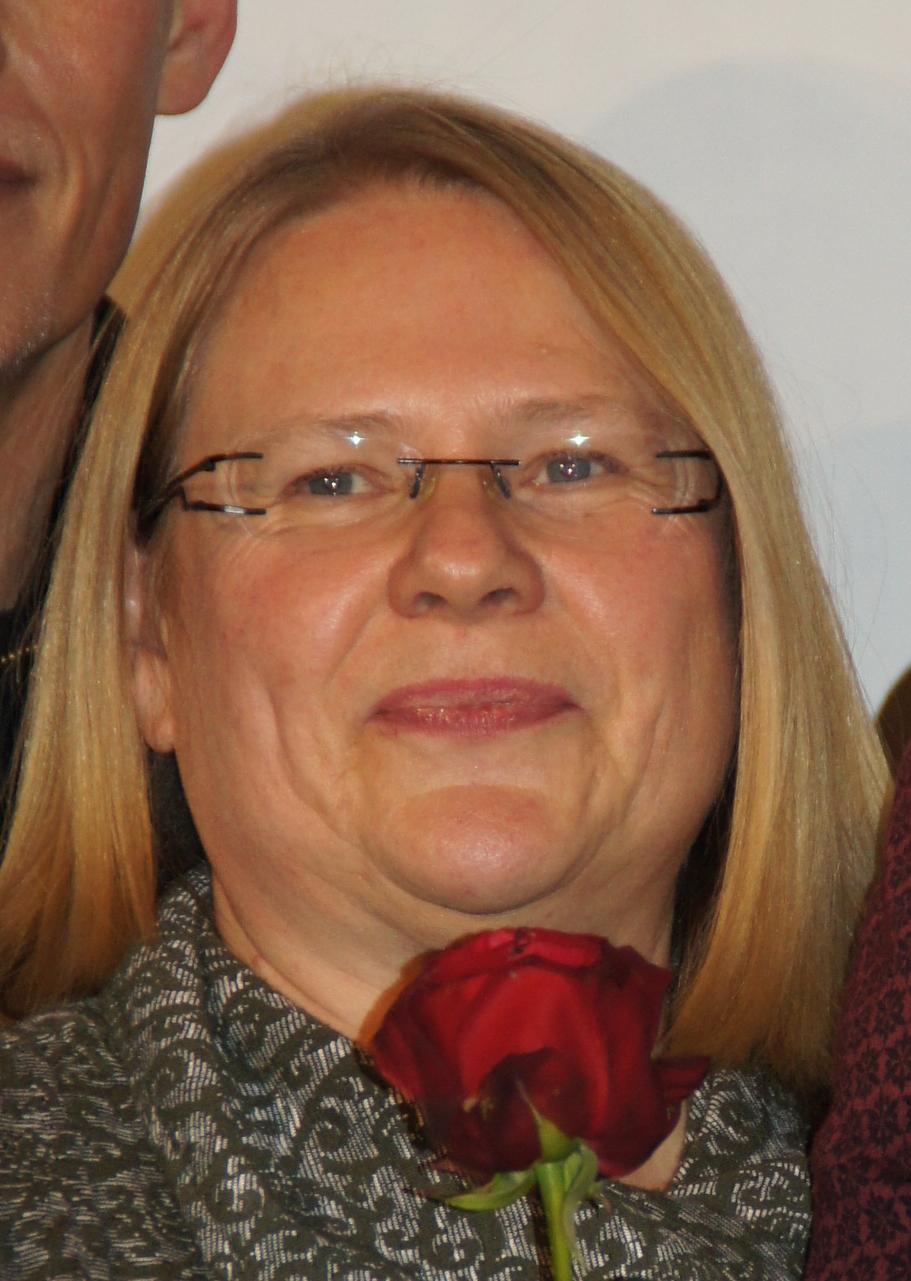
Hildegard Schroedter (* 1958)

- Schroedter, Joachim (1897–1934), deutscher Mediziner und SA-Führer
- Schroedter, Magda (1888–1962), deutsche Politikerin (LDP, FDP), MdA
- Schroedter, Merten (* 1976), deutscher Schauspieler
- Schroedter, Niels (* 1994), deutscher American-Football-Spieler
- Schroedter, Rolf (* 1947), deutscher Politiker (SPD), MdL
- Schroedter, Thomas (* 1955), deutscher Soziologe, Fotograf, Journalist und DJ
- Schroedter, Wolfhardt (* 1940), deutscher Fluchthelfer
- Schroepffer, August (1868–1934), deutscher Verwaltungsbeamter
- Schroeppel, Richard (* 1948), US-amerikanischer Mathematiker
- Schröer, Alfred (1895–1970), deutscher Politiker (KPD, SPD), MdR
- Schröer, Alois (1907–2002), deutscher katholischer Priester
- Schröer, Arnold (1857–1935), österreichisch-deutscher Anglist und Hochschullehrer
- Schröer, Beatrix (* 1963), deutsche Ruderin und Olympiasiegerin
- Schroer, Bert (* 1933), deutscher mathematischer Physiker
- Schröer, Christian (* 1957), deutscher Philosoph
- Schröer, Christina (* 1975), deutsche Historikerin
- Schröer, Dirk (* 1975), deutscher Koch
- Schroer, Fabianus (1898–1944), deutscher römisch-katholischer Ordensbruder, Steyler Missionar und Märtyrer
- Schröer, Georg Friedrich (1663–1739), deutscher lutherischer Theologe
- Schröer, Gustav (1876–1949), deutscher Schriftsteller
- Schröer, Heinz (1922–2013), deutscher Hochschullehrer
- Schröer, Helmut (* 1942), deutscher Politiker (CDU), Oberbürgermeister der Stadt Trier
- Schröer, Henning (1931–2002), deutscher evangelischer Theologe und Professor für Praktische Theologie
- Schroer, Henry (1948–2013), deutscher Fachmann für die Dressur von exotischen Tieren
- Schroer, Herbert (1928–2015), deutscher Fußballspieler
- Schroer, Hermann (1900–1958), deutscher Politiker (NSDAP), MdR
- Schroer, Jakob (1879–1953), deutscher Politiker der CDU
- Schröer, Jan (* 1971), deutscher Mathematiker
- Schröer, Josef (1927–2018), deutscher Politiker (SPD), MdA
- Schröer, Karl Julius (1825–1900), österreichischer Sprach- und Literaturwissenschaftler
- Schroer, Markus (* 1964), deutscher Soziologe und Hochschullehrer
- Schroer, Marlies (1926–2023), deutsche Eiskunstläuferin
- Schroer, Max (1892–1960), deutscher Maler und Illustrator
- Schröer, Norbert (* 1953), deutscher Soziologe und Qualitativer Sozialforscher
- Schroer, Oliver (1956–2008), kanadischer Fiddlespieler und Komponist
- Schroer, Peter (1943–2023), deutscher Verwaltungsbeamter
- Schröer, Rolfrafael (1928–2022), deutscher Schriftsteller
- Schroer, Silvia (* 1958), deutsche katholische Theologin und Hochschullehrerin für Altes Testament und Biblische Umwelt
- Schröer, Stephan (* 1940), deutscher Ordensgeistlicher, Benediktinerabt
- Schröer, Thomas (1946–2007), deutscher Lehrer und Politiker (SPD), MdB
- Schröer, Thomas von (1588–1641), deutscher Jurist und Dichter
- Schröer, Vanessa (* 1980), deutsche Fußballspielerin
- Schroer, Werner (1918–1985), deutscher Major und JagdfliegerWerner Schroer (1918–1985)

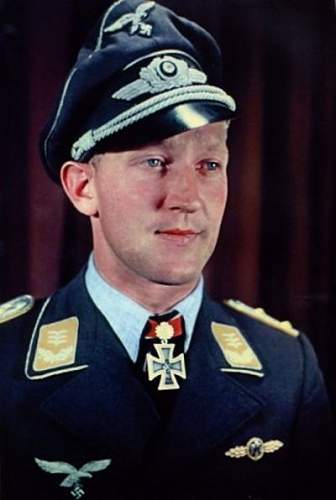
Werner Schroer (1918–1985)

- Schroeren, Michael (* 1946), deutscher Politiker (CDU), MdL
- Schroeren, Michael (* 1949), deutscher Politologe, Pazifist, Autor und Übersetzer
- Schroeren-Boersch, Barbara (* 1956), deutsche Politikerin (Grüne), MdL
- Schroers, Günter (* 1939), deutscher Ruderer
- Schröers, Hannes (* 1936), deutscher Fußballspieler
- Schröers, Hans (1903–1969), deutscher Kunstmaler
- Schroers, Johannes (1885–1960), deutscher Politiker (DVP, NSDAP, FDP), Bremer Polizeioffizier und Regierender Bürgermeister (1945)
- Schroers, Mika (* 2002), deutscher Fußballspieler
- Schroers, Rolf (1919–1981), deutscher Schriftsteller
- Schroeter, Carl (1855–1939), deutsch-schweizerischer Botaniker und Hochschullehrer
- Schroeter, Constantin (1795–1835), deutscher Genre- und Porträtmaler
- Schroeter, Erhardt (1889–1956), deutscher Kommunalpolitiker (NSDAP) und der dritte Oberbürgermeister der sächsischen Stadt Freital (1934–1938)
- Schroeter, Fritz (1882–1958), deutscher Bühnen- und Filmschauspieler
- Schroeter, Gabriele (1946–2002), deutsche Richterin am Bundespatentgericht
- Schroeter, Georg (1869–1943), deutscher Chemiker
- Schroeter, Georg (* 1950), deutscher Politiker (AfD), MdB
- Schroeter, Georg (* 1964), deutscher Bluesmusiker (Piano, Vocals)
- Schroeter, Hans-Erich von (1891–1947), deutscher Generalmajor
- Schroeter, Heinrich von (1856–1945), preußischer Verwaltungsjurist, Landrat und Polizeipräsident
- Schroeter, Holger (* 1971), deutscher Forst- und Wirtschaftswissenschaftler und Kanzler der Ruprecht-Karls-Universität Heidelberg
- Schroeter, Horst von (1919–2006), deutscher Vizeadmiral
- Schroeter, Johann Hieronymus (1745–1816), deutscher Jurist und Astronom
- Schroeter, Johann Samuel (1753–1788), deutscher Komponist und Pianist
- Schroeter, Klaus R. (* 1959), deutscher Soziologe
- Schroeter, Paul (1858–1907), deutscher Verwaltungsbeamter und Fideikommissbesitzer
- Schroeter, Paul (1866–1946), deutscher Maler und Radierer
- Schroeter, Reg (1921–2002), kanadischer Eishockeyspieler
- Schroeter, Renate (1939–2017), deutsche Schauspielerin
- Schroeter, Ulrich G. (* 1971), deutscher Jurist und Hochschullehrer
- Schroeter, Werner (1945–2010), deutscher Film-, Opern- und Theater-RegisseurWerner Schroeter (1945–2010)

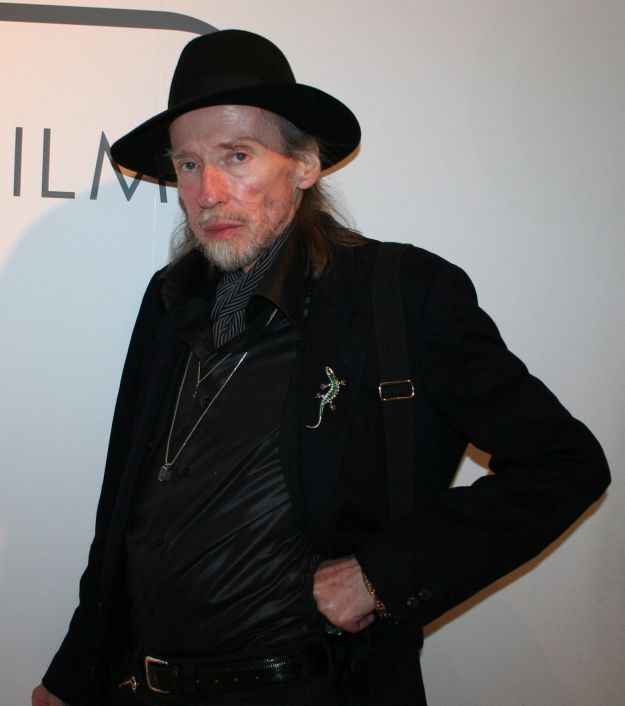
Werner Schroeter (1945–2010)

- Schroeter-Rupieper, Mechthild (* 1964), deutsche Familientrauerbegleiterin und Autorin
- Schroeter-Wittke, Harald (* 1961), deutscher Praktischer Theologe
- Schroetter, Adelbert von (1817–1874), preußischer Landrat im Kreis Meisenheim
- Schroetter, Erich (1875–1946), deutscher Diplomat und Ministerialdirigent
- Schroetter, Heike (* 1956), deutsche Schauspielerin und Synchronsprecherin
- Schroetter, Leonhard von (* 1999), deutscher Fußballspieler
- Schroetter, Theobald von (1820–1881), preußischer Generalmajor und Kommandeur des 70. Infanterieregiment
- Schroetter, Wilhelm von (1837–1918), deutscher Politiker und Verwaltungsbeamter

### Schrof
- Schröfel, Ernst (* 1886), deutscher Lehrer und Übersetzer
- Schröfel, Gudrun (* 1943), deutsche Chorleiterin, Dirigentin und Hochschullehrerin
- Schröfel, Wolfgang (1947–2022), deutscher Verbandsfunktionär, Förderer des Chorgesanges
- Schroff, Gunther (1939–1999), deutscher Unternehmer
- Schroff, Helmut (1901–1945), deutscher Klassischer Philologe und Gymnasiallehrer
- Schroff, Hermann (1867–1914), deutscher Zeitungschefredakteur in Rumänien, Ungarn und Chile
- Schroff, Karl Damian von (1802–1887), österreichischer Mediziner Pharmakologe und Hochschullehrer
- Schroff, Karl von (1844–1892), österreichischer Mediziner und Pharmakologe
- Schroff, Karl-Heinz (* 1953), deutscher Fußballspieler
- Schroffenberg-Mös, Joseph Konrad von (1743–1803), Bischof von Freising und Regensburg, letzter Fürstpropst von Berchtesgaden
- Schroffenegger, Ernst (1905–1994), österreichischer Maler
- Schroffenegger, Katja (* 1991), italienische Fußballspielerin
- Schroffenegger, Paul (* 1973), österreichischer Beachvolleyballspieler
- Schroffenegger, Thomas (* 1971), österreichischer Beachvolleyballspieler
- Schroffenstein, Christoph von († 1521), Fürstbischof von Brixen
- Schröffer, Joseph (1903–1983), deutscher Theologe, Bischof von Eichstätt und Kurienerzbischof
- Schröffl, Gottlieb (1610–1680), Bürgermeister von Steyr, Eisenobmann, Vorstand Innerberger Hauptgewerkschaft
- Schroffner, Johann (1891–1940), österreichischer Priester und Widerstandskämpfer gegen den Nationalsozialismus
- Schröfl, Andreas (* 1975), deutscher Kriminalromanautor

### Schrog
- Schröger, Ephraim (1727–1783), deutscher Architekt
- Schröger, Erich (* 1958), deutscher Psychologe
- Schröger, Sebastian (* 1990), österreichischer Fußballspieler

### Schroh
- Schrohe, Heinrich (1864–1939), deutscher Gymnasiallehrer und Lokalhistoriker

### Schroj
- Schrojf, Viliam (1931–2007), tschechoslowakischer Fußballspieler

### Schrol
- Schrölkamp, Michael (* 1964), deutscher Architekt
- Schroll, Alois (* 1968), österreichischer Politiker (SPÖ), Abgeordneter zum Nationalrat
- Schroll, Anton (1854–1919), österreichischer Verleger
- Schroll, Hannes (1909–1985), österreichischer Skisportler
- Schroll, Irene (* 1966), deutsche Biathletin
- Schroll, Josef von (1821–1891), Textilindustrieller in Böhmen
- Schroll, Thomas (* 1965), österreichischer Bobfahrer

### Schrom
- Schrom, Matthias (* 1973), österreichischer Fernseh- und Radio-Journalist
- Schröm, Oliver (* 1964), deutscher Journalist, Publizist und BuchautorOliver Schröm (* 1964)

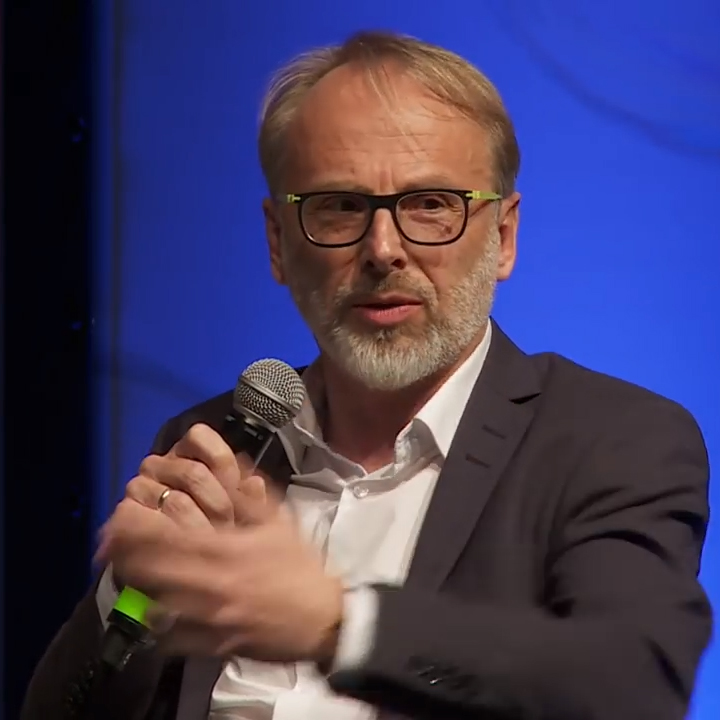
Oliver Schröm (* 1964)

- Schromm, Claus (* 1969), deutscher Fußballtrainer

### Schron
- Schrön, Gottfried Matthias Ludwig († 1811), herzoglicher Rat in der weimarischen Landschaftskasse und deren Direktor
- Schrön, Ludwig (1799–1875), deutscher Mathematiker, Astronom, Meteorologe und Geodät
- Schrön, Otto von (1837–1917), deutscher Arzt und Epidemiologe
- Schronen, Alwin Michael (* 1965), deutscher Musiker und Komponist
- Schröner, Johann Ferdinand August (1801–1859), deutscher Jurist und Oberbürgermeister der Stadt Halle (1838–1842)
- Schrönghamer-Heimdal, Franz (1881–1962), deutscher Heimatdichter und Maler

### Schroo
- Schrooten, Patrick (* 1962), belgischer Fußballspieler

### Schrop
- Schröpf, Hans (1938–2012), deutscher Politiker (CSU)
- Schröpf, Ramona (* 1974), deutsche Sprach- und Übersetzungswissenschaftlerin
- Schröpfer, Fridolin (1892–1953), österreichischer Politiker (SPÖ)
- Schröpfer, Harald (* 1969), österreichischer Theaterschauspieler
- Schröpfer, Johannes (1909–1995), deutscher Slawist
- Schröpfer, Stefan (* 1952), deutscher Radrennfahrer
- Schröpler, Gustav (1830–1901), deutscher Maler
- Schropp, Jochen (* 1978), deutscher SchauspielerJochen Schropp (* 1978)

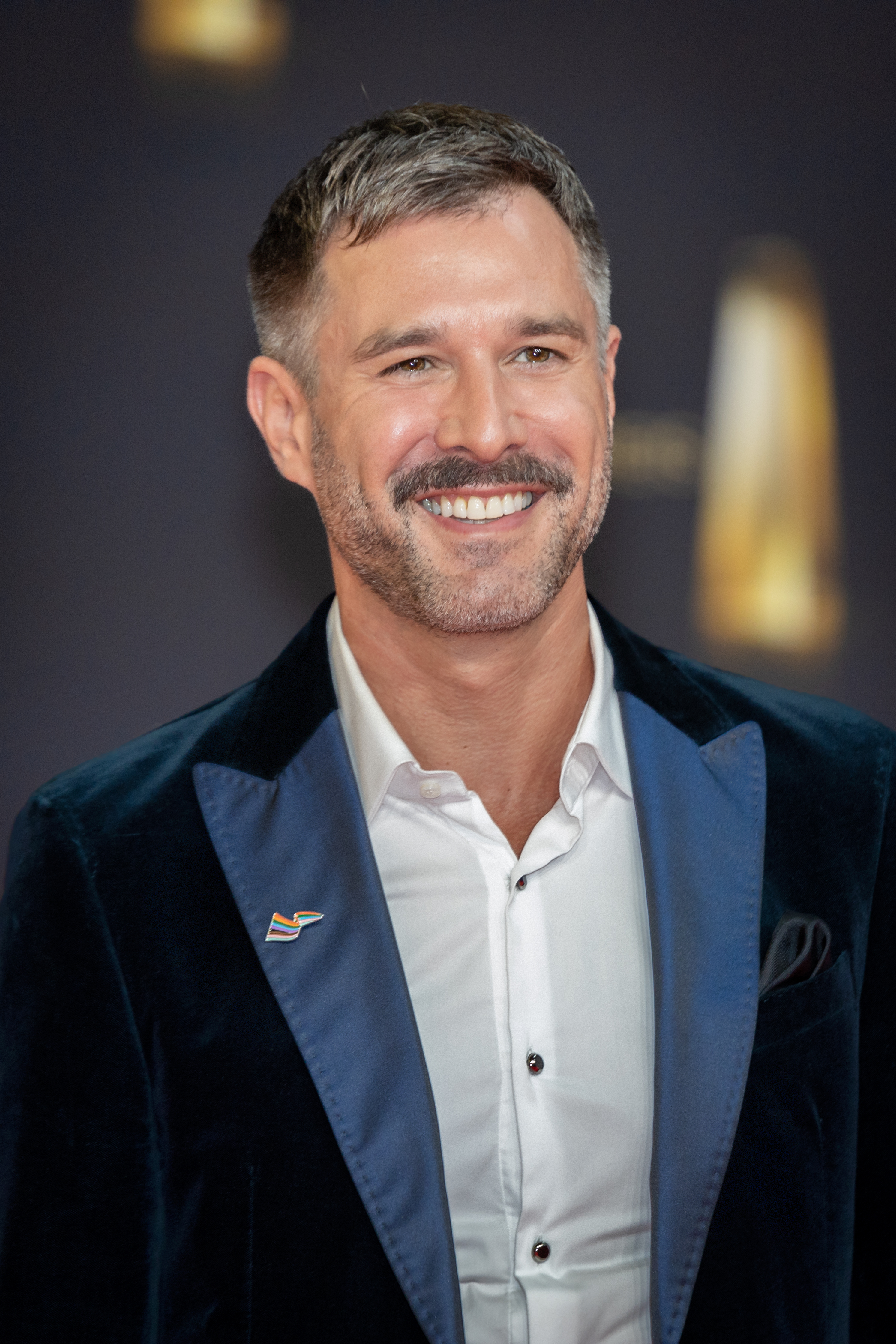
Jochen Schropp (* 1978)

- Schropp, Karl (1794–1875), deutscher Modellbauer
- Schropp, Myriam (* 1966), deutsche Tennisspielerin
- Schropp, Simon (1751–1817), deutscher Verleger und Buchhändler
- Schropp, Willi (* 1895), deutscher Maler und Graphiker
- Schröppel, Adolf (1906–1988), deutscher Apotheker, botanischer Sammler und Heimatforscher
- Schröppel, Annemarie (1908–1994), deutsche botanische Sammlerin und Heimatforscherin
- Schröppel, Bernd (* 1967), deutscher Internist und Nephrologe
- Schröppel, Ferdinand (1902–1973), deutscher Apotheker

### Schror
- Schrör, Karsten (* 1942), deutscher Pharmakologe
- Schrör, Matthias (* 1979), deutscher Historiker
- Schrörs, Adolf (* 1900), deutscher Politiker (CDU), MdL
- Schrörs, Heinrich (1852–1928), deutscher römisch-katholischer Theologe
- Schrörs, Justin (* 1994), deutscher Eishockeytorwart
- Schrörs, Wolfgang (1949–2019), deutscher Politiker (CDU), MdBB

### Schros
- Schroschk, Carsten (* 1971), deutscher Fußballspieler

### Schrot
- Schrot, Gerhard (1920–1966), deutscher Althistoriker und Hochschullehrer
- Schrot, Jacob (* 1990), deutscher politischer Beamter
- Schrot, Willi (1915–2016), deutscher Politiker (CDU), MdL
- Schröteler, Daniel (* 1974), deutscher Jazzschlagzeuger
- Schroten, Horst (* 1957), deutscher Mediziner und Hochschullehrer
- Schröter, Adolf (1904–1997), deutscher Porträt- und Landschaftsmaler, Druckgrafiker und Kunsterzieher
- Schröter, Albrecht (* 1955), deutscher Theologe, Politiker (SPD)
- Schröter, Annette (* 1956), deutsche Malerin
- Schröter, Arthur (1859–1915), deutscher Veterinärmediziner und Ministerialbeamter
- Schröter, Bernhard (1848–1911), deutscher Maler
- Schröter, Bernhard (1934–2015), deutscher Boxer und Olympiateilnehmer (DDR)
- Schröter, Carl (1887–1952), deutscher Politiker (DVP, CDU), MdL, MdB
- Schröter, Christian, deutscher Pädagoge und Schriftsteller
- Schröter, Christian (* 1977), deutscher Technikphilosoph
- Schröter, Christiane (1907–1979), deutsche Sportpädagogin
- Schröter, Christoph Gottlieb (1699–1782), deutscher Komponist
- Schröter, Corona (1751–1802), deutsche Sängerin (Sopran), Schauspielerin und KomponistinCorona Schröter (1751–1802)

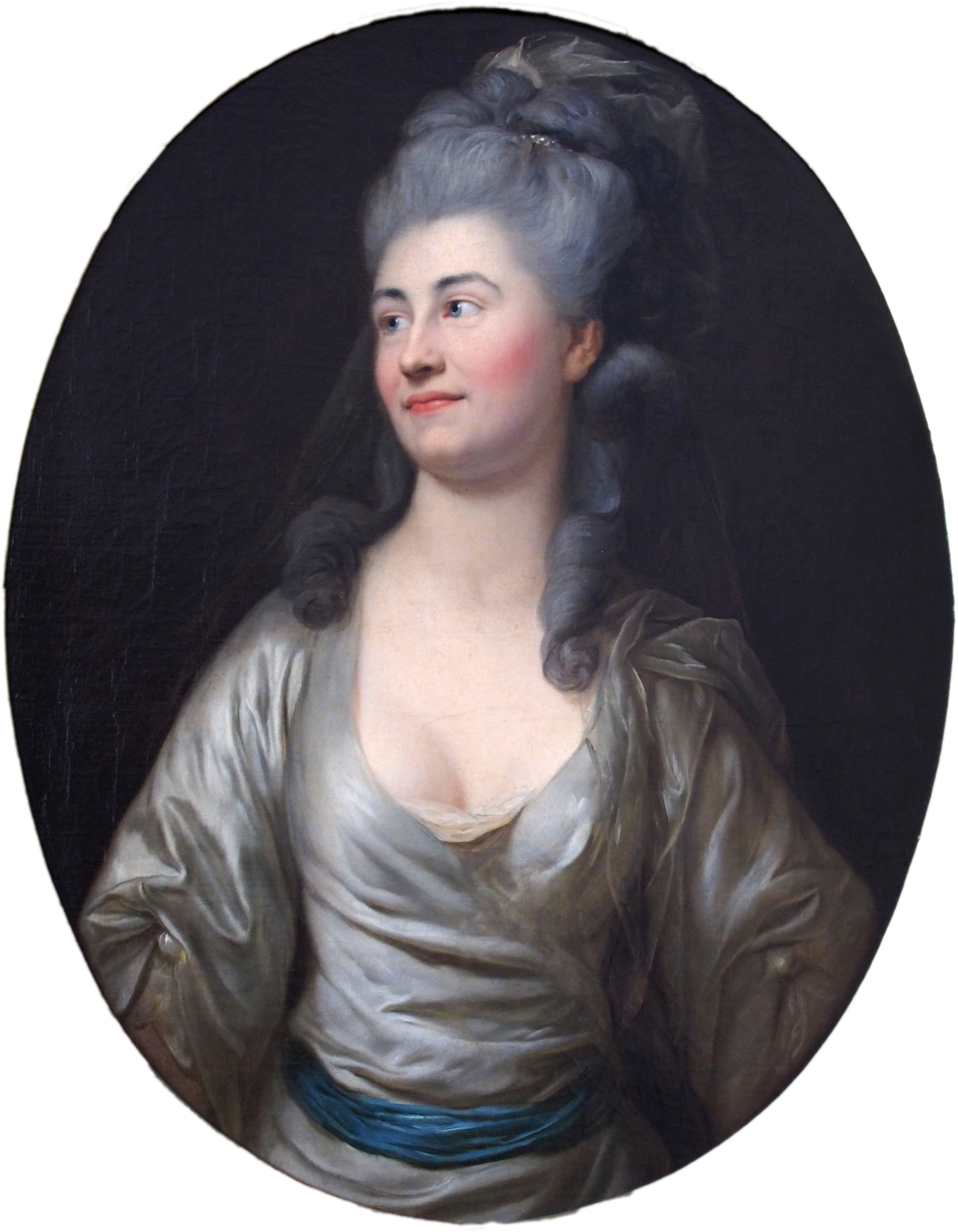
Corona Schröter (1751–1802)

- Schröter, Dennis (* 1982), deutscher Rennfahrer
- Schröter, Dirk (* 1957), deutscher Fußballspieler
- Schröter, Eduard Georg (1811–1888), deutscher evangelischer Theologe und Mitbegründer der Freien Gemeinde in den USA
- Schröter, Erasmus (1956–2021), deutscher Fotograf
- Schröter, Erhard (1935–1988), deutscher Prähistoriker
- Schröter, Ernst Friedrich (1621–1676), deutscher Rechtswissenschaftler
- Schröter, Felix (* 1996), deutscher Fußballspieler
- Schröter, Frank (* 1970), deutscher Maskenbildner, Spezialeffektkünstler und Filmkomponist
- Schröter, Franz (1883–1933), deutscher Marineoffizier, zuletzt Konteradmiral der Reichsmarine
- Schröter, Franz Heinrich (1835–1911), deutscher Jurist und Politiker, MdR
- Schröter, Friedrich (1820–1888), deutscher Rittergutsbesitzer und Politiker
- Schröter, Fritz (1886–1973), deutscher Physiker und Fernsehpionier
- Schröter, Fritz (* 1953), deutscher Politiker (CDU), MdL
- Schröter, Gerd (* 1941), deutscher Sportwissenschaftler und Hochschullehrer
- Schröter, Gertrud (1913–1999), deutsche Antifaschistin
- Schröter, Gisela (1928–2011), deutsche Opern- und Konzertsängerin (Dramatischer Sopran/Mezzosopran)
- Schröter, Gottfried (1925–2018), deutscher Pädagoge, Professor für Erziehungswissenschaft und Schulpädagogik
- Schröter, Gottlieb Heinrich von (* 1802), deutscher Historienmaler und Autor
- Schröter, Guido, deutscher Comiczeichner und Autor
- Schröter, Günter (1927–2016), deutscher Fußballspieler
- Schröter, Gustav Berthold (1901–1992), deutscher Zeichner und Papierreliefkünstler
- Schröter, Hans Rudolf (1798–1842), deutscher Hochschullehrer, Bibliothekar und Altertumsforscher
- Schröter, Hans-Holger (* 1948), deutscher Volkshochschuldozent und Sachbuchautor
- Schröter, Hans-Joachim (* 1934), deutscher Historiker und Ingenieur-Ökonom
- Schröter, Harald, deutscher Poolbillardspieler
- Schröter, Harm G. (* 1948), deutscher Historiker und Hochschullehrer
- Schröter, Heide (* 1941), deutsche Wildwasserkanutin
- Schröter, Heinrich (1829–1892), deutscher Mathematiker; Hochschullehrer und Rektor in Breslau
- Schröter, Hermann (1872–1954), deutscher Politiker (DNVP), MdR
- Schröter, Hermann (1909–1990), deutscher Archivar und Heimatforscher
- Schröter, Hiltrud (1941–2010), deutsche Erziehungswissenschaftlerin
- Schröter, Hubert (* 1936), deutscher Polizeioffizier der Volkspolizei, SED-Funktionär
- Schröter, Hugo (1831–1871), deutscher Privatier und Landtagsabgeordneter im Fürstentum Waldeck
- Schröter, Jacob der Ältere († 1613), deutscher Handelsmann und Bürgermeister in Weimar
- Schröter, Jacob der Jüngere (1570–1645), sachsen-meiningischer Kanzler und Professor für Rechtswissenschaften in Jena
- Schröter, Jan (* 1958), deutscher Autor
- Schröter, Jens (* 1961), deutscher evangelischer Theologe und Hochschullehrer für Neues Testament
- Schröter, Jens (* 1970), deutscher Medienwissenschaftler
- Schröter, Joachim (1931–2022), deutscher theoretischer Physiker
- Schrøter, Johan Henrik (1771–1851), färöischer Pfarrer und einer der ersten färöischen Literaten
- Schröter, Johann Christian (1659–1731), deutscher Rechtswissenschaftler
- Schröter, Johann Friedrich (1559–1625), deutscher Mediziner
- Schröter, Johann Friedrich (1770–1836), deutscher Zeichner, Kupferstecher und Maler
- Schröter, Johann Friedrich Carl (1807–1849), deutscher Pfarrer und Politiker
- Schröter, Johann Georg (1683–1747), deutscher Orgelbauer des thüringischen Barock
- Schröter, Johann Samuel (1735–1808), deutscher Theologe und Naturforscher
- Schröter, Johannes († 1634), deutscher Buchdrucker in Basel (Schweiz)
- Schröter, Johannes (1896–1963), deutscher Politiker (KPD), MdR
- Schröter, Johannes von (1513–1593), deutscher Mediziner, Hochschullehrer und Rektor der Universität Jena
- Schröter, Joseph (1837–1894), deutscher Mediziner und Mykologe
- Schröter, Julian (* 1986), deutscher Literaturwissenschaftler
- Schröter, Jürgen (* 1943), deutscher Sprinter
- Schröter, Kai (* 1974), deutscher Filmeditor
- Schröter, Kareen (* 1963), deutsche ehemalige Schauspielerin
- Schröter, Karl (1826–1886), Schweizer altkatholischer Theologe, Lehrer, Geschichtsforscher und Autor
- Schröter, Karl (1905–1977), deutscher Mathematiker und Logiker
- Schröter, Karl-Heinz (* 1954), deutscher Politiker (SPD), Minister des Innern und für Kommunales des Landes BrandenburgKarl-Heinz Schröter (* 1954)

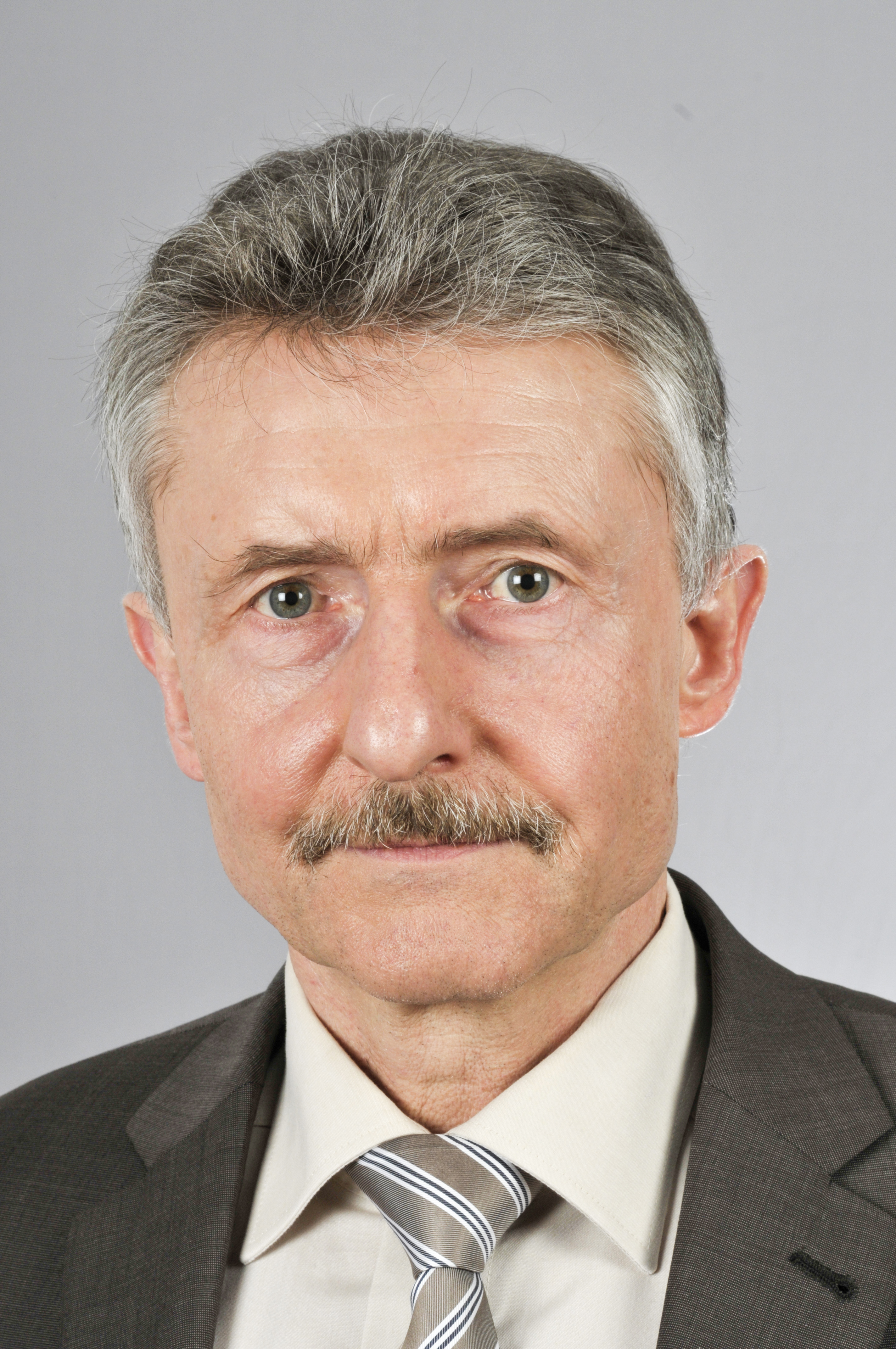
Karl-Heinz Schröter (* 1954)

- Schröter, Klaus (1931–2017), deutscher Literaturwissenschaftler und Literaturhistoriker
- Schröter, Klaus (1940–1963), deutsches Todesopfer der Berliner Mauer
- Schröter, Leonhart, Komponist und Kantor in Magdeburg
- Schröter, Lorenz (* 1960), deutscher Schriftsteller und Journalist
- Schröter, Lothar (* 1944), deutscher Volleyball-Trainer
- Schröter, Ludwig (1886–1973), deutscher Beamter und Landrat
- Schröter, Lutz (* 1960), deutscher PhysikerLutz Schröter (* 1960)

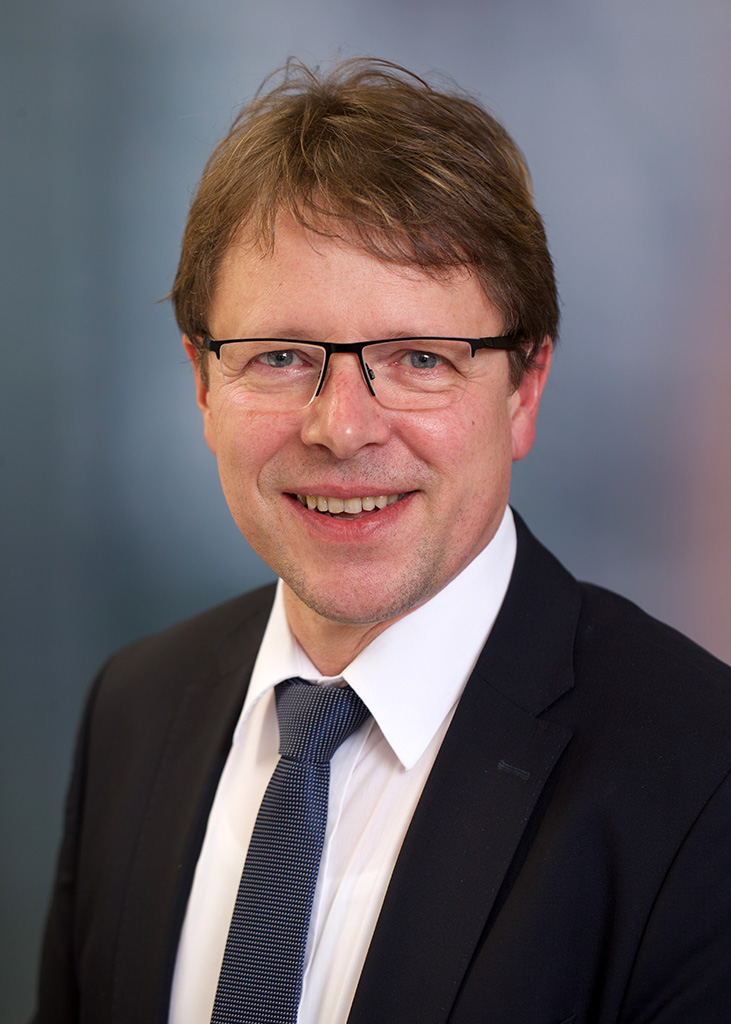
Lutz Schröter (* 1960)

- Schröter, Manfred (1880–1973), Kulturphilosoph
- Schröter, Manfred (1935–2022), deutscher Kommunalpolitiker (CDU) und war Oberbürgermeister der Stadt Nordhausen am Harz (1990–1994)
- Schröter, Martin (1918–1991), evangelisch-lutherischer Theologe und Sozialethiker
- Schröter, Martina (* 1960), deutsche Ruderin und Olympiasiegerin
- Schröter, Matthias (* 1972), deutscher Journalist
- Schröter, Moritz (1851–1925), deutscher Maschinenbauingenieur
- Schröter, Morris (* 1995), deutscher Fußballspieler
- Schröter, Nik (* 1998), deutscher Bahnradsportler
- Schröter, Paul (1614–1679), deutscher Arzt, Physikus und Bürgermeister
- Schröter, Paul (1898–1977), deutscher Verwaltungsjurist
- Schröter, Paul (1930–2014), deutscher Neuropathologe
- Schröter, Paul Julius (1840–1930), deutscher Ophthalmologe
- Schröter, Philipp Jakob (1553–1617), deutscher Mediziner
- Schröter, Richard (1892–1977), deutscher Pädagoge und Politiker (SPD), MdB
- Schröter, Robert (1921–2014), deutscher Klassischer Philologe
- Schröter, Roland (1927–1990), deutscher Politiker (SPD), MdA
- Schröter, Rudolf (* 1887), deutsch-tschechoslowakischer Glasgestalter
- Schröter, Silvio (* 1979), deutscher Fußballspieler
- Schröter, Susanne (* 1957), deutsche Ethnologin und HochschullehrerinSusanne Schröter (* 1957)

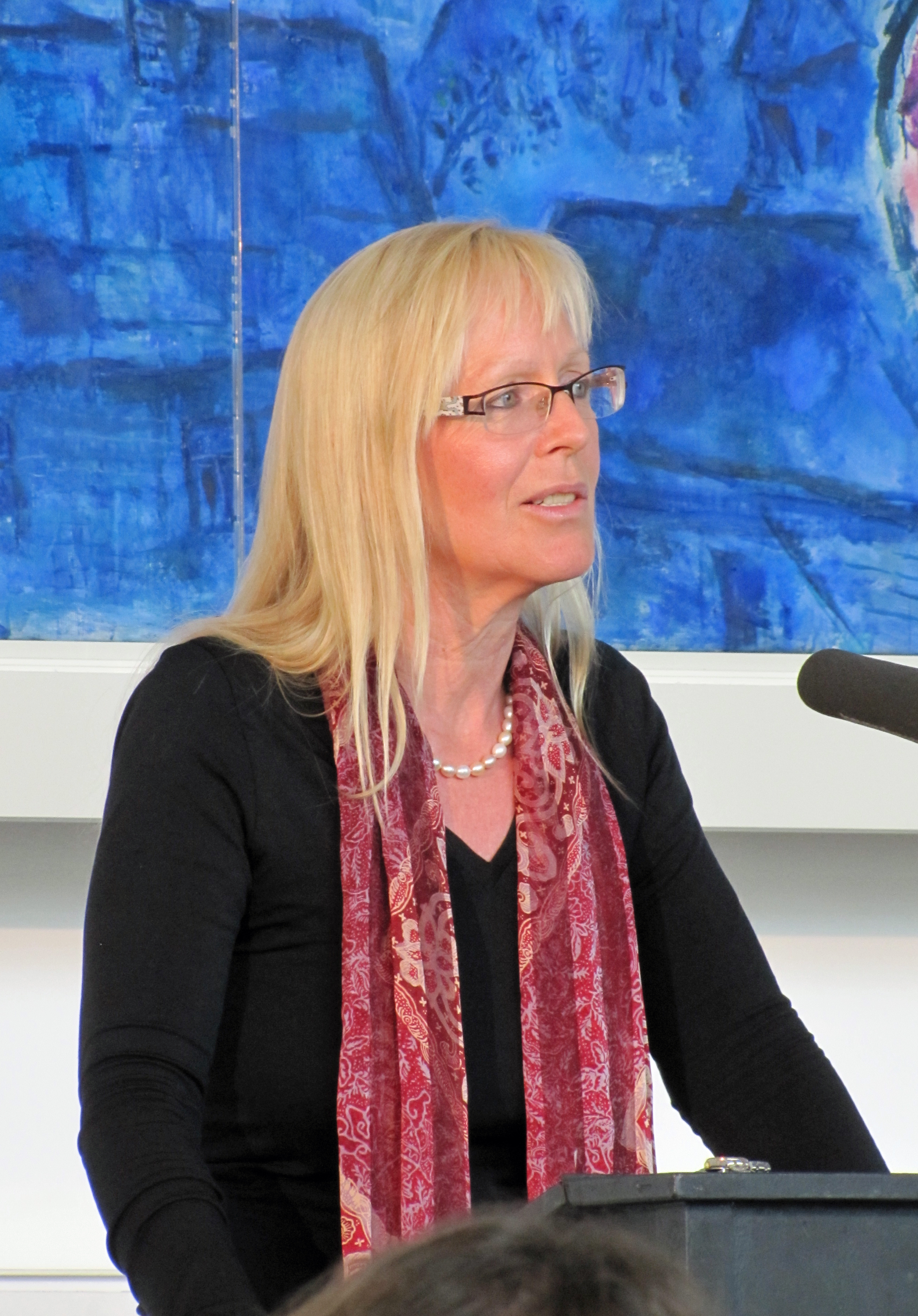
Susanne Schröter (* 1957)

- Schröter, Tobias (* 1964), deutscher Eiskunstläufer
- Schröter, Tobias (* 1993), deutscher Handballspieler
- Schröter, Ulrich (1939–2018), deutscher evangelischer Theologe und Autor
- Schröter, Viktor (1839–1901), deutsch-baltischer Baumeister im Dienst des russischen Zaren
- Schröter, Werner (1933–2018), deutscher Kinderarzt
- Schröter, Werner (* 1944), deutscher Ringer und Politiker (SPD)
- Schröter, Wilhelm (1849–1904), deutscher Landschaftsmaler
- Schröter, Wilhelm von (1799–1865), deutscher Rechtswissenschaftler, Hochschullehrer, Instanzrichter und Justizminister von Mecklenburg Schwerin
- Schröter, Wolfgang (* 1943), deutscher Kaufmann und Politiker (CDU), MdBB
- Schröter, Wolfgang G. (1928–2012), deutscher Fotograf und Hochschullehrer
- Schroth, Alexander (1828–1899), österreichischer Bildhauer und Gipsgießer
- Schroth, Barbara (* 1933), deutsche Schauspielerin
- Schroth, Bernhard (1908–1986), deutscher Politiker (SPD), MdL
- Schroth, Carl-Heinz (1902–1989), österreichischer Schauspieler, Regisseur und SynchronsprecherCarl-Heinz Schroth (1902–1989)

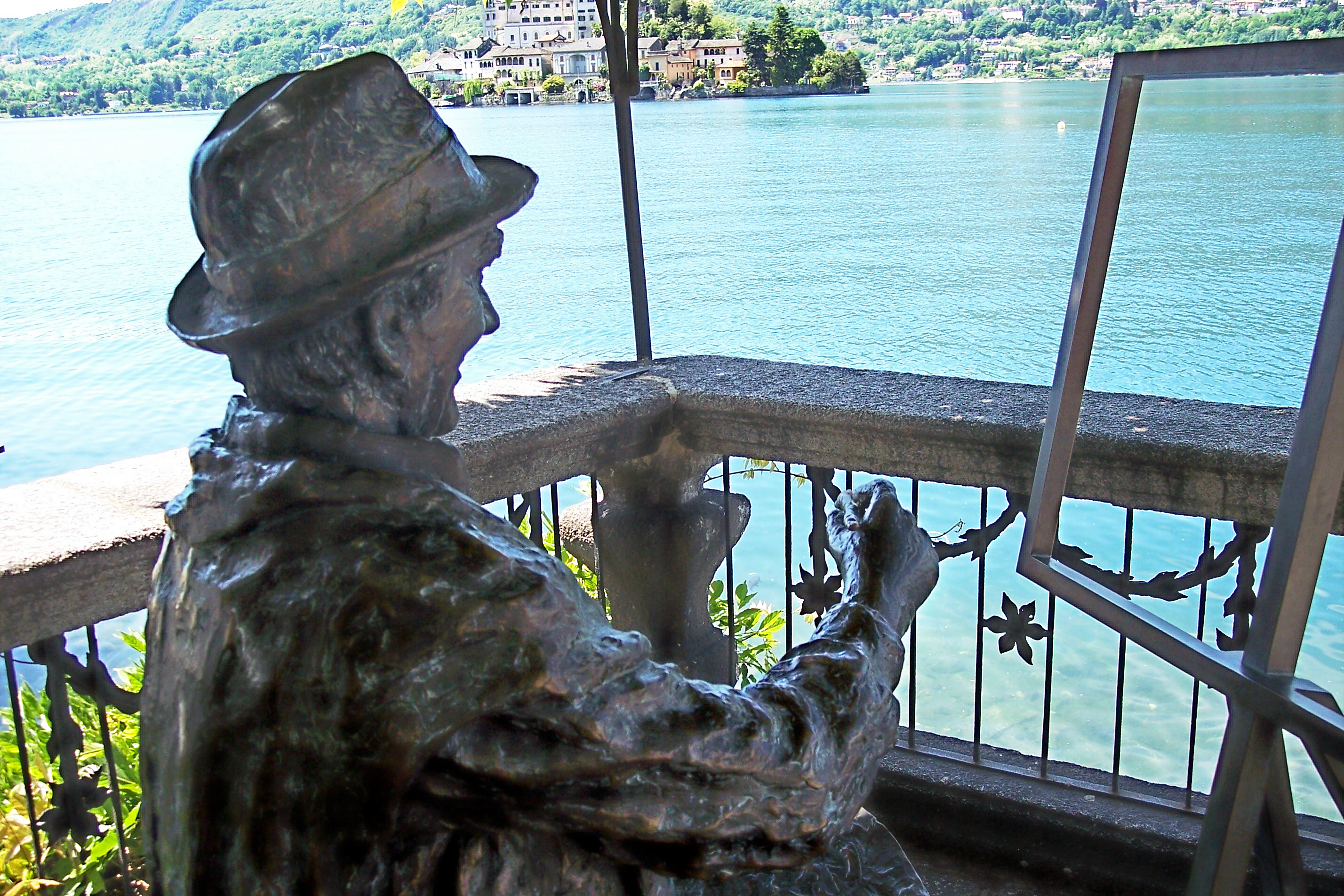
Carl-Heinz Schroth (1902–1989)

- Schroth, Christoph (1937–2022), deutscher Theater-Regisseur und Intendant
- Schroth, Conrad (1815–1898), deutscher Landwirt, Mitglied der Landstände des Herzogtums Nassau
- Schroth, Dieter (* 1948), deutscher Herrenausstatter und Lebens- und Geschäftspartner von Harald Glööckler
- Schroth, Eleonore (1928–2000), deutsche Schauspielerin und Hörspielsprecherin
- Schroth, Eric (* 1990), deutscher Moderator und Entertainer sowie Innenarchitekt und Raumgestalter
- Schroth, Eugen (1862–1945), österreichischer Zeichenlehrer sowie Genre-, Landschafts- und Historienmaler
- Schroth, Frances (1893–1961), US-amerikanische Schwimmerin
- Schroth, George (1899–1989), US-amerikanischer Wasserballspieler
- Schroth, Hannelore (1922–1987), deutsche Schauspielerin
- Schroth, Heinrich (1871–1945), deutscher Theater- und Filmschauspieler
- Schroth, Heinrich (1893–1971), deutscher Bühnenschauspieler, Bühnenregisseur und Schriftsteller
- Schroth, Heinrich (1902–1957), deutscher Politiker (SPD), MdL
- Schroth, Heinz (1924–2006), deutscher Kommunalpolitiker
- Schroth, Henning (* 1992), deutscher Eishockeytorwart
- Schroth, Horst (* 1948), deutscher Kabarettist, Autor und Schauspieler
- Schroth, Jacob (1773–1831), österreichischer Bildhauer
- Schroth, Jens (1973–2016), deutscher Musikwissenschaftler und Dramaturg
- Schroth, Johann (1798–1856), Naturheiler und Erfinder der nach ihm benannten Schrothkur
- Schroth, Johann Friedrich (1736–1803), österreichischer Bildhauer
- Schroth, Johannes (1859–1923), deutscher Architekt
- Schroth, Josef Ignaz (1764–1797), österreichischer Bildhauer
- Schroth, Karin (* 1941), deutsche Schauspielerin und Dozentin für Schauspiel
- Schroth, Karl (1909–1999), deutscher Widerstandskämpfer
- Schroth, Katharina (1894–1985), deutsche Physiotherapeutin
- Schroth, Klaus (* 1940), deutscher Rechtsanwalt und Strafverteidiger
- Schroth, Markus (* 1975), deutscher FußballspielerMarkus Schroth (* 1975)

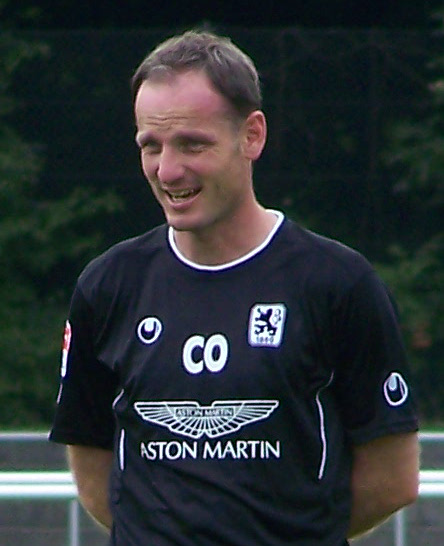
Markus Schroth (* 1975)

- Schroth, Moriz (1853–1937), österreichischer Bildhauer und Gipsgießer
- Schroth, Peter (* 1940), deutscher Schauspieler, Regisseur und Dozent für Schauspiel und Regie
- Schroth, Ulrich (* 1946), deutscher Jurist
- Schroth, Walther (1882–1944), deutscher General der Infanterie
- Schröther, Johann Christoph der Ältere (1747–1822), deutscher Orgelbauer in Sonnewalde, Niederlausitz
- Schröther, Johann Christoph, der Jüngere (1774–1859), Orgelbauer in der Niederlausitz
- Schrötl, Wolfgang († 1515), Abt des Stiftes Rein
- Schrott, Andreas (* 1981), österreichischer Fußballspieler und -trainer
- Schrott, Angela (* 1965), deutsche Romanistin
- Schrott, Beate (* 1988), österreichische Hürdenläuferin
- Schrott, Dominik (* 1987), österreichischer Politiker (ÖVP) und Abgeordneter zum Nationalrat
- Schrott, Ernst (1951–2021), deutscher Sachbuchautor
- Schrott, Erwin (* 1972), uruguayisch-spanischer Opernsänger (Bassbariton)Erwin Schrott (* 1972)

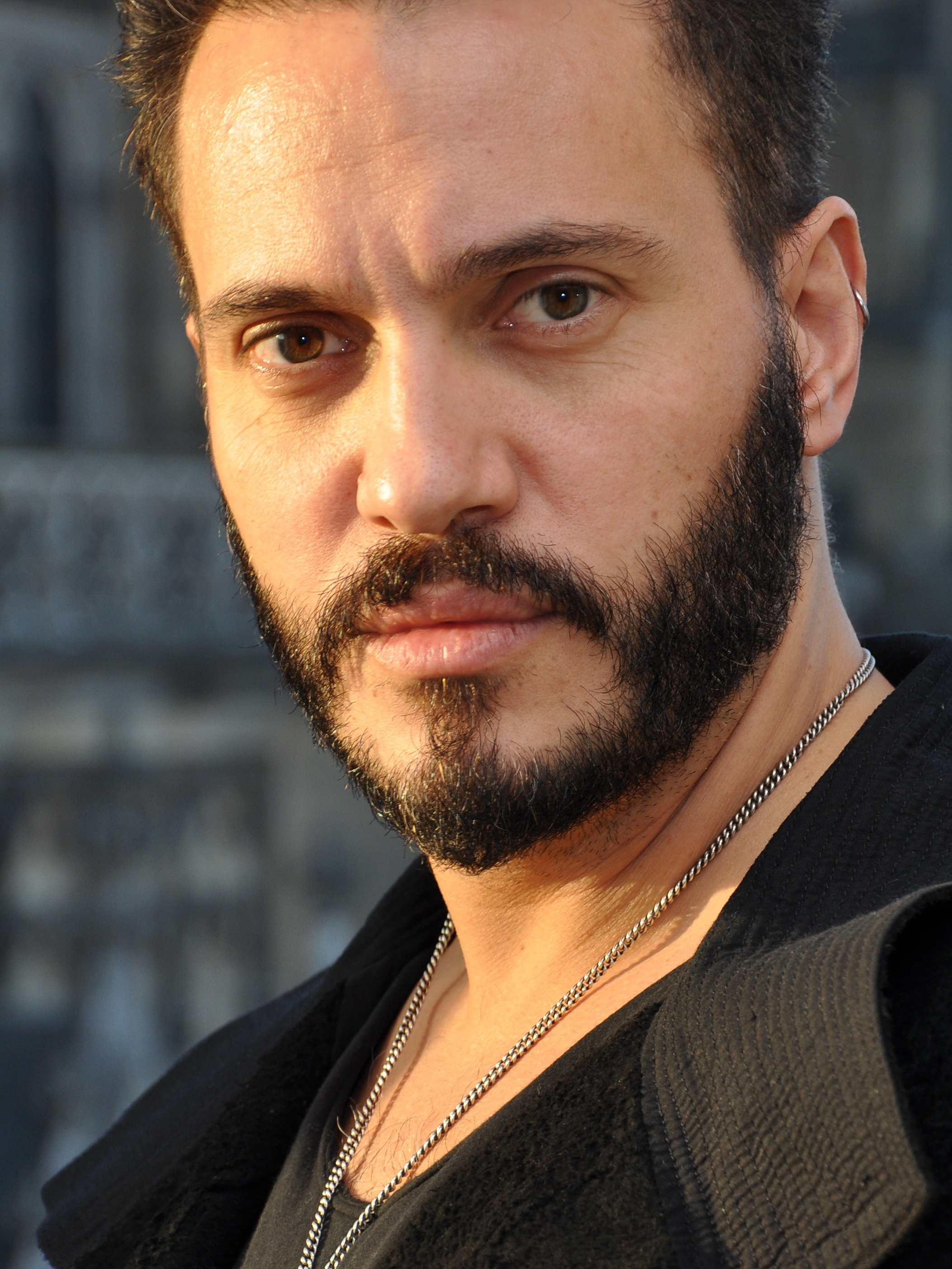
Erwin Schrott (* 1972)

- Schrott, Ferdinand von (1843–1921), österreichisch-ungarischer vorlitauischer Beamter, Richter und Politiker
- Schrott, Harald (* 1967), österreichischer Schauspieler
- Schrott, Karl (* 1953), österreichischer Rennrodler
- Schrott, Lothar (* 1962), deutscher Geologe und Geograph
- Schrott, Maria (1853–1934), Hotelbesitzerin, Fremdenverkehrspionierin und Kunstgewerblerin
- Schrott, Michael (* 1949), österreichischer Hörfunkjournalist und -moderator
- Schrott, Miran (1972–1992), italienischer Eishockeyspieler
- Schrott, Petra (1971–2025), italienische Badmintonspielerin
- Schrott, Raoul (* 1964), österreichischer SchriftstellerRaoul Schrott (* 1964)

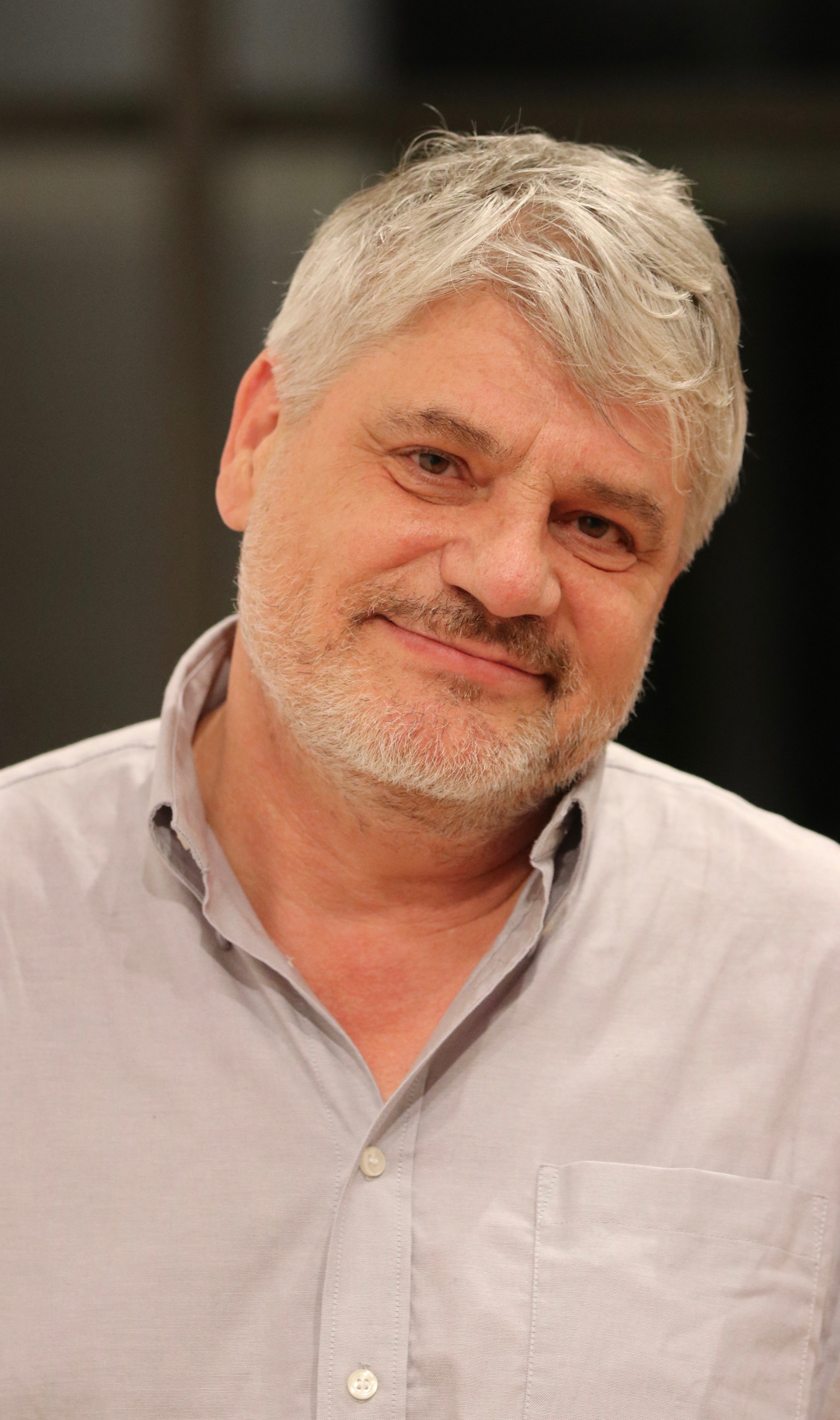
Raoul Schrott (* 1964)

- Schrott-Fiechtl, Hans (1867–1938), österreichischer Landwirtschaftsexperte und Schriftsteller
- Schrott-Pelzel, Henriette (1877–1962), österreichische Schriftstellerin
- Schrottenbach, Ferdinand (1957–1991), österreichischer Polizeibeamter
- Schrottenberg, Franz Konrad von (1755–1829), deutscher Oberamtmann
- Schrottenberg, Lothar Carl von (1708–1759), deutscher Oberamtmann
- Schrottenberg, Otto Philipp von (1681–1738), deutscher Soldat
- Schrottenberg, Philipp Dietrich von (1675–1725), deutscher Oberamtmann und Beamter
- Schrottenberg, Wolf Philipp von (1640–1715), deutscher Oberamtmann und Beamter
- Schrötter von Kristelli, Alfred (1851–1935), österreichischer Maler und Kunsterzieher
- Schrötter von Kristelli, Anton (1802–1875), österreichischer Chemiker und Mineraloge
- Schrötter von Kristelli, Hans (1891–1965), österreichischer Maler und Illustrator
- Schrötter von Kristelli, Leopold (1837–1908), österreichischer Mediziner
- Schrötter, Adolf (* 1892), tschechoslowakischer Jurist und deutscher Landrat
- Schrötter, Bernhard von (1772–1842), österreichischer Porträtmaler und Lithograf
- Schrötter, Bruno von (1816–1888), preußischer Verwaltungsjurist, Richter und Landrat
- Schrötter, Eduard von (1822–1883), preußischer Landrat
- Schrötter, Erich von (1885–1946), österreichisch-US-amerikanischer Jurist, Hochschullehrer und Schriftsteller
- Schrötter, Franz Ferdinand von (1736–1780), österreichischer Rechtswissenschaftler und Beamter
- Schrötter, Friedrich, österreichischer Militär
- Schrötter, Friedrich Leopold von (1743–1815), preußischer Offizier und Reformer
- Schrötter, Friedrich von (1862–1944), deutscher Ökonom, Historiker und Numismatiker
- Schrötter, Georg (1650–1717), deutscher Bildhauer des Barock
- Schrötter, Georg (1870–1949), deutscher Archivar
- Schrötter, Gustav von (1830–1919), preußischer Generalleutnant
- Schrötter, Hermann von (1870–1928), österreichischer Mediziner
- Schrotter, Johann (1922–2005), österreichischer Politiker (ÖVP), Abgeordneter zum Nationalrat und Bürgermeister
- Schrötter, Karl Wilhelm von (1748–1819), preußischer Justizminister
- Schrötter, Marcel (* 1993), deutscher MotorradrennfahrerMarcel Schrötter (* 1993)

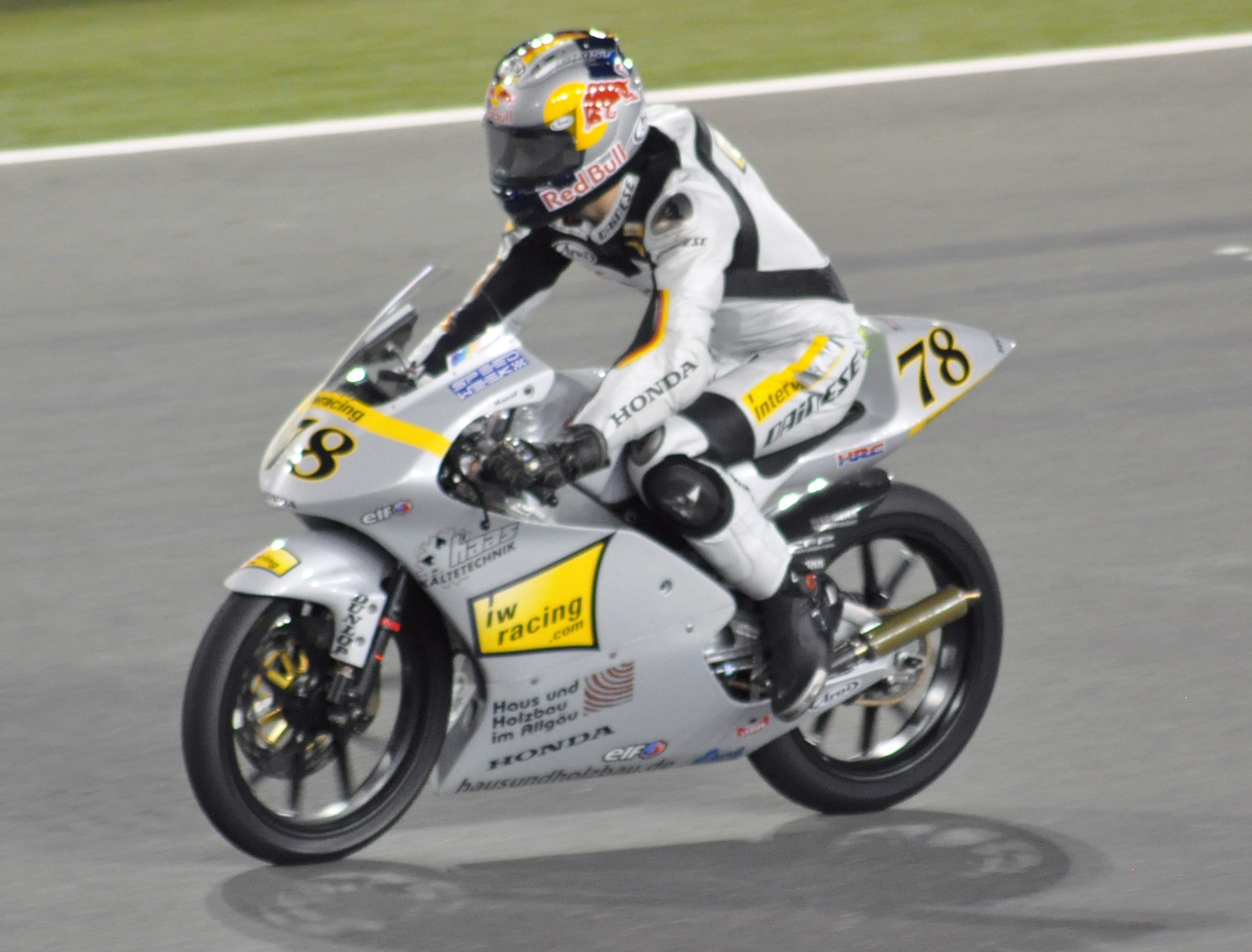
Marcel Schrötter (* 1993)

- Schrötter, Siegfried Freiherr von (1895–1974), deutscher Pferdezüchter
- Schrötter, Udo (* 1981), deutscher Fußballspieler
- Schrötter, Waldemar von (1842–1894), preußischer Generalmajor
- Schrötter, Wilhelm von (1810–1876), preußischer Jurist und Landrat, Mitglied der Frankfurter Nationalversammlung
- Schrötter-Malliczky, Mara (1893–1976), österreichisch-US-amerikanische Künstlerin
- Schrötter-Radnitz, Charlotte (1899–1986), tschechisch-italienische Malerin
- Schrötteringk, Albert (1649–1716), deutscher Kaufmann und Hamburger Oberalter
- Schrötteringk, Diederich (1597–1678), deutscher Kaufmann und Hamburger Oberalter
- Schrötteringk, Hinrich (1611–1686), deutscher Jurist und Protonotar
- Schrötteringk, Johann (1588–1676), deutscher Kaufmann und Hamburger Bürgermeister
- Schrötteringk, Jürgen (1551–1631), deutscher Kaufmann und Hamburger Oberalter
- Schrötteringk, Jürgen (1615–1667), deutscher Kaufmann und Hamburger Oberalter
- Schrötteringk, Jürgen (1622–1670), deutscher Kaufmann und Hamburger Oberalter
- Schrötteringk, Martin Hieronymus (1768–1835), deutscher Jurist und Hamburger Bürgermeister
- Schrötteringk, Martin Wolder (1728–1803), deutscher Jurist und Hamburger Ratsherr
- Schrotthofer, Klaus (* 1966), deutscher Journalist
- Schrottke, Kerstin (* 1971), deutsche Geologin und Hochschullehrerin
- Schröttle, Martin (1901–1972), deutscher Eishockeyspieler
- Schrottshammer, Klaus (* 1979), österreichischer Geschwindigkeitsskifahrer
- Schrotz, Anton (1701–1762), Tiroler Maurer und Baumeister
- Schrotzberg, Franz (1811–1889), österreichischer Maler

### Schrou
- Schroubek, Georg R. (1922–2008), tschechischer Volkskundler

### Schrov
- Schroven, Finn (* 2003), deutscher Handballspieler

### Schrow
- Schrowange, Birgit (* 1958), deutsche FernsehmoderatorinBirgit Schrowange (* 1958)

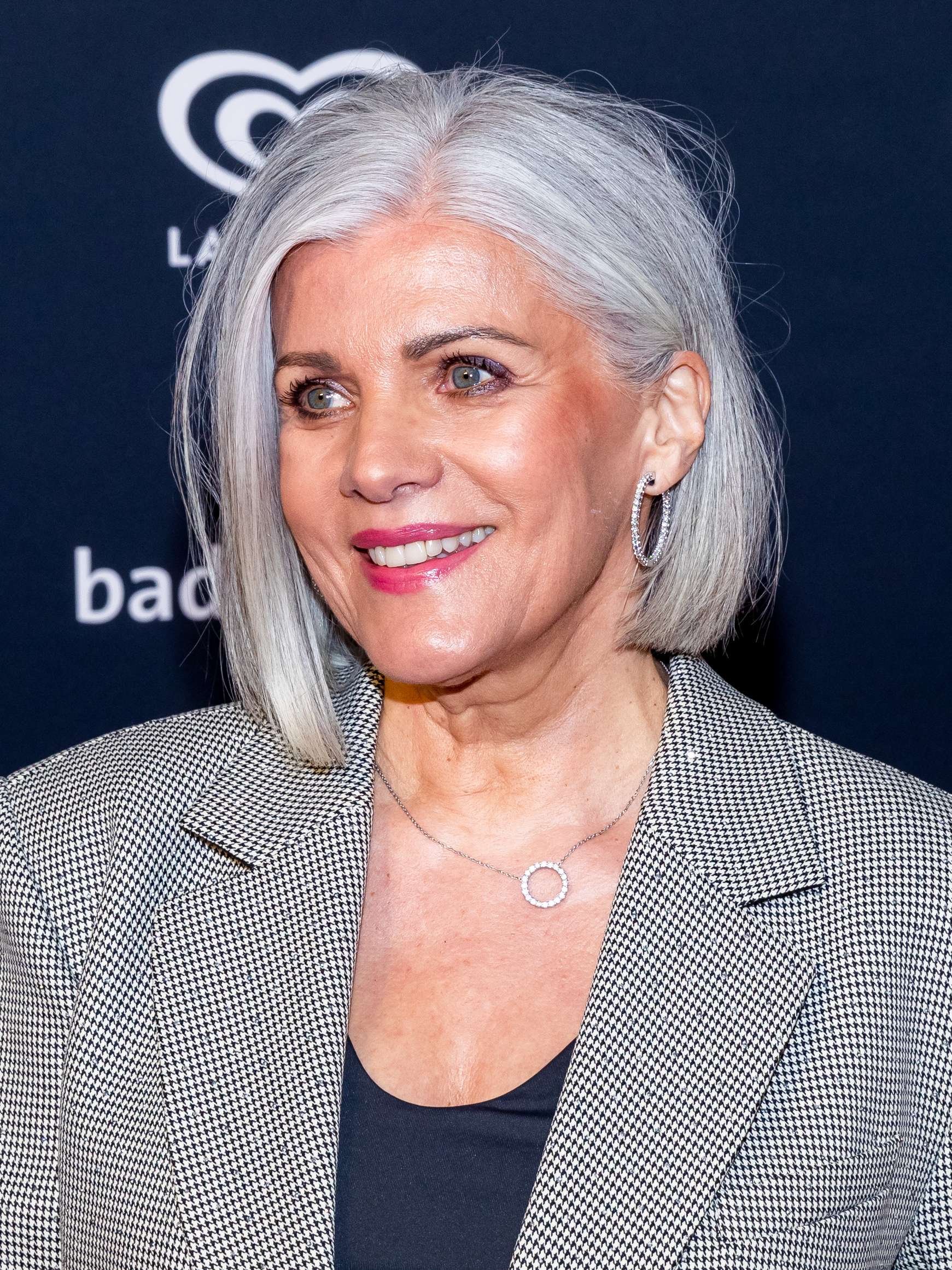
Birgit Schrowange (* 1958)

### Schroy
- Schroyder, Steve (* 1950), deutscher Komponist und Musiker
- Schroyens, Wim (* 1952), belgischer Radrennfahrer